# Messimy (Rhône)
Pour les articles homonymes, voir Messimy.
Messimy est une commune française située dans le département du Rhône et la région Auvergne-Rhône-Alpes.

## Géographie

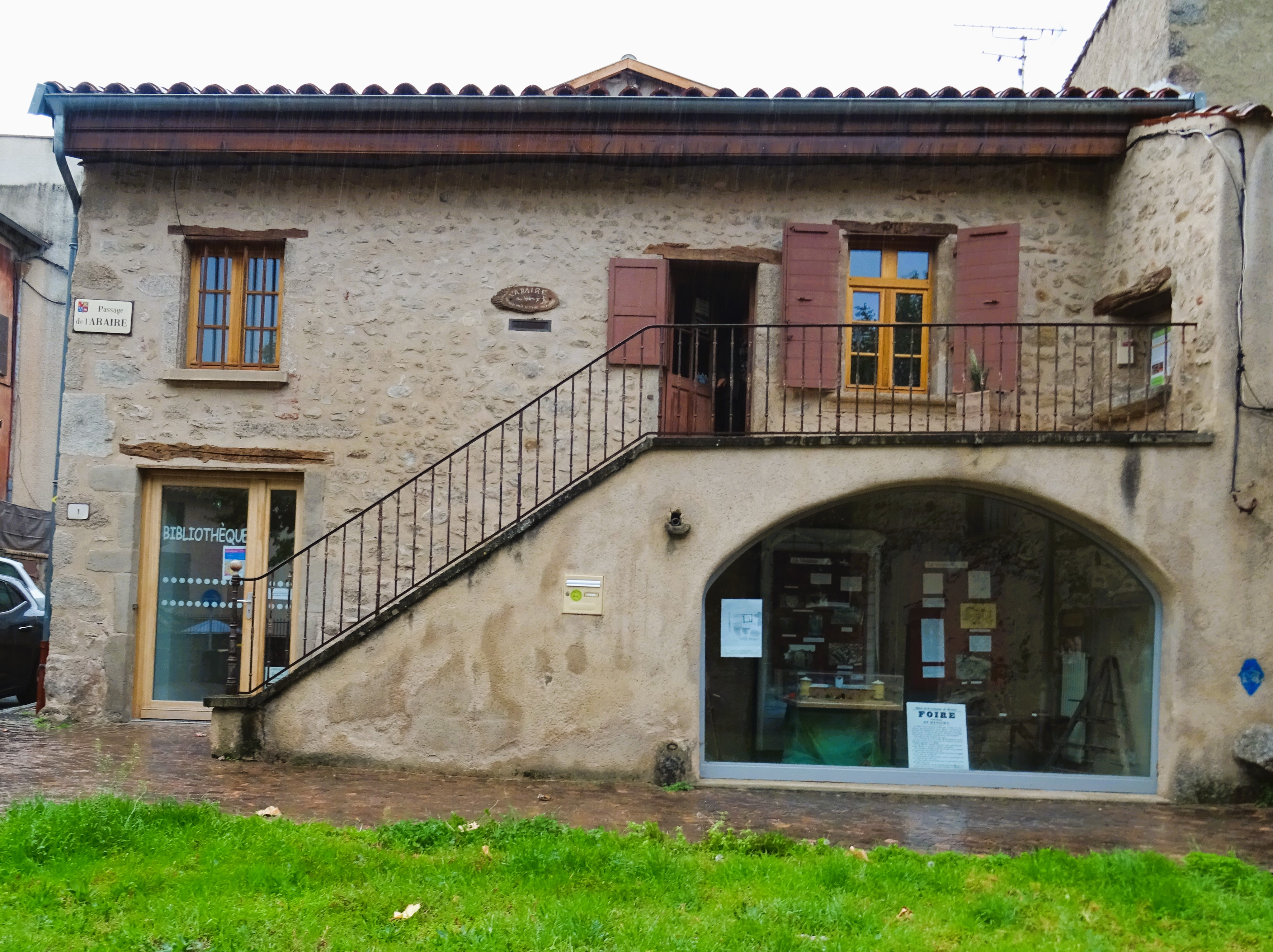
Maison de l'Araire.

La commune de Messimy est située en position médiane par rapport à l’ensemble du Plateau lyonnais. Dans le sens de la largeur (ouest- est) elle s’intercale entre la commune montagneuse d’Yzeron et la commune de Soucieu-en-Jarrest sur le rebord oriental. Le point le plus haut se situe au Plat Saint-Romain à l'altitude de 606 mètres et le point le plus bas sur le cours du Garon à 257 mètres mais la plus grande partie de la surface forme un plan modérément incliné vers l’est entre 400 et 300 mètres d'altitude. Dans le sens de la longueur (nord-sud), Messimy est à quasiment équidistance des extrémités du plateau étiré sur une vingtaine de kilomètres. Elle fait partie de la communauté de communes des Vallons du Lyonnais (CCVL). Messimy se situe, certes, dans un angle mort entre les cours de l’Yzeron au nord et du Garon au sud mais l’accès à l’intérieur des monts du Lyonnais est grandement facilité par ces deux axes de pénétration.
La distance du centre de Lyon d'une vingtaine de kilomètres lui vaut de conserver encore un cadre rural : les terres agricoles, en diminution par rapport à 1990 (82,9 %) comptent encore pour 77,5 % en 2018. L'essor démographique s'explique par le phénomène de ruralisation par migration de population du centre de la métropole.
La municipalité a aidé à l’installation, dans une maison de l’ancien vingtain, de l’Araire. Cette association a été fondée en 1966 par le Messimois Henri Bougnol et une équipe de bénévoles. Idéalement placée, elle publie chaque trimestre avec une grande fidélité une revue dont les articles sont exclusivement consacrés à l’histoire locale.

## Communes limitrophes

### Transports et communications

#### Transports en commun
Une ligne des Transports en commun lyonnais (TCL) dessert la commune :
- La ligne 11 reliant la station Gare d'Oullins de la ligne B du métro de Lyon à Thurins en passant notamment par Chaponost.

En outre, une ligne du réseau Les cars du Rhône traverse aussi la commune :
- La Ligne 2Ex, reliant Lyon - Gorge de Loup à Chazelles-sur-Lyon.

### Climat
Pour des articles plus généraux, voir Climat d'Auvergne-Rhône-Alpes et Climat du Rhône.
En 2010, le climat de la commune est de type climat océanique dégradé des plaines du Centre et du Nord, selon une étude du Centre national de la recherche scientifique s'appuyant sur une série de données couvrant la période 1971-2000. En 2020, Météo-France publie une typologie des climats de la France métropolitaine dans laquelle la commune est exposée à un climat de montagne ou de marges de montagne et est dans la région climatique  Nord-est du Massif Central, caractérisée par une pluviométrie annuelle de 800 à 1 200 mm, bien répartie dans l’année. 
Pour la période 1971-2000, la température annuelle moyenne est de 11,5 °C, avec une amplitude thermique annuelle de 17,6 °C. Le cumul annuel moyen de précipitations est de 796 mm, avec 9 jours de précipitations en janvier et 6,3 jours en juillet. Pour la période 1991-2020, la température moyenne annuelle observée sur la station météorologique de Météo-France la plus proche, « Brindas », sur la commune de Brindas à 3 km à vol d'oiseau, est de 12,2 °C et le cumul annuel moyen de précipitations est de 717,6 mm,. Pour l'avenir, les paramètres climatiques de la commune estimés pour 2050 selon différents scénarios d'émission de gaz à effet de serre sont consultables sur un site dédié publié par Météo-France en novembre 2022.
| Mois                                  | jan.           | fév.           | mars           | avril         | mai           | juin          | jui.          | août         | sep.          | oct.          | nov.          | déc.           | année      |
| ------------------------------------- | -------------- | -------------- | -------------- | ------------- | ------------- | ------------- | ------------- | ------------ | ------------- | ------------- | ------------- | -------------- | ---------- |
| Température minimale moyenne (°C)     | 0,5            | 0,5            | 3,2            | 6,2           | 9,6           | 13,3          | 15,6          | 14,6         | 11,6          | 8,4           | 4,2           | 0,9            | 7,4        |
| Température moyenne (°C)              | 3,7            | 4,4            | 8              | 11,8          | 15,1          | 19,4          | 21,8          | 20,7         | 17,3          | 12,9          | 7,7           | 4,2            | 12,2       |
| Température maximale moyenne (°C)     | 6,8            | 8,3            | 12,8           | 17,3          | 20,7          | 25,6          | 28            | 26,9         | 23            | 17,5          | 11,3          | 7,4            | 17,1       |
| Record de froid (°C) date du record   | −10,5 12.01.09 | −14,1 05.02.12 | −11,4 01.03.05 | −4,7 08.04.21 | 0,2 17.05.12  | 5,1 08.06.19  | 9,2 31.07.11  | 7,2 27.08.11 | 2,8 27.09.10  | −3,5 30.10.12 | −6,6 28.11.13 | −10,8 30.12.05 | −14,1 2012 |
| Record de chaleur (°C) date du record | 17,8 30.01.13  | 20,5 18.02.22  | 24,3 31.03.21  | 27,9 23.04.07 | 34,1 24.05.09 | 37,4 27.06.19 | 39,6 07.07.15 | 41 24.08.23  | 33,8 04.09.23 | 29,7 02.10.23 | 21,1 20.11.09 | 18,5 31.12.22  | 41 2023    |
| Précipitations (mm)                   | 44,9           | 37             | 42,2           | 65,8          | 71,9          | 67,8          | 66,1          | 62,6         | 54,9          | 76,2          | 81,1          | 47,1           | 717,6      |

## Urbanisme

### Typologie
Au 1er janvier 2024, Messimy est catégorisée bourg rural, selon la nouvelle grille communale de densité à sept niveaux définie par l'Insee en 2022.
Elle appartient à l'unité urbaine de Lyon, une agglomération inter-départementale regroupant 123  communes, dont elle est une commune de la banlieue,,. Par ailleurs la commune fait partie de l'aire d'attraction de Lyon, dont elle est une commune de la couronne,. Cette aire, qui regroupe 397 communes, est catégorisée dans les aires de 700 000 habitants ou plus (hors Paris),.

### Occupation des sols

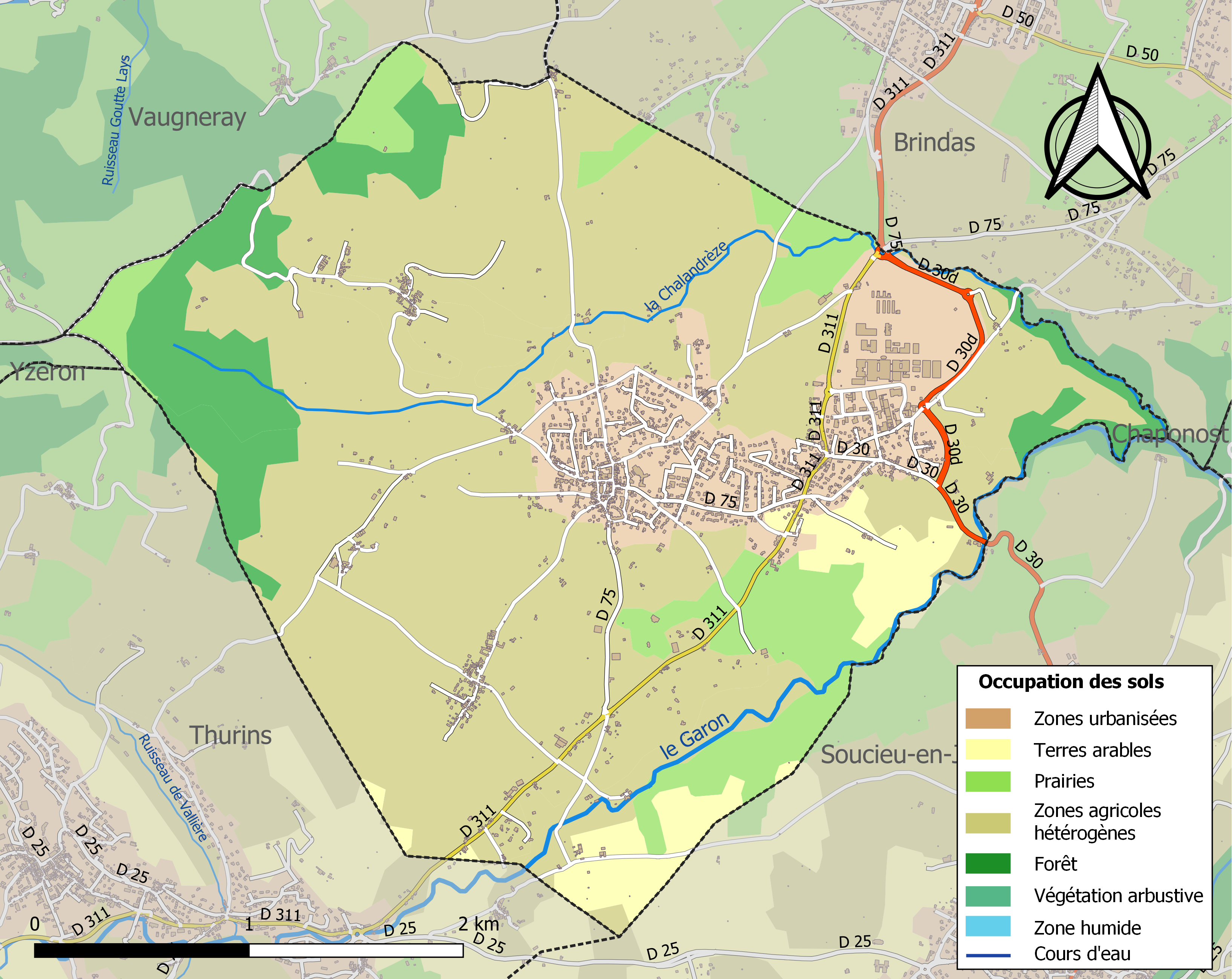
Carte des infrastructures et de l'occupation des sols de la commune en 2018 (CLC).

L'occupation des sols de la commune, telle qu'elle ressort de la base de données européenne d’occupation biophysique des sols Corine Land Cover (CLC), est marquée par l'importance des territoires agricoles (77,5 % en 2018), en diminution par rapport à 1990 (82,8 %). La répartition détaillée en 2018 est la suivante : 
zones agricoles hétérogènes (63,2 %), zones urbanisées (9,9 %), prairies (9,4 %), forêts (8,8 %), cultures permanentes (4,9 %), zones industrielles ou commerciales et réseaux de communication (3,8 %).
L'IGN met par ailleurs à disposition un outil en ligne permettant de comparer l’évolution dans le temps de l’occupation des sols de la commune (ou de territoires à des échelles différentes). Plusieurs époques sont accessibles sous forme de cartes ou photos aériennes : la carte de Cassini (XVIIIe siècle), la carte d'état-major (1820-1866) et la période actuelle (1950 à aujourd'hui).

## Toponymie
Messimy provient du latin Maximus de Maximiacum, « domaine de Maximus », d'où Maissimeu.

## Histoire

### Les origines
On ne savait rien des origines gauloises et gallo-romaines de Messimy jusqu’à ces dernières années. Seule l’étymologie nous était de quelque secours en faisant référence au domaine d’un certain Maximilien. Le tracé des aqueducs de l’Yzeron et du Gier qui alimentaient Lugdunum se situent de part et d’autre de la commune mais hors de ses limites. Les fouilles entreprises en 2015 à l’occasion d’un agrandissement des laboratoires Boiron dans le secteur du Chazeau au nord-est ont permis de conclure à une occupation humaine ininterrompue pendant environ six siècles. Avant même l’arrivée des Romains, au IIIe siècle avant notre ère une résidence aristocratique aurait été « un des éléments clé du maillage territorial de l’Ouest lyonnais». Le relais aurait été pris sur le même site sans discontinuité dès les débuts de la conquête de la Gaule par Jules César par des colons nouvellement installés aux us et coutumes importés d’Italie. L’apogée de cette villa à vocation agricole et résidentielle se situerait précocement dès l’époque augustéenne. L’hypothèse d’un rôle ultérieur de relais routier n’est pas exclue. En revanche le déclin aurait été assez précoce dès le milieu du IIIe siècle.

La première mention du nom de Messimy provient d’une charte de l’abbaye d’Ainay vers l’an 1000. Une petite église de style roman dédiée à saint Jean l’Evangéliste aurait été construite en 1043 et agrandie au XIIe siècle. Elle doit à sa solidité d’avoir été conservée malgré de nombreuses restructurations au cours des siècles. C’est en effet par elle que l’on accède à la nef de l’édifice actuel car elle joue le rôle d'un narthex. Son abside semi-circulaire est voûtée en cul-de-four. Les éléments du mobilier qui y sont actuellement rassemblés sont cependant de diverses époques : une vénérable statue de saint Roch de la fin du XVe siècle jugée digne d’être inscrite à l’inventaire des monuments historiques malgré son mauvais état de conservation, une cuve baptismale à godrons du XVIIe siècle, un Christ en croix moderne.

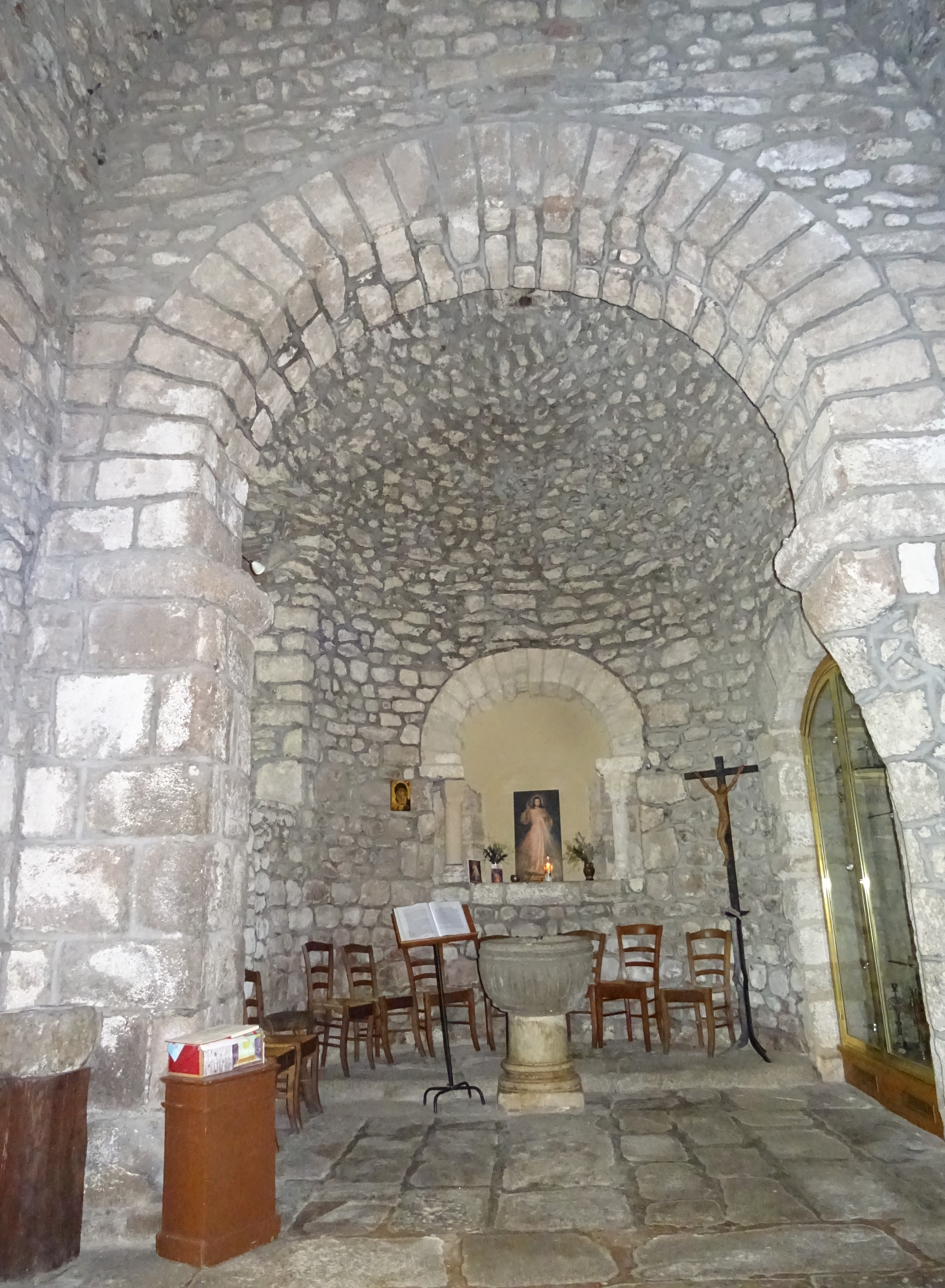
Abside de l'ancienne église
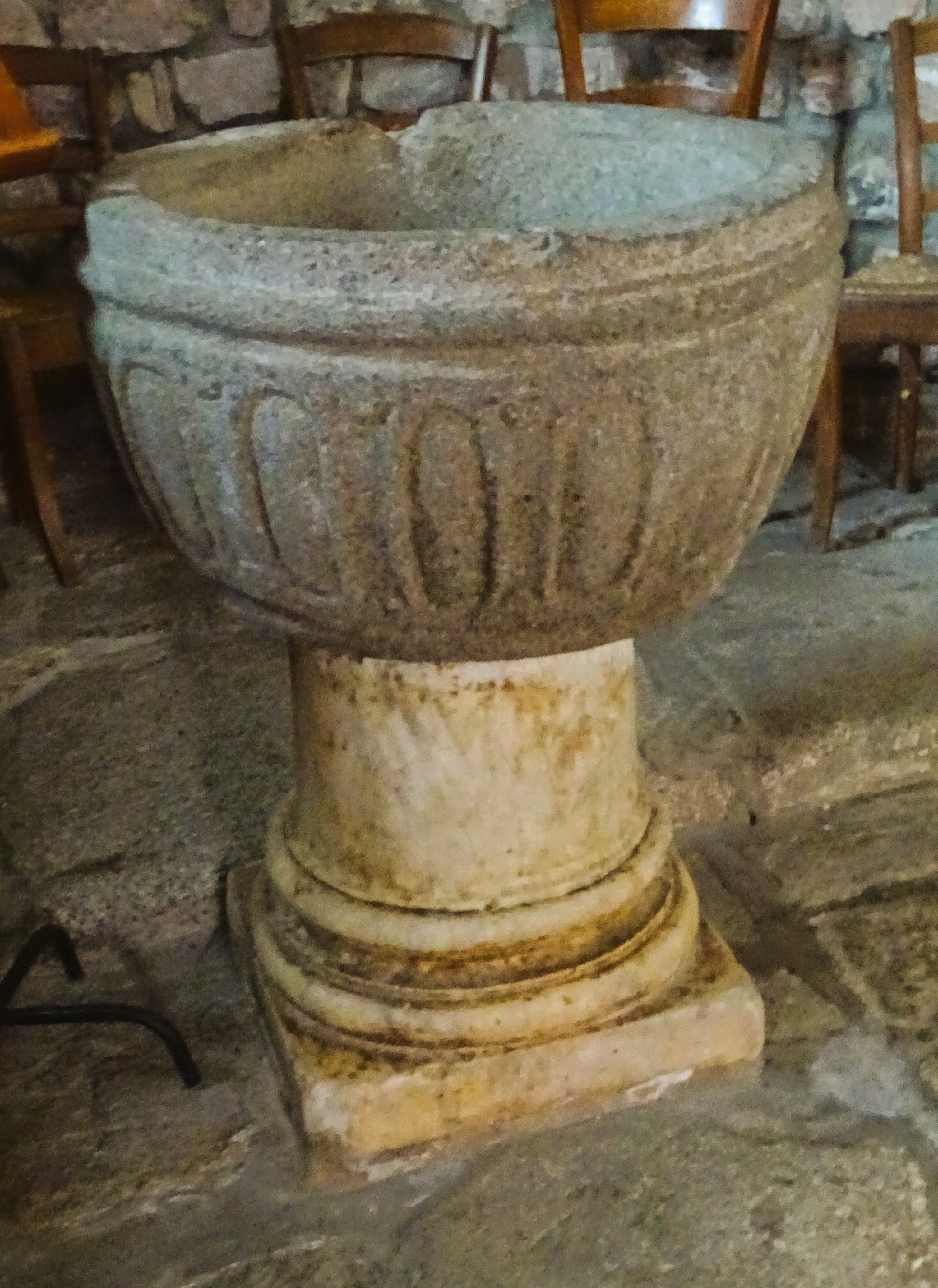
Cuve baptismale
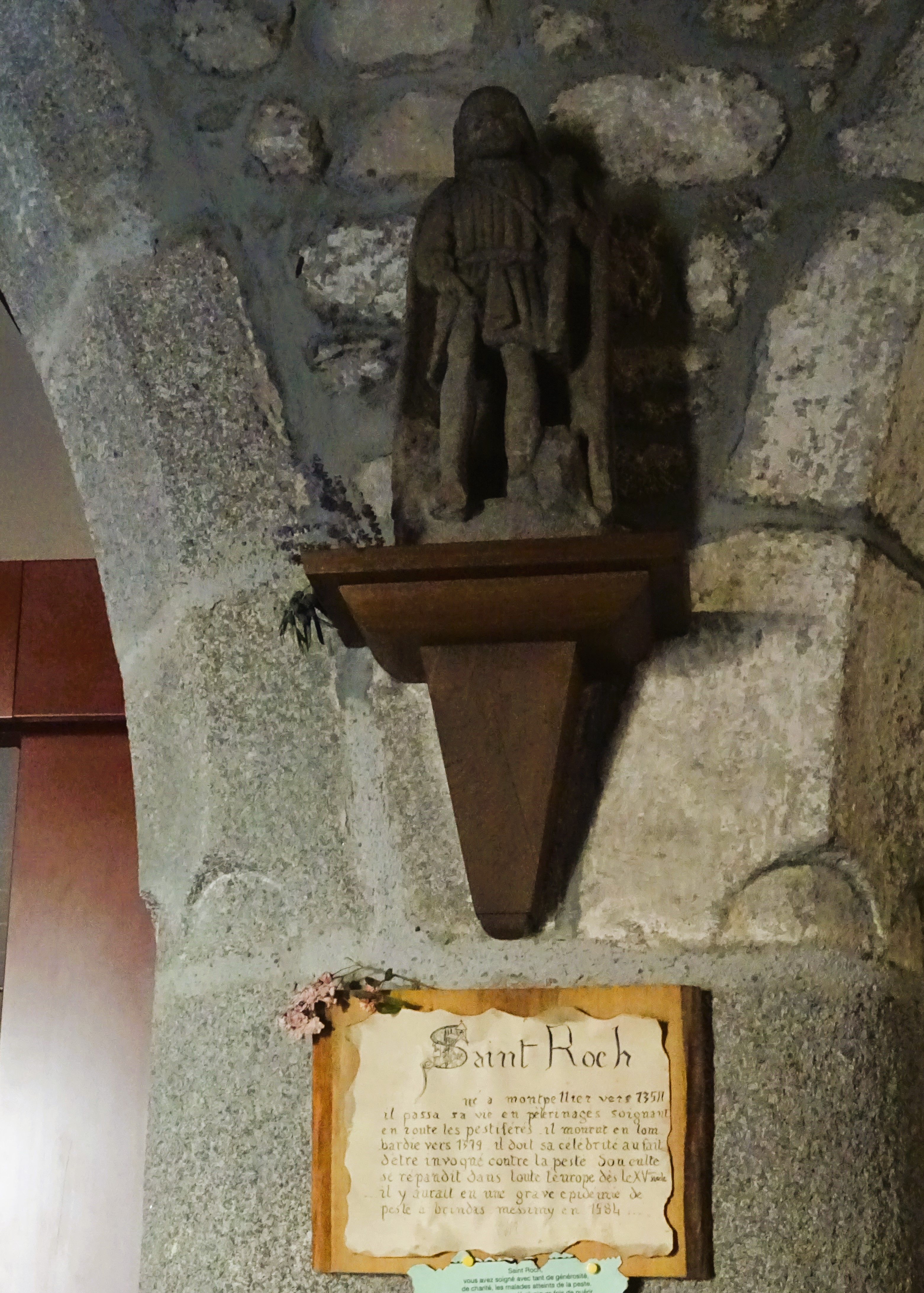
Statue de saint Roch
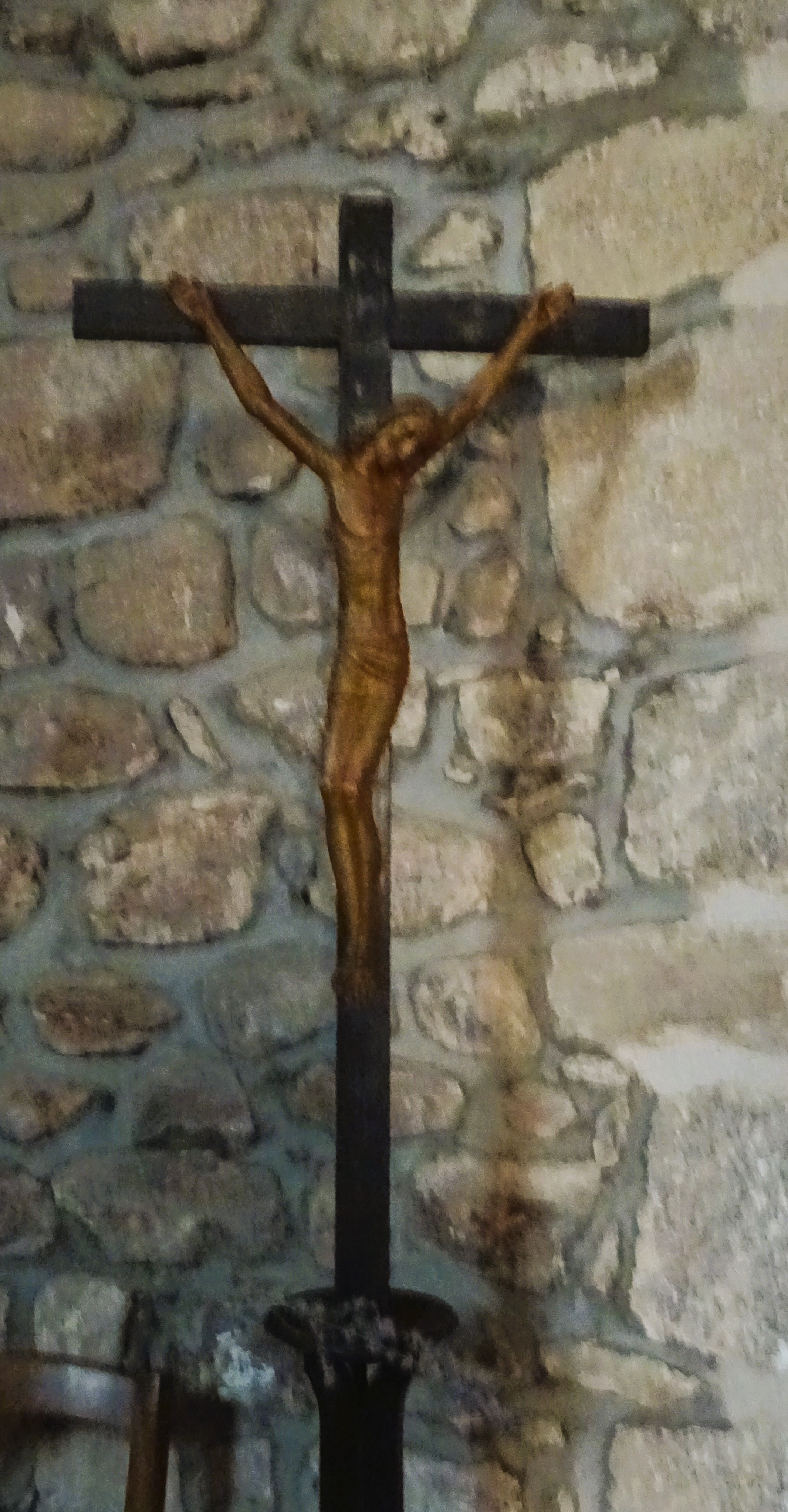
Statue de saint Roch

Par ses très modestes dimensions l'église s’accommoda aisément des étroites limites de l’ancien bourg lorsqu’il fut enclos d’un rempart de protection vers la fin du XIVe siècle quand sévissaient dans la région les bandes de mercenaires en congé pendant les trêves de la Guerre de Cent Ans. De ce vingtain, ainsi dénommé de l’impôt au vingtième perçu pour sa construction, seule nous est conservée la porte d’entrée,.

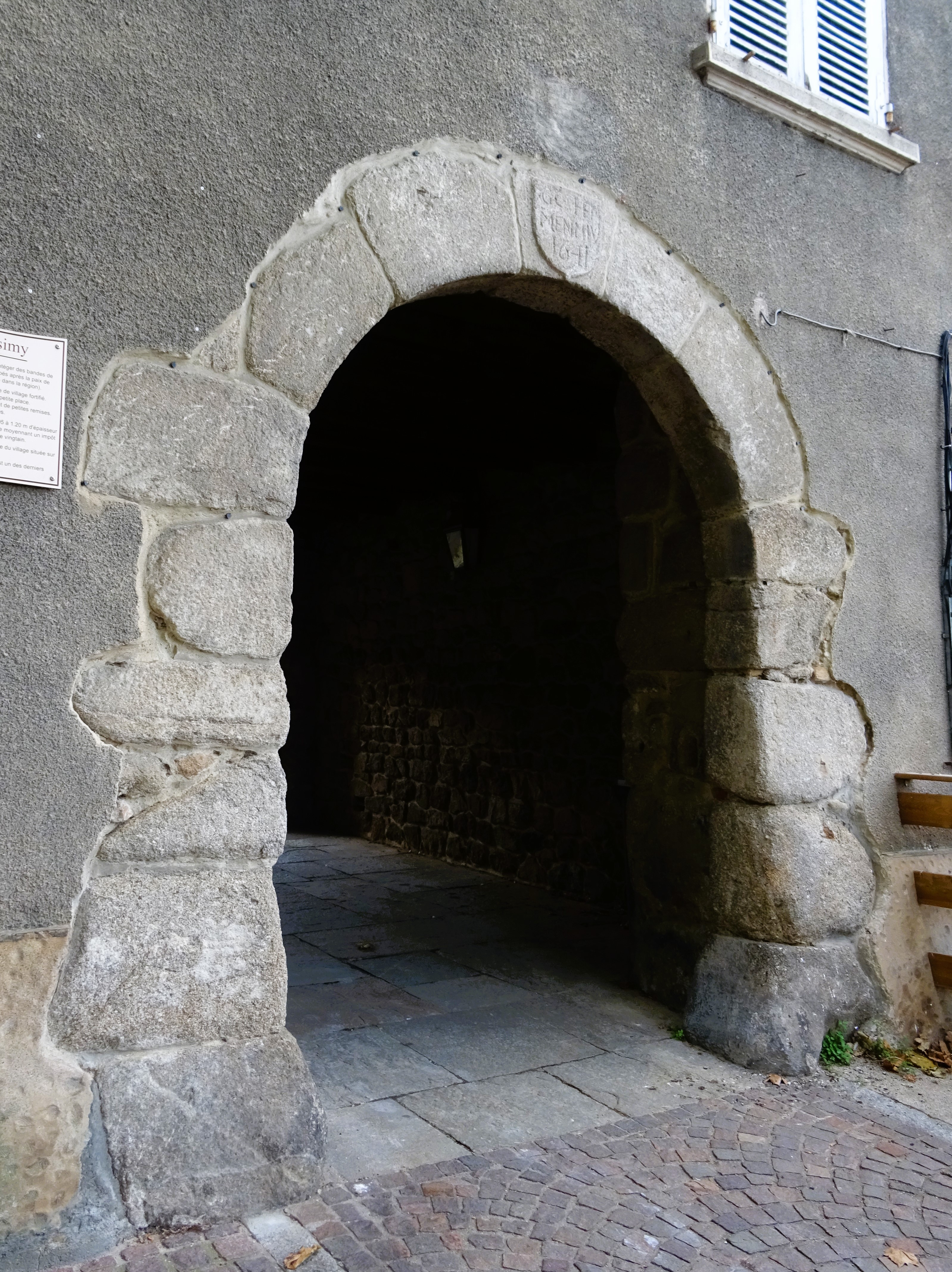
Porte d'entrée du vingtain
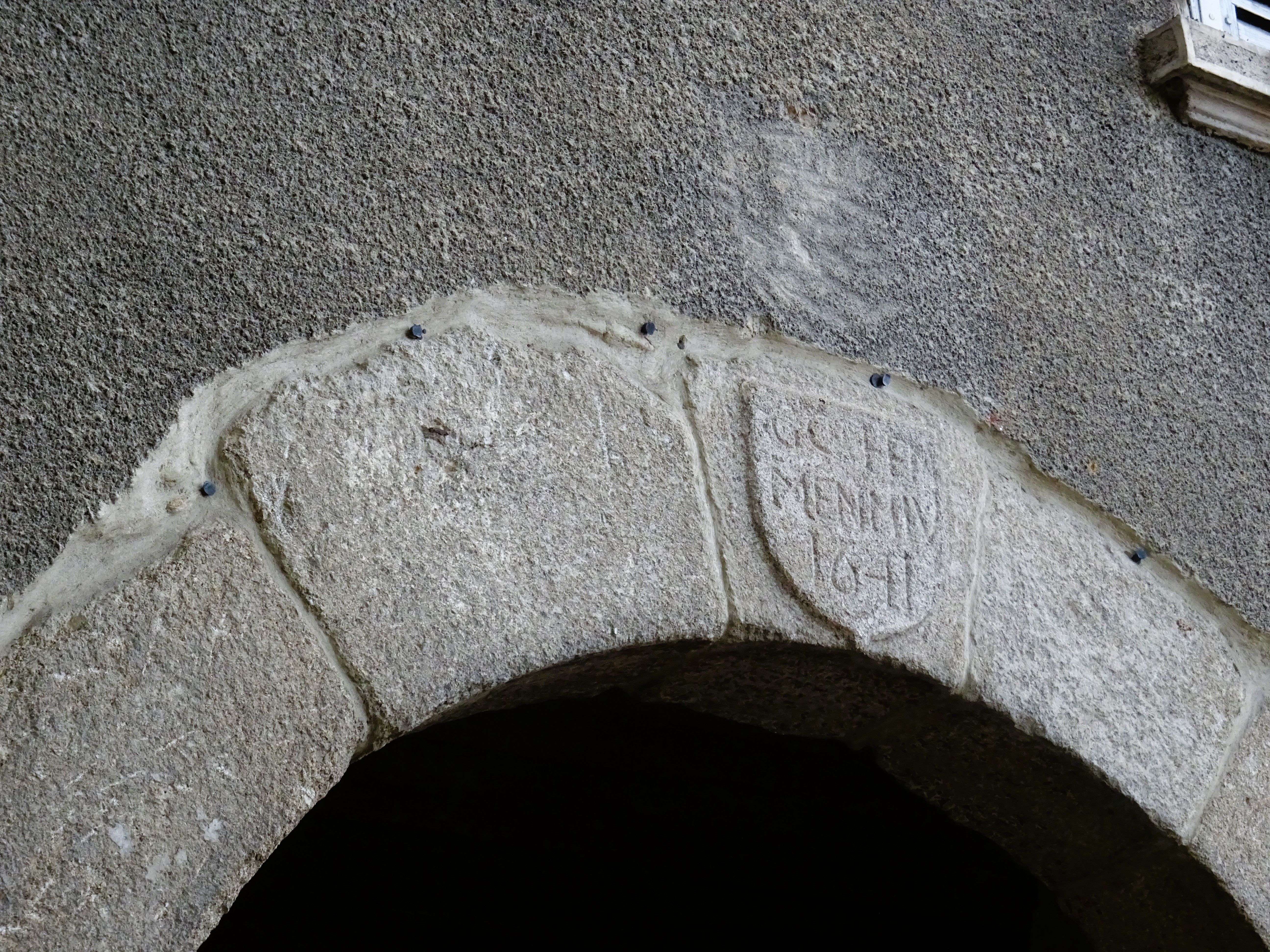
Porte du vingtain clé de voûte
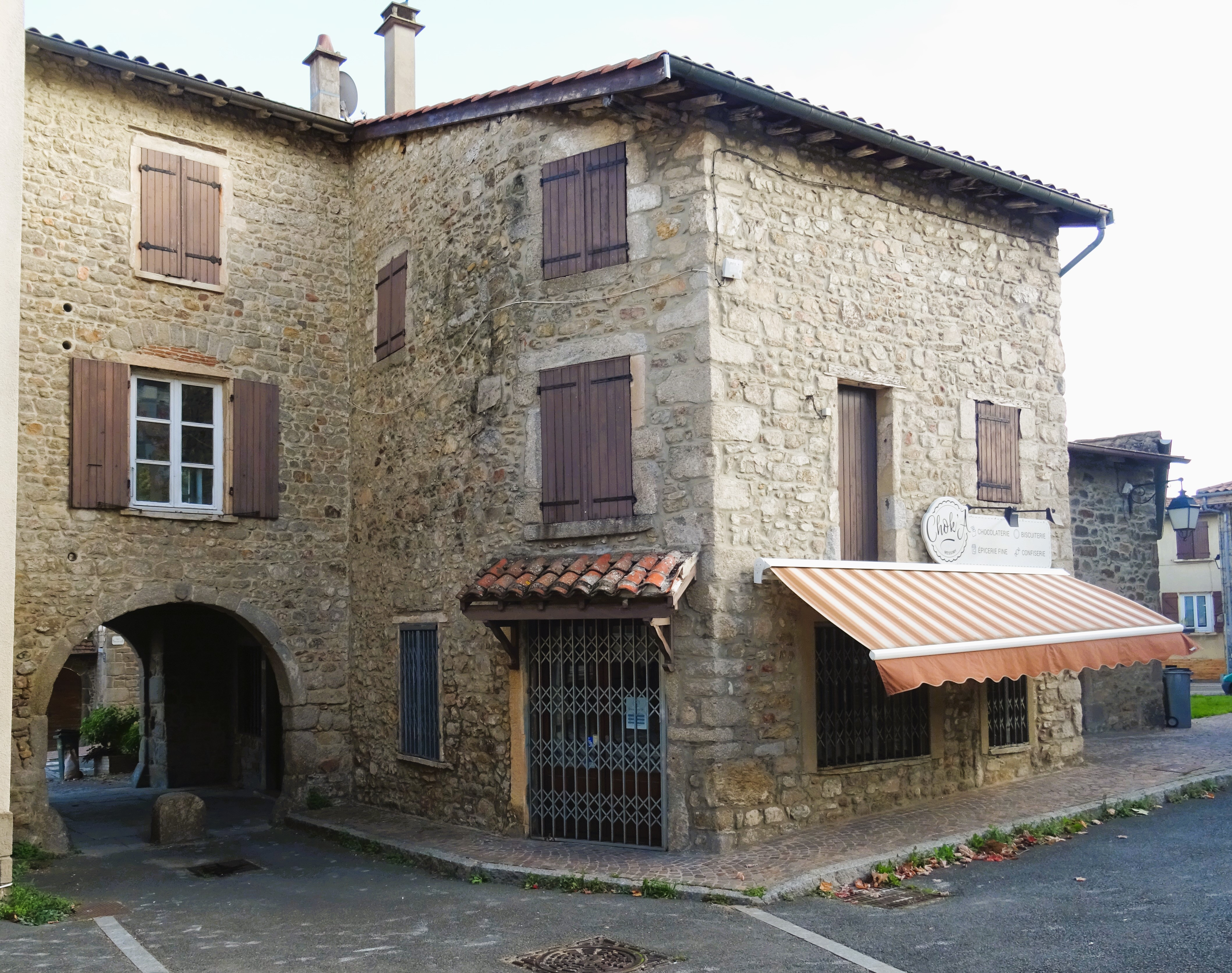
Porte du vingtain côté intérieur
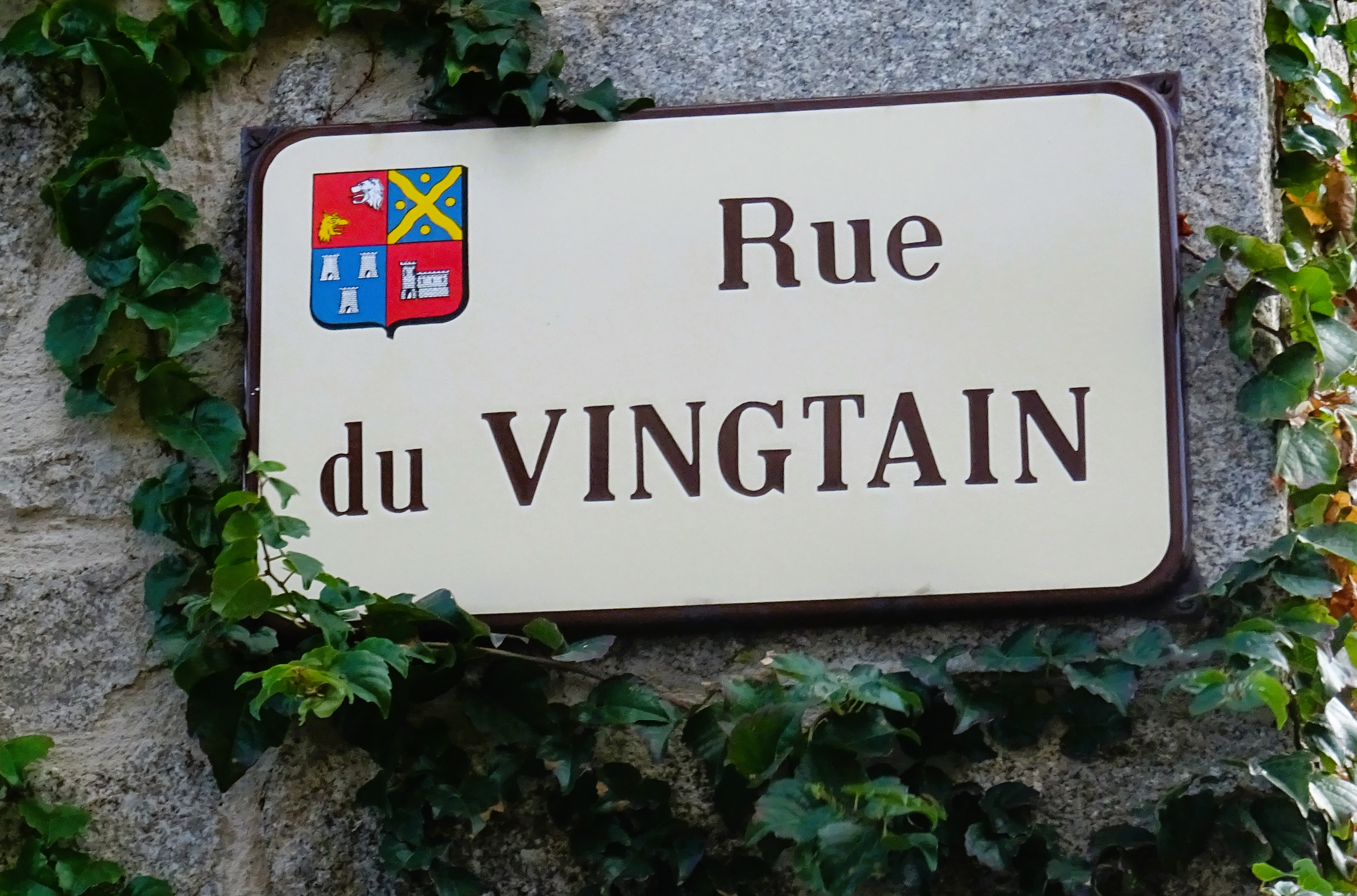
Rue du vingtain
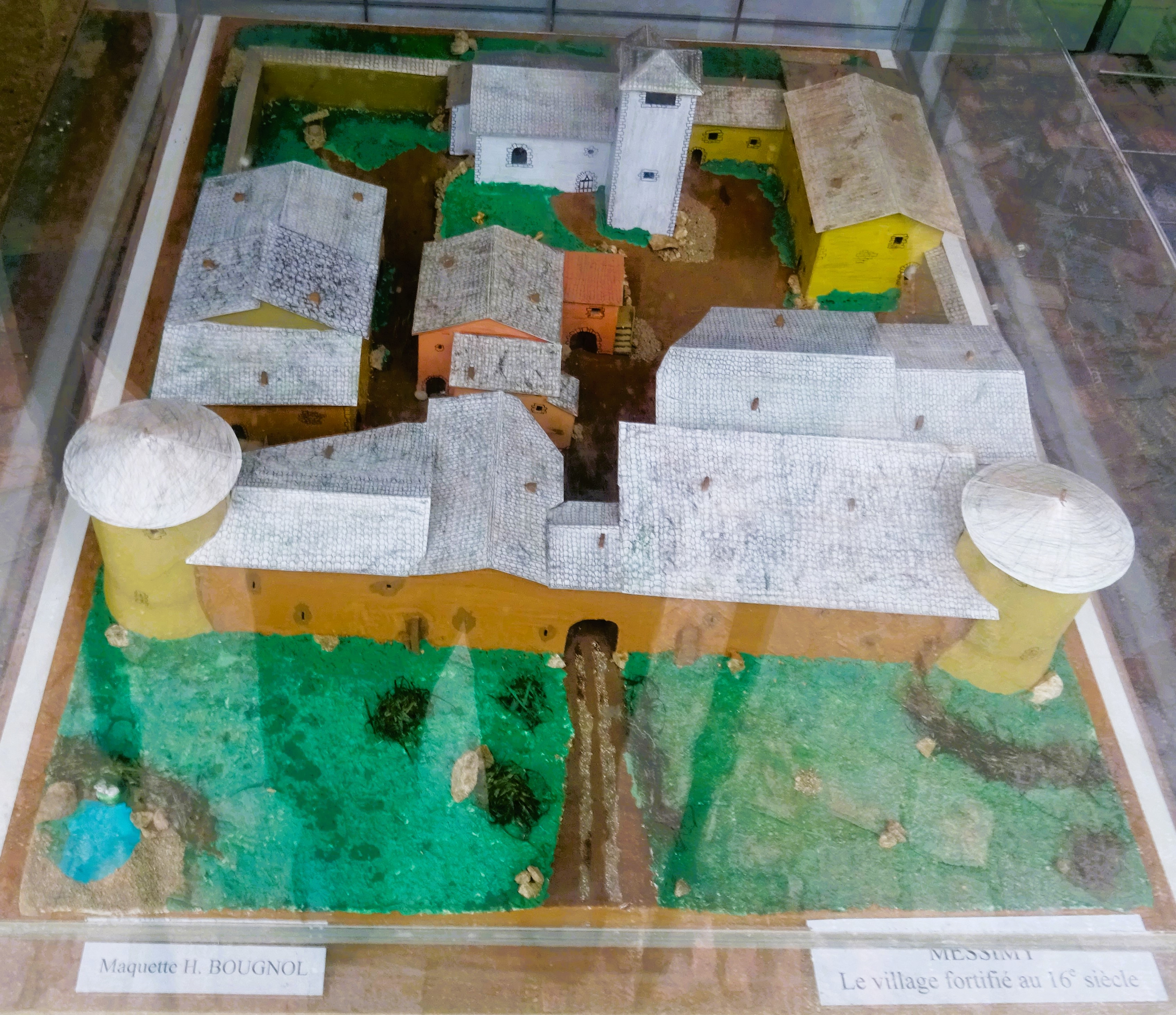
Reconstitution du vingtain

### La vie au fil des siècles
Aucun événement n’est venu interrompre la vie quotidienne des Messimois au cours des siècles. Jusqu’à la Révolution, les chanoines-comtes de Lyon ont exercé leurs droits de seigneurie avec les responsabilités afférentes. Ils devaient composer dans le bourg même avec les seigneurs laïques de la Chatelaise. A Malataverne, ces prérogatives étaient exercées par les seigneurs de La Feuillade. La maison-forte de la Chatelaise est cernée par un pâté de maisons. Voici quelques indications tirées du pré-inventaire. « Deux tours carrées, demi hors-œuvre font saillie sur la cour. Sur la façade ouest, entre ces deux tours, on remarque une baie tripartite à encadrements de pierre jaune, sommée d’un fronton triangulaire finement mouluré. Au premier étage de la façade nord, sur la cour, règne une coursière portée par une rangée de corbeaux en pierre». En revanche, on peut encore juger de l’importance du château de la Feuillade aux abords bien dégagés. Le long corps de logis est flanqué de deux pavillons en retour d’équerre dont la forme rectangulaire est accusée aux angles par un chaînage de pierre de taille.

la chatelaise
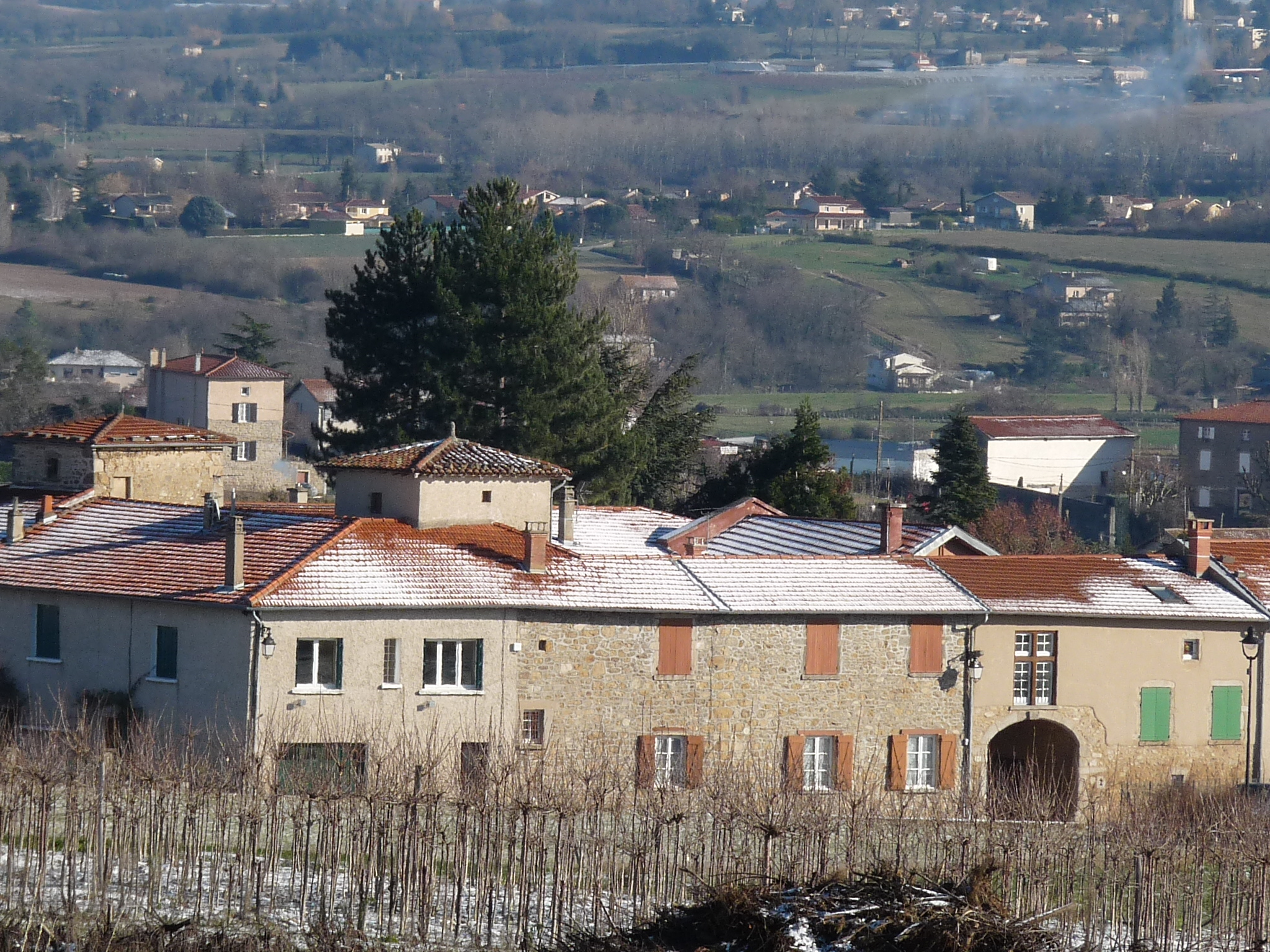
Vue du ciel
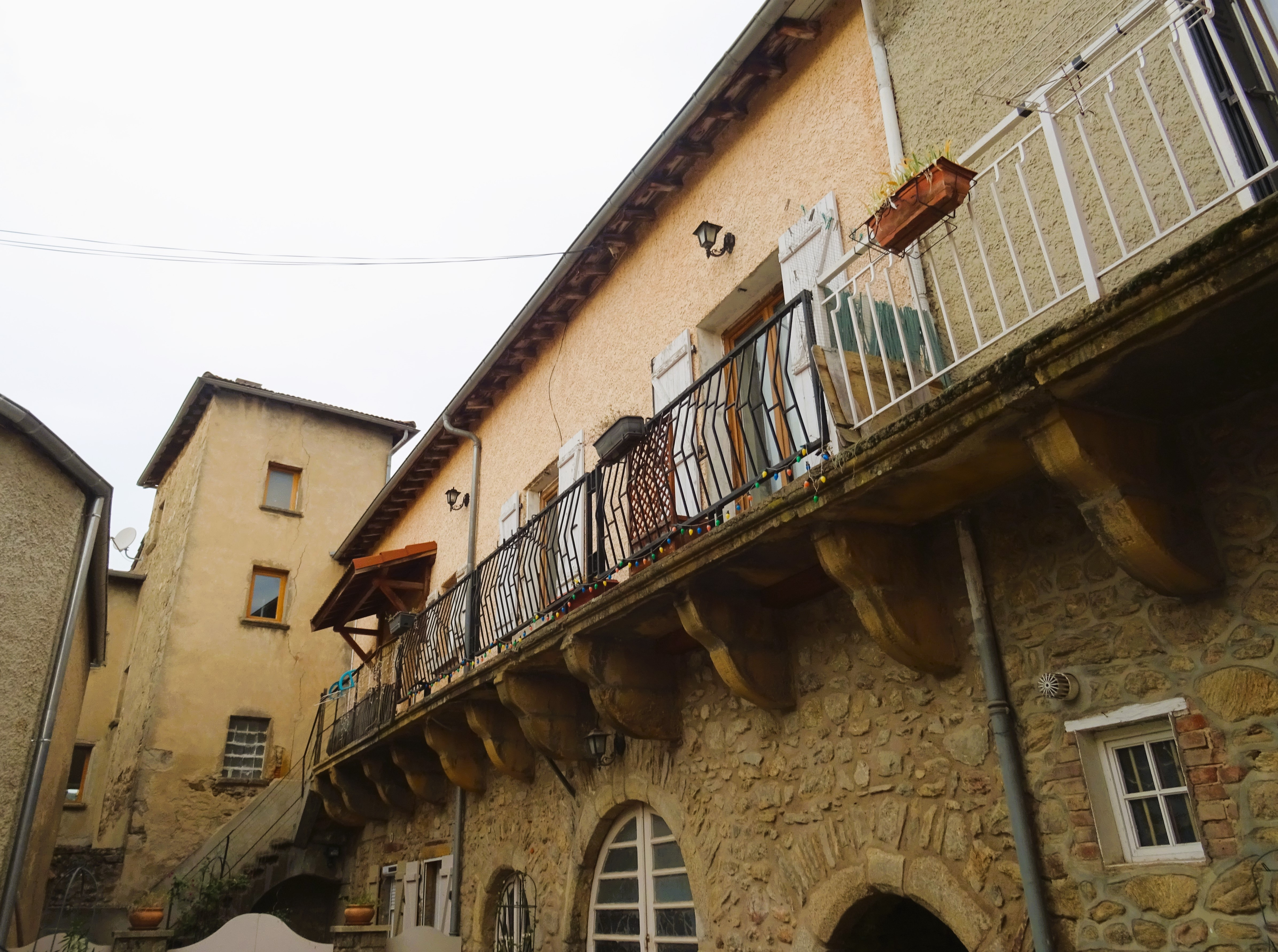
Château de la Chatelaise
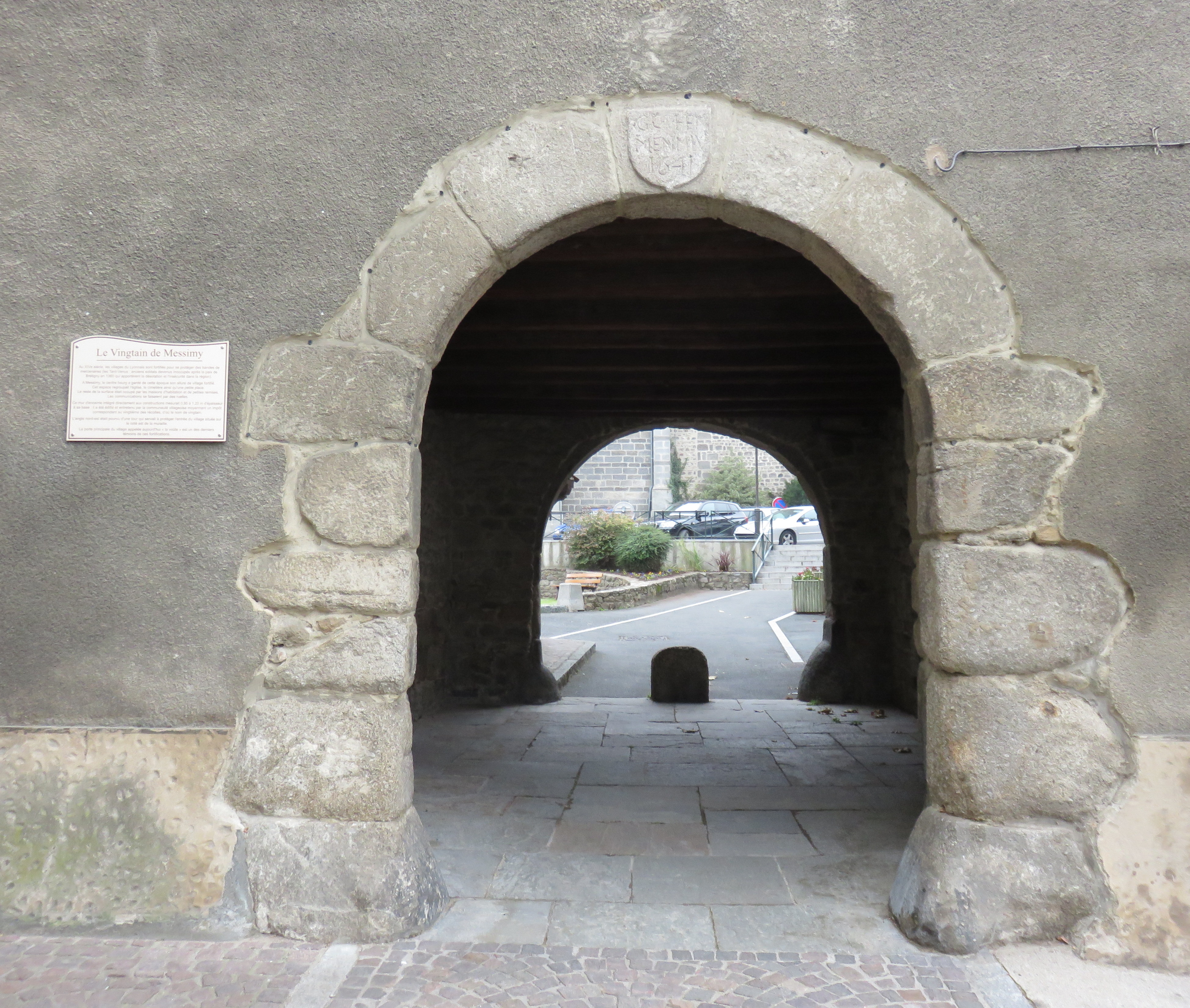
La Chatelmaise porte cochère
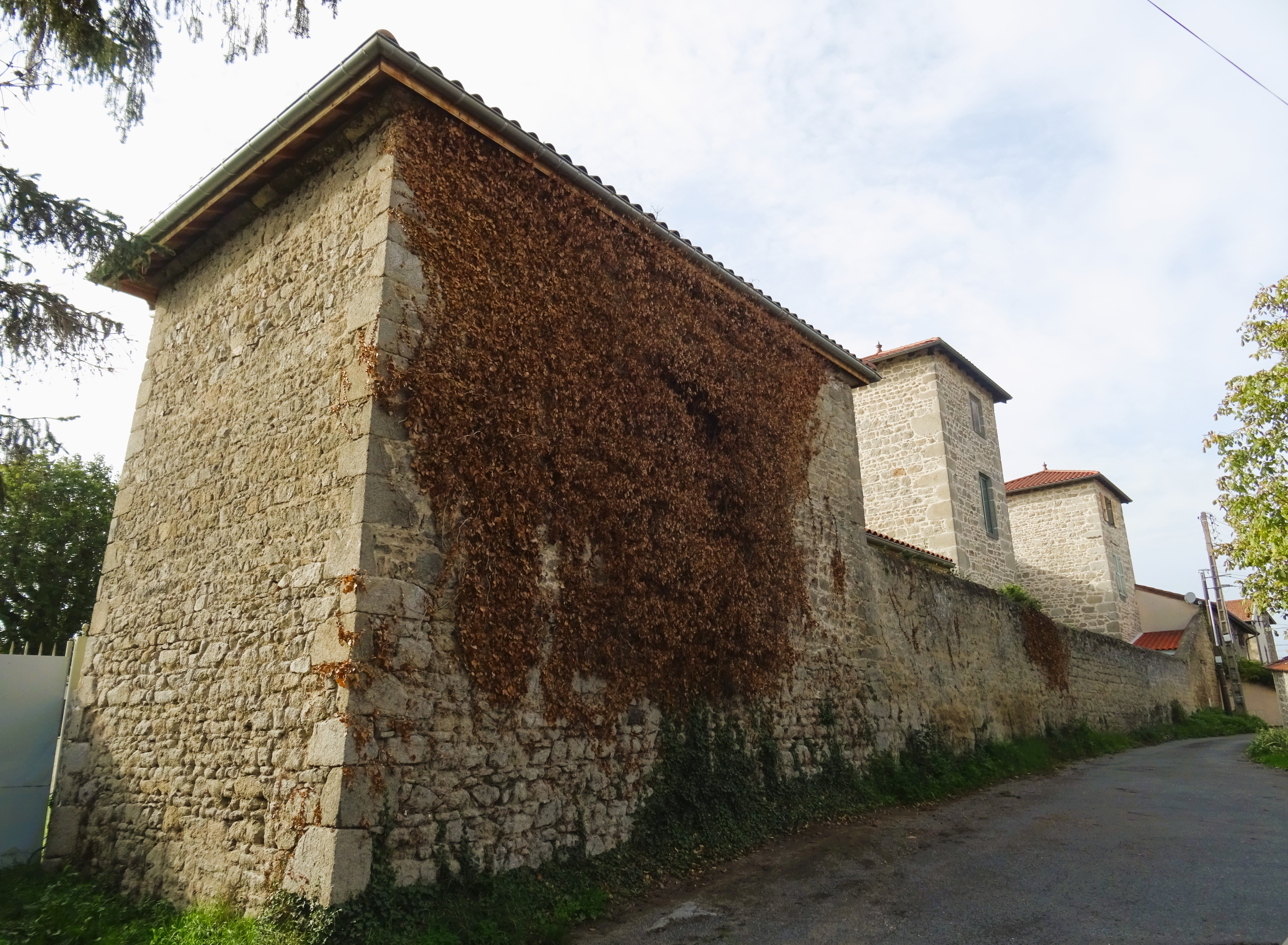
Façade du château de la Feuillade
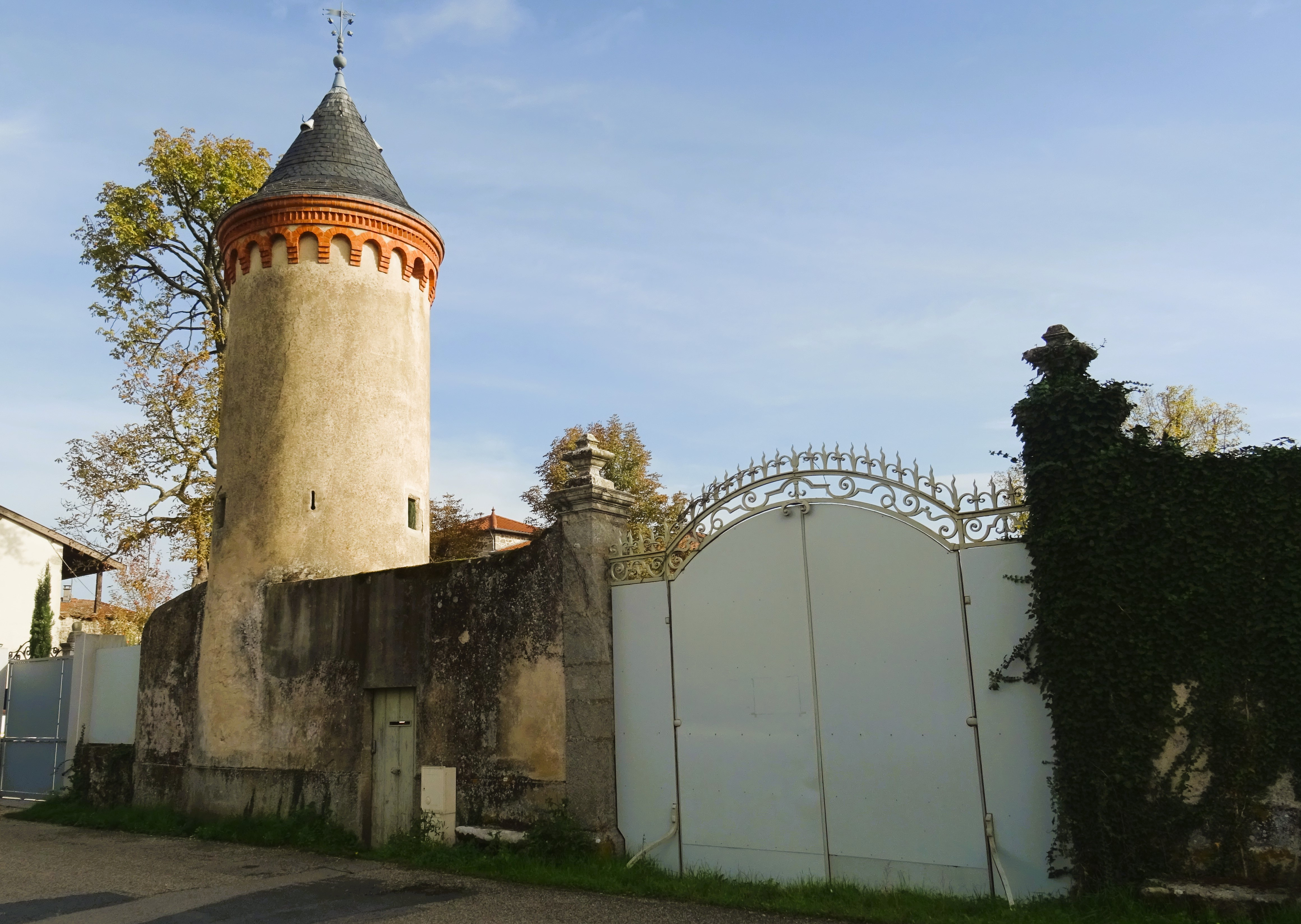
Château de la Feuillade
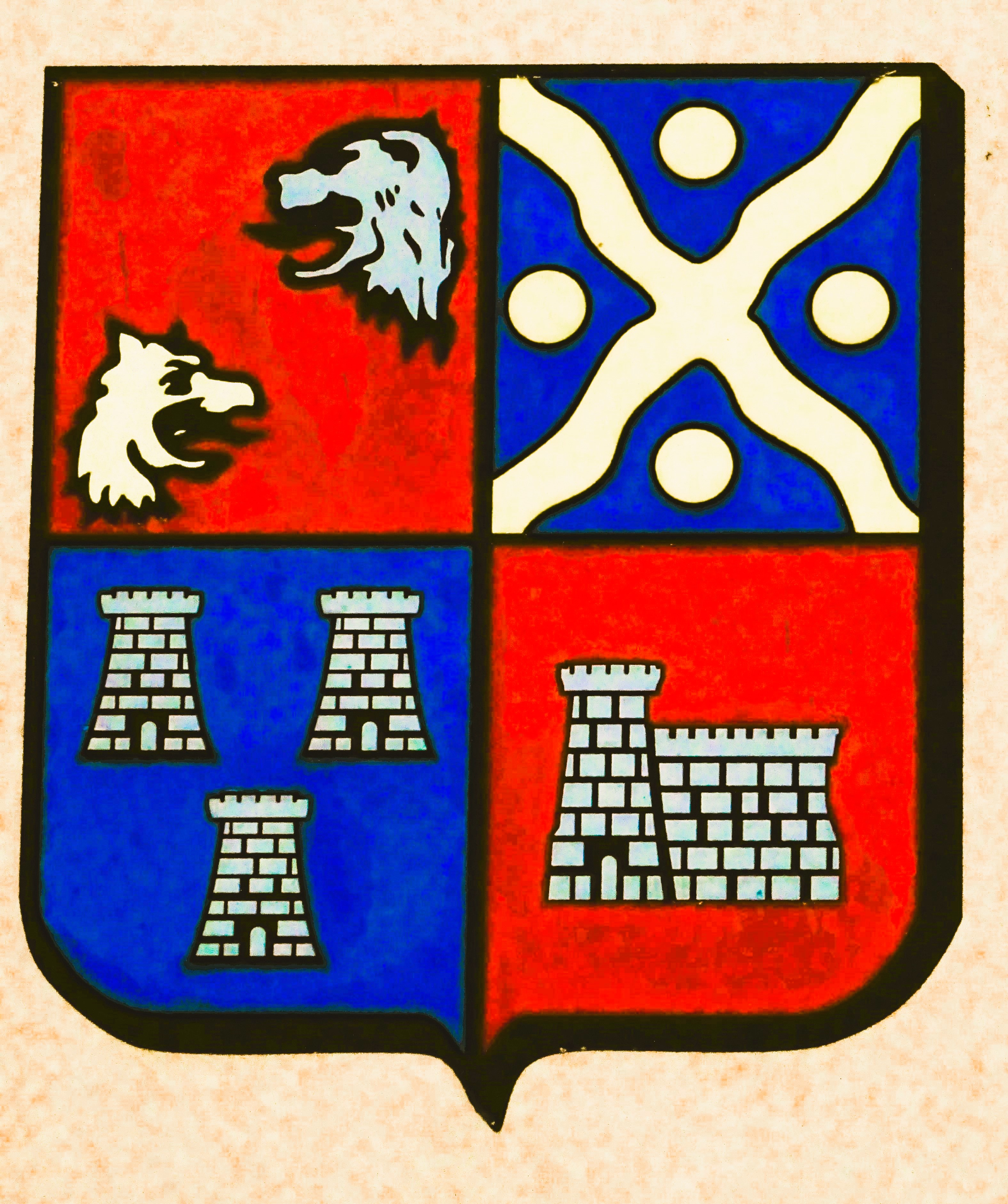
Blason de Messimy
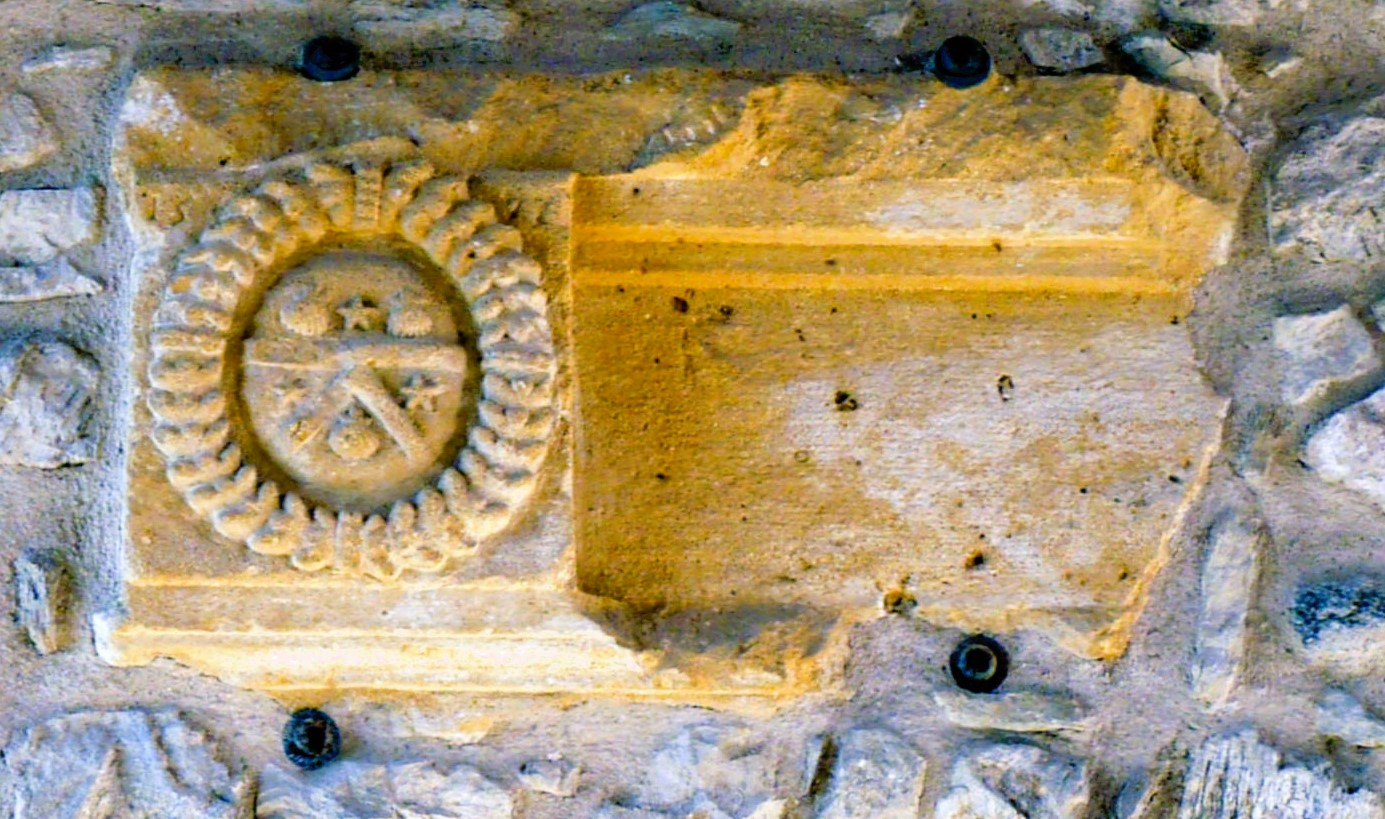
la Chatelaise morceau de cheminée

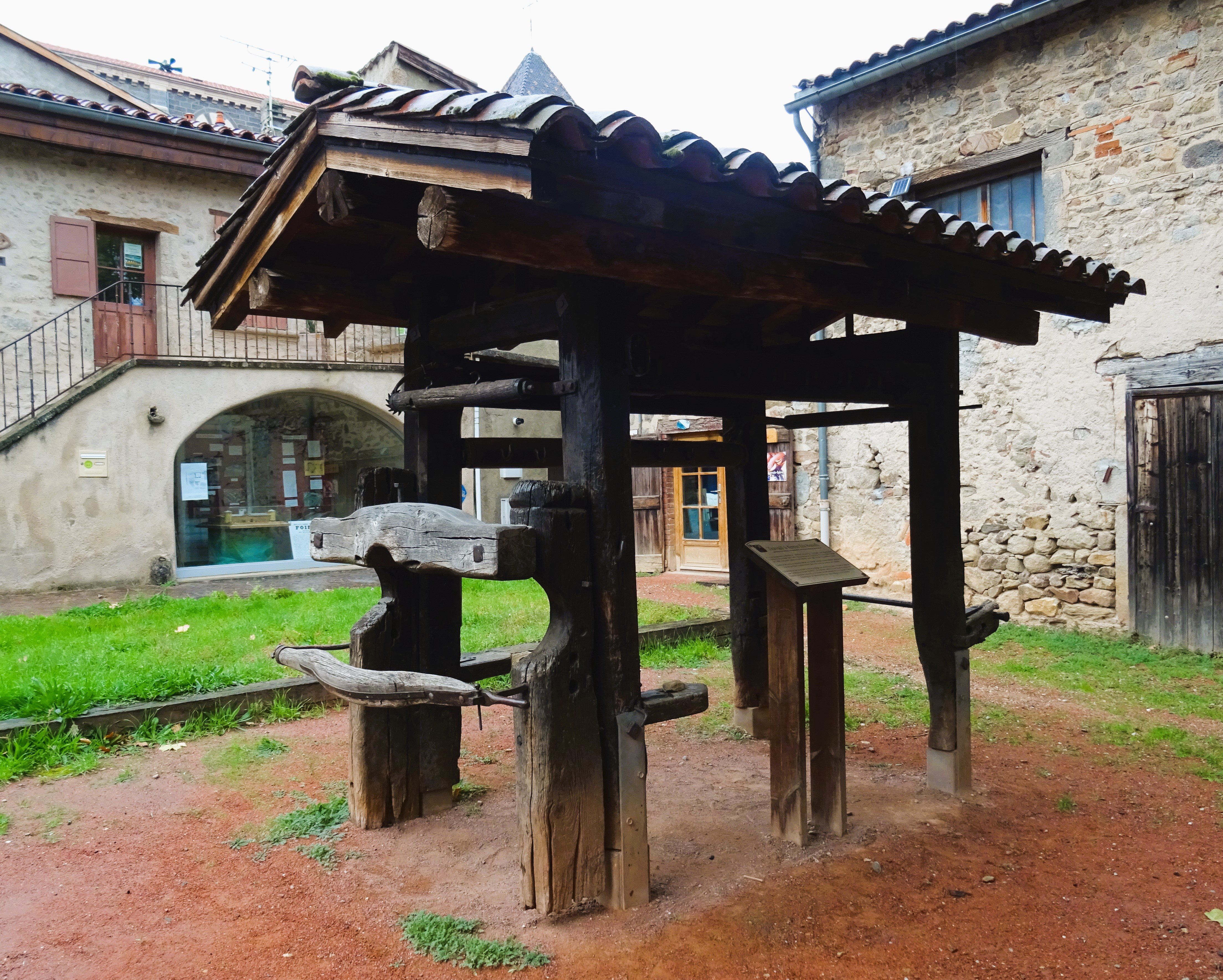
atelier de ferrage des boeufs

La masse paysanne des Messinois pratiquait une agriculture vivrière à base de seigle. Trois moulins sur le cours du Garon assuraient l’approvisionnement en farine de la région : leur existence est attestée dès le XVIIe siècle et ils figurent sur la carte de Cassini. On cultivait également l’avoine. Cette spécialisation relative permettait de vendre sur le marché lyonnais mais elle excluait pratiquement l’élevage, si ce n’est de basse-cour, réservé à la montagne. Seuls les laboureurs, mieux dotés, possédaient un attelage de bœufs. La plupart des paysans entraient dans le système de la commande ou du bail à cheptel. On a pu parler d’un capitalisme de village. Les bailleurs, riches propriétaires d’un gros troupeau, louaient leurs bœufs dans la petite région parfois pour une longue période. Au centre du bourg un atelier reconstitué de ferrage des bœufs rappelle ces anciennes pratiques. Pour assurer son alimentation quotidienne en eau, chaque foyer puisait dans la nappe phréatique facilement accessible car la couche de gore de décomposition du socle cristallin n’est jamais très épaisse. Certaines maisons avaient même deux puits, l’un dans la cave, l’autre attenant à la ferme. Beaucoup ont été conservés et reconvertis à d’autres usages. Certains de ces puits sont en forme de guérite circulaire couverts d’une calotte maçonnée. Ils étaient parfois collectifs comme les lavoirs dont on peut voir des exemples au cœur du bourg. Tardivement (1924) un lavoir a été construit dans le hameau d’En Buya,.

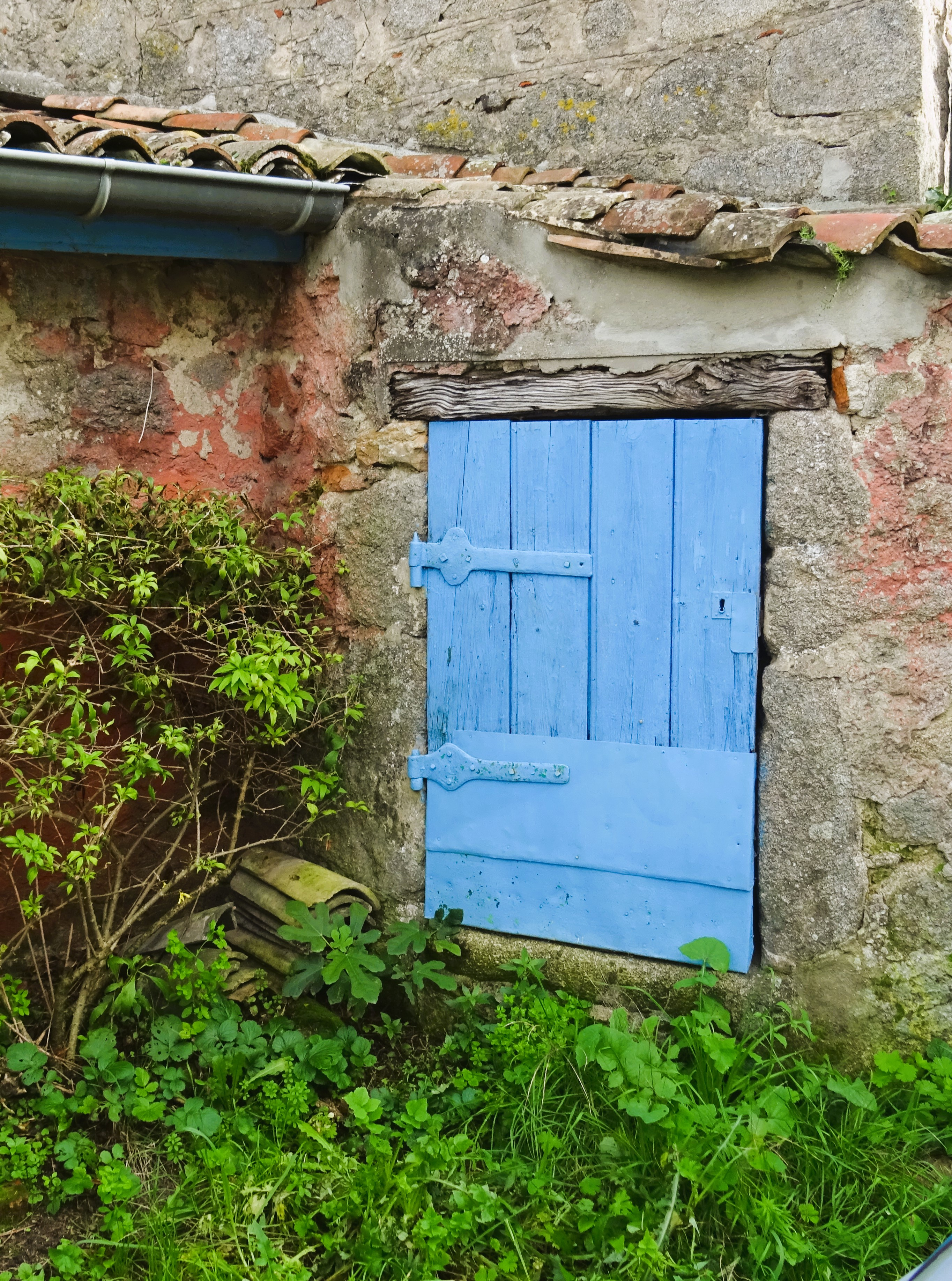
ancien puits reconverti
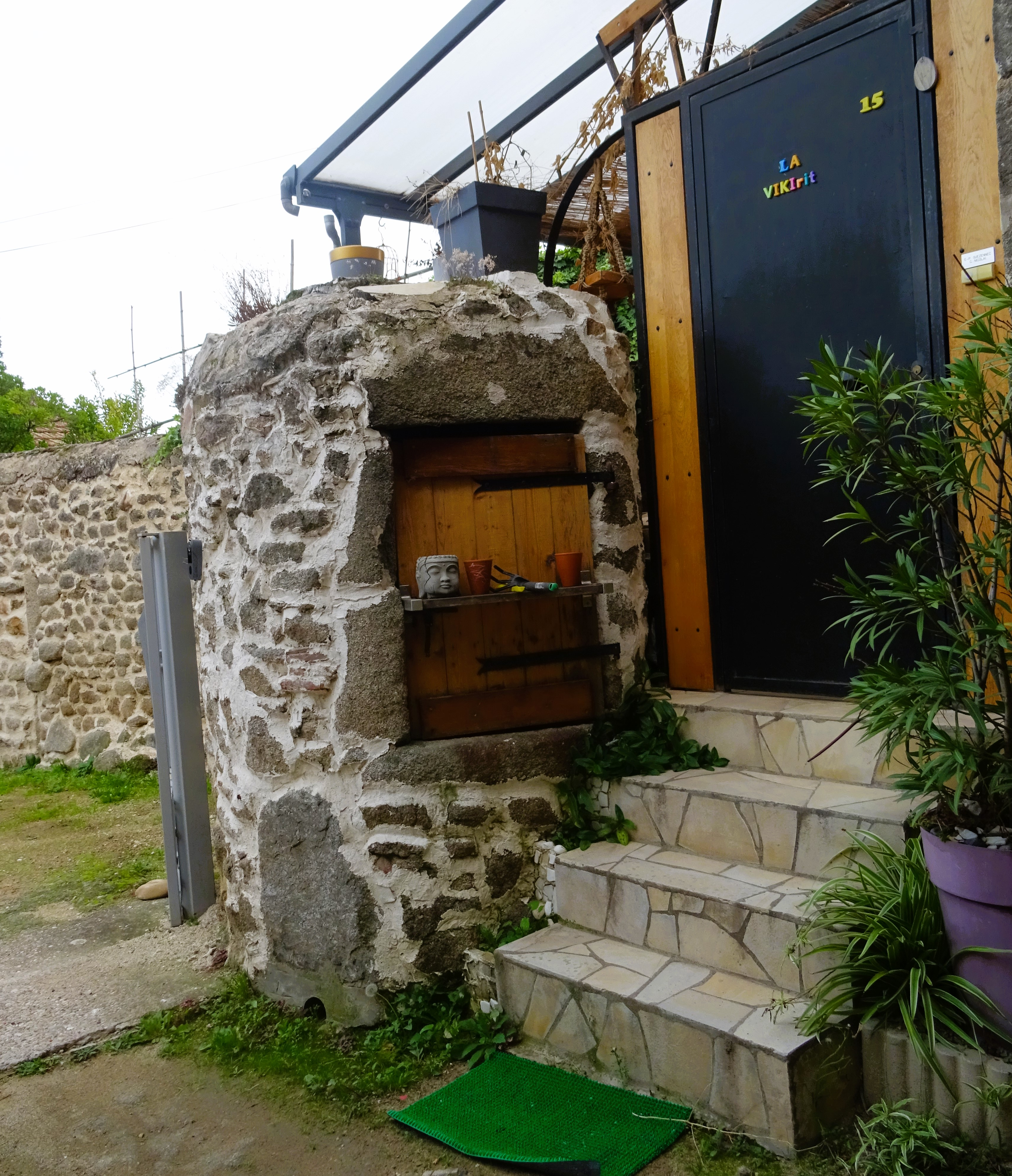
autre puits extérieur
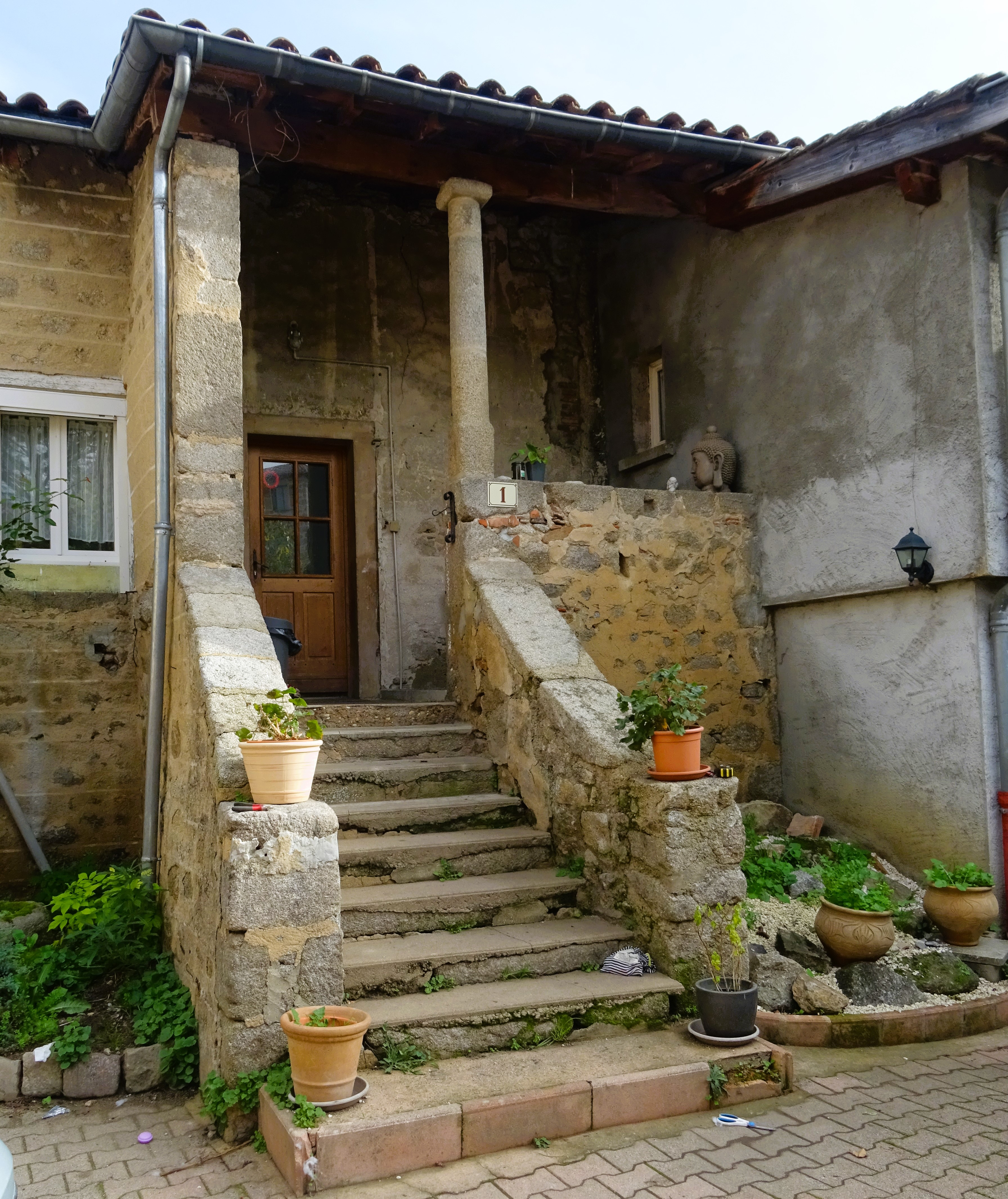
maison paysanne typique à Malataverne
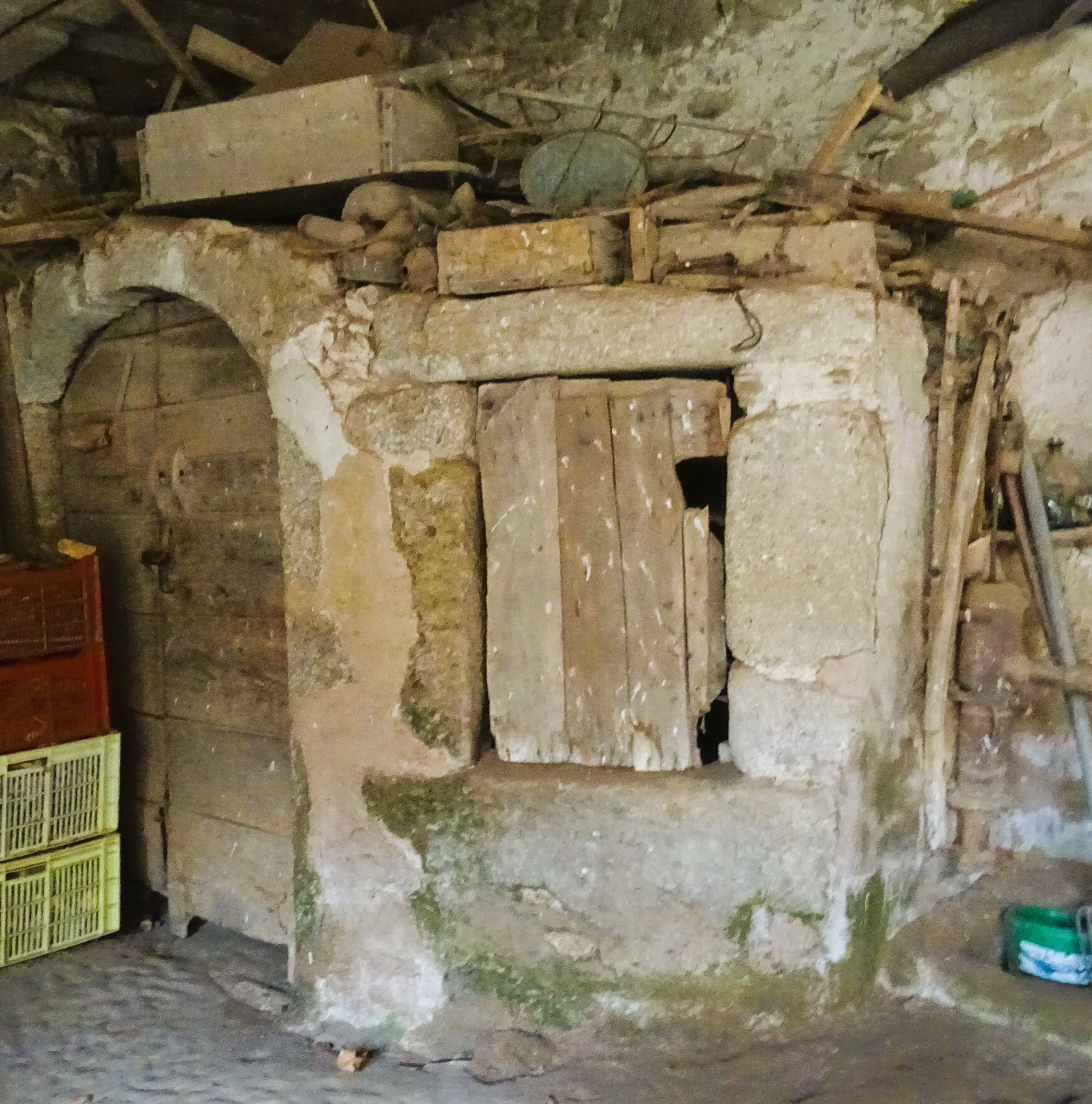
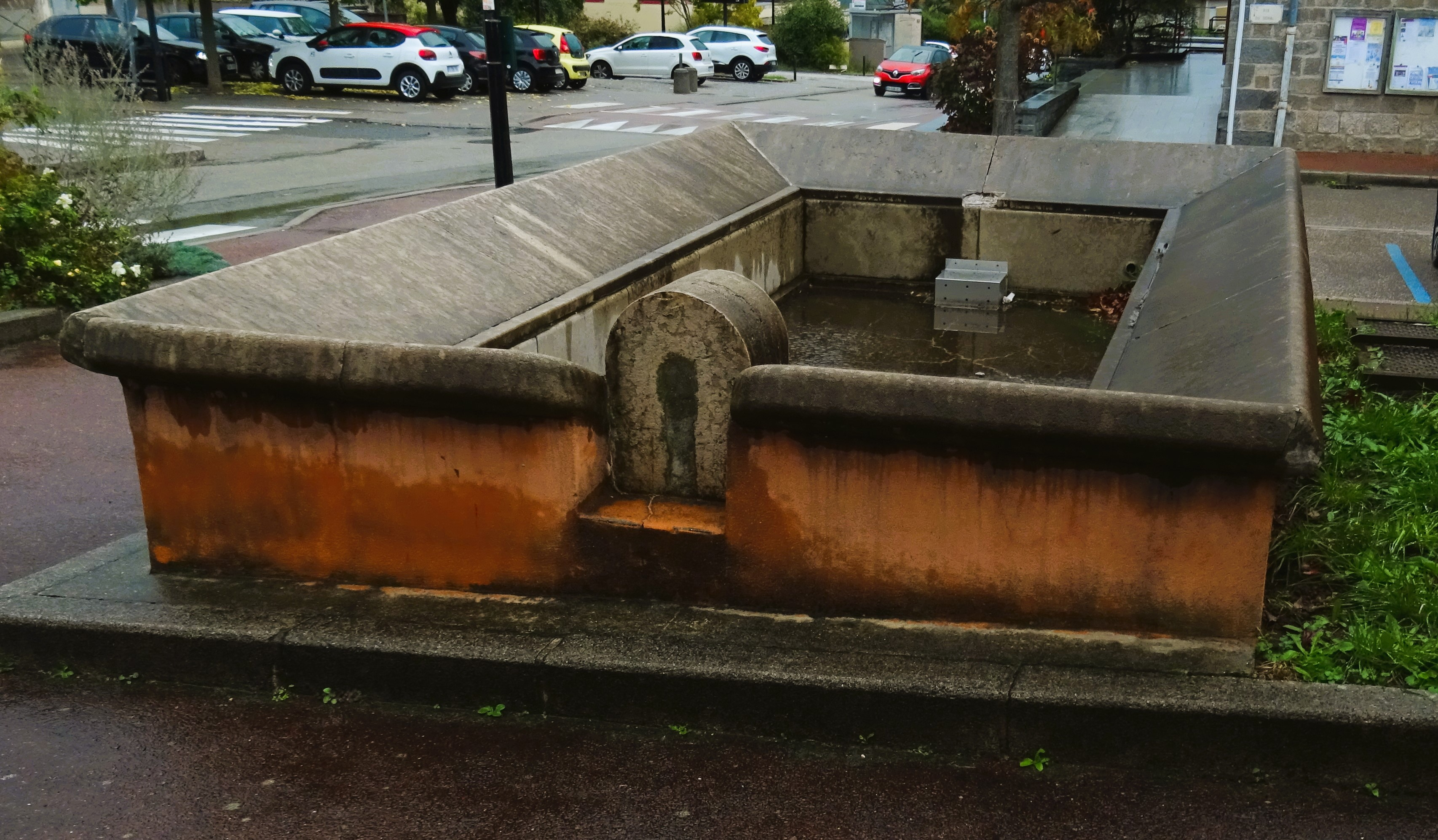
Ancien lavoir transféré dans le bourg
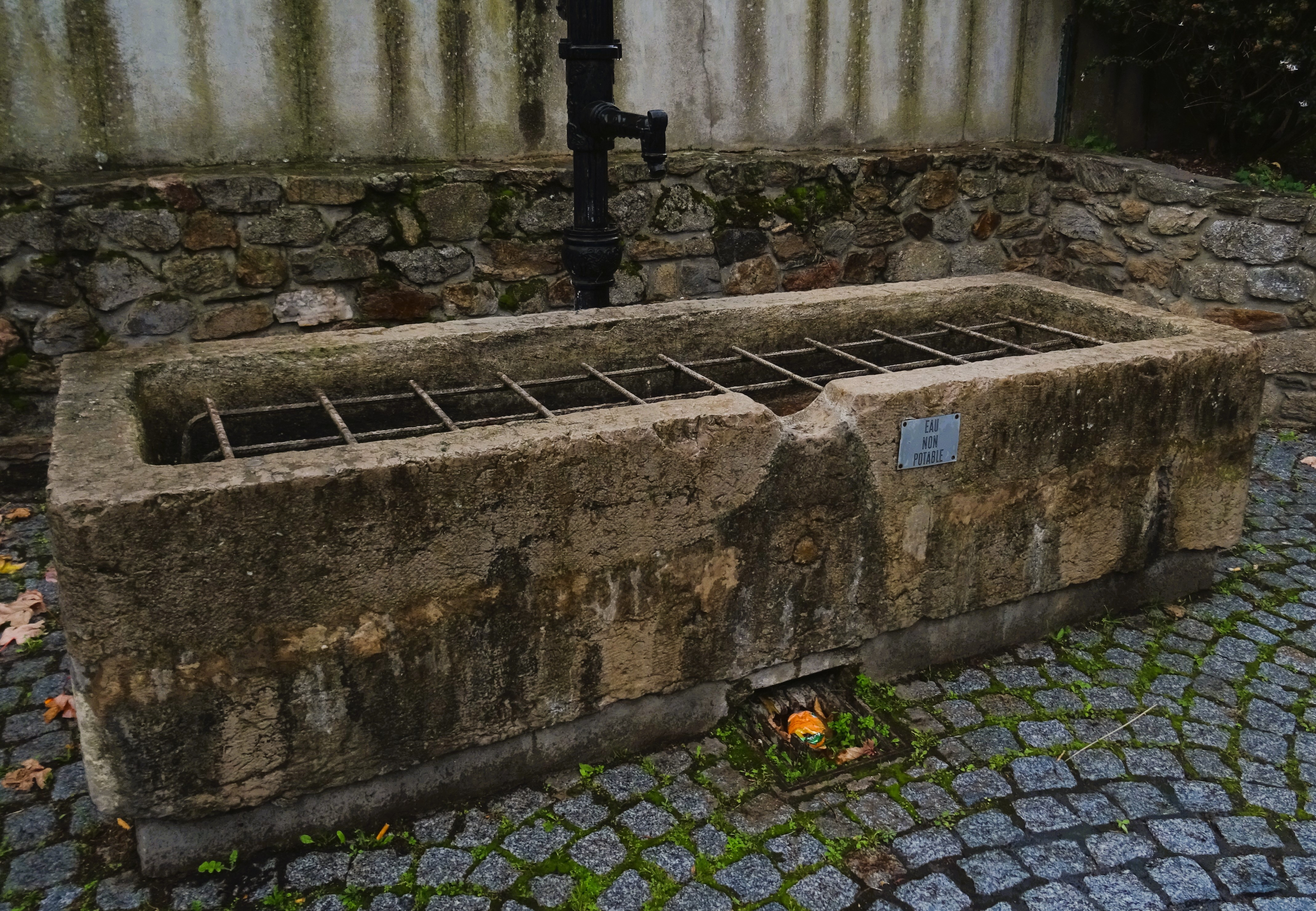
fontaine dans le bourg

La forte augmentation de la population qui est passée de 816 habitants en 1800 à un maximum de 1440 en 1861 est à mettre en relations avec une industrialisation sous forme d’ateliers familiaux. La grande spécialisation était le tissage du velours. Le nombre de métiers est passé de 169 en 1833 à 361 en 1866. On peut voir dans leur disparition progressive jusqu’à l’Entre-deux-guerres une des principales raisons du déclin démographique accentué, certes, par la guerre de 1914-18 avec un minimum de 884 habitants en 1926, mais qui s’est poursuivi jusqu’à la fin de la Seconde Guerre mondiale (968 habitants en 1946). Messimy a pourtant eu sa gare ferroviaire sur la ligne à voie étroite de Lyon à Mornant avec, même, un atelier de réparation, un magasin, un dépôt et un hangar à Malataverne. Inaugurée en 1887 elle devait rester en service jusqu’à 1933. Mais il n’en est résulté aucune relance par de nouvelles activités. La commune n’a pas été épargnée par le mouvement général d’exode rural vers la métropole lyonnaise.

### Une foi ostensible

#### L'église
La transformation la plus notable de l’église médiévale a été, au XVIIIe siècle, un dernier agrandissement ainsi que la construction d’un nouveau clocher situé au-dessus de l’abside romane. Celui-ci « est éclairé de quatre baies en plein cintre et coiffé d’une toiture en pavillon couverte de tuiles écaillées et cantonné à la base de boules de pierre ». Le vingtain a été démantelé à la même époque mais le problème de l’agrandissement restait posé au XIXe siècle ne serait-ce que pour accompagner la croissance de la population,,.

Ce n‘est qu’en 1879 que la nouvelle église a été inaugurée. Sa construction, de style néo-roman a été confiée aux architectes Louis Besson et Tony Bourbon. Les deux sortes de pierre de taille utilisées ont été extraites de deux carrières locales différentes ce qui a permis de faire alterner trois lits de pierre claire et un lit de pierre sombre. L'édifice est orienté sud-nord. Depuis l’extérieur, ses façades latérales font apparaitre, soulignée par des contreforts amortis de pinacles, la structure en cinq travées prolongées au chevet par une abside circulaire. On devine également l'existence de trois nefs, la nef centrale surélevée étant éclairée de fenêtres hautes. On peut accéder à l’intérieur du côté sud par une élégante porte latérale.

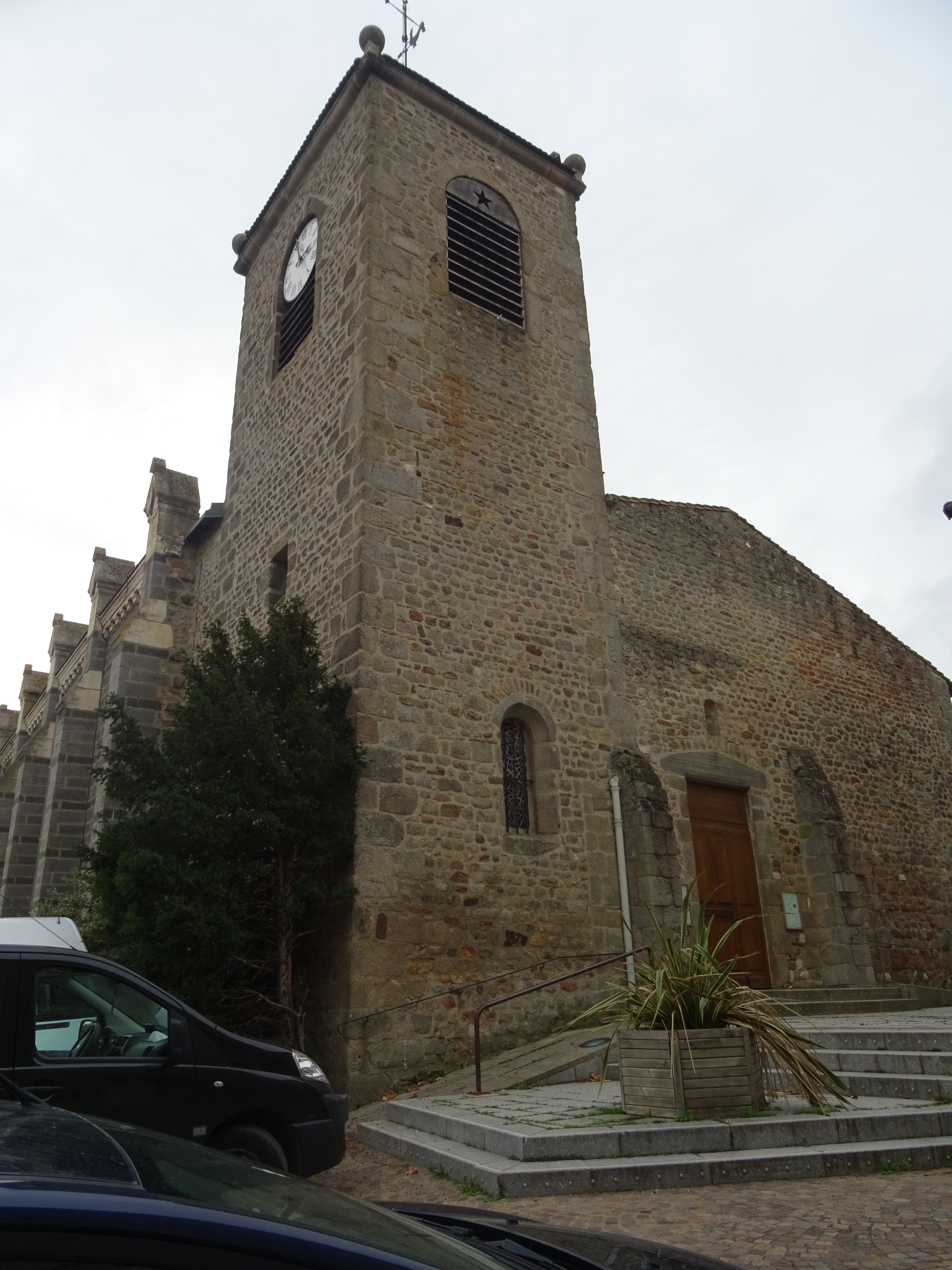
façade de l'église
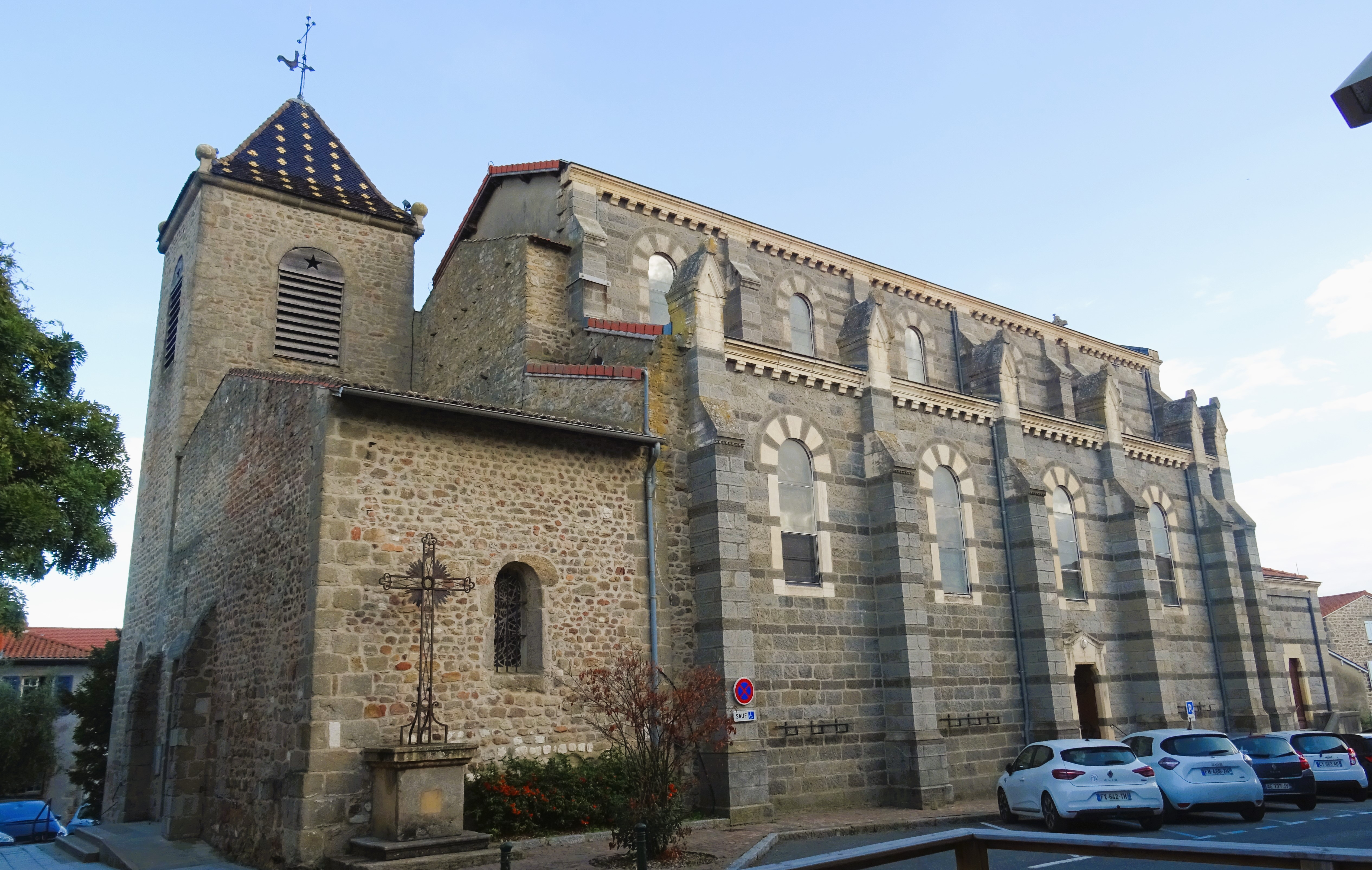
église de Messimy côté ouest
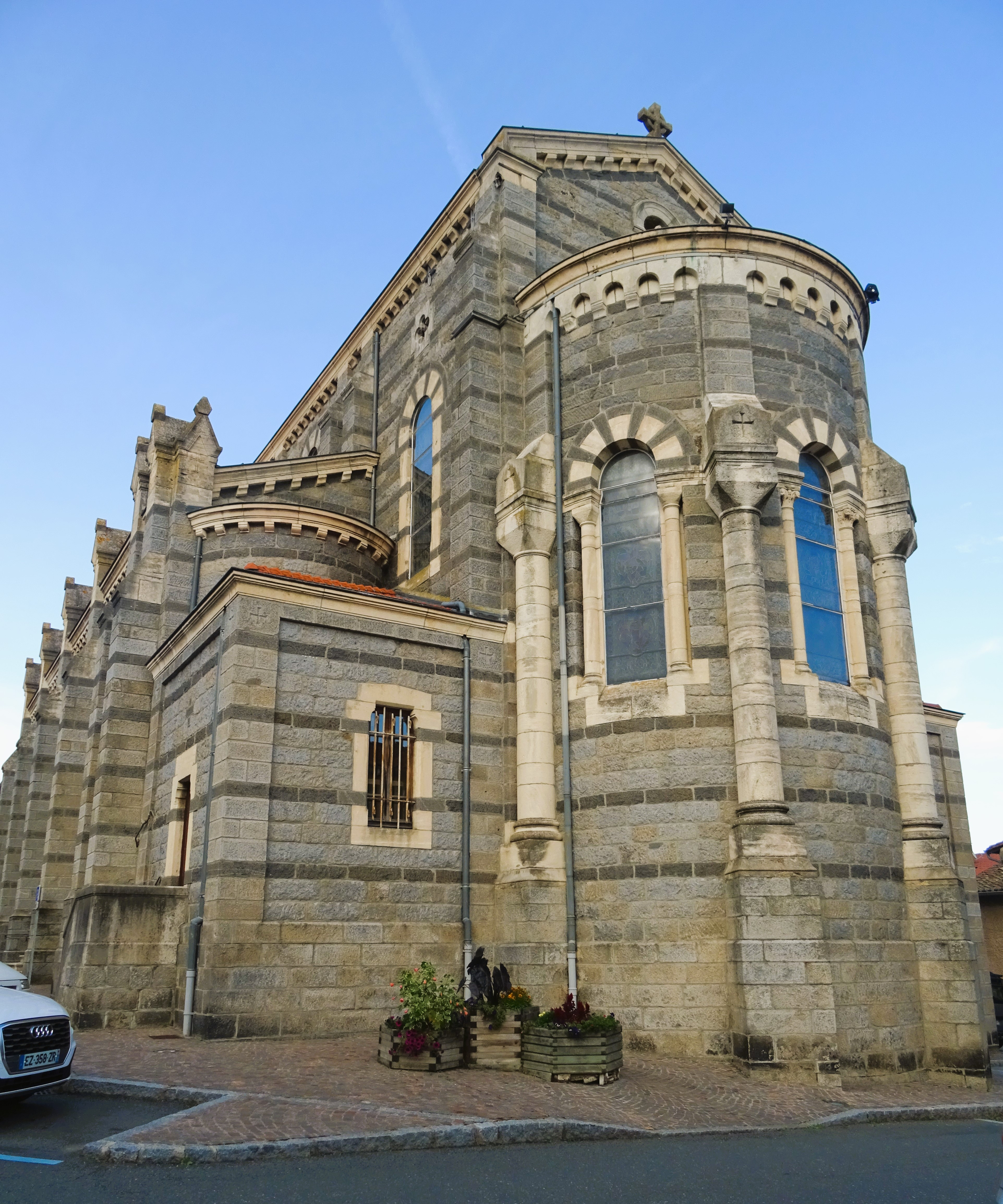
chevet de l'église de Messimy
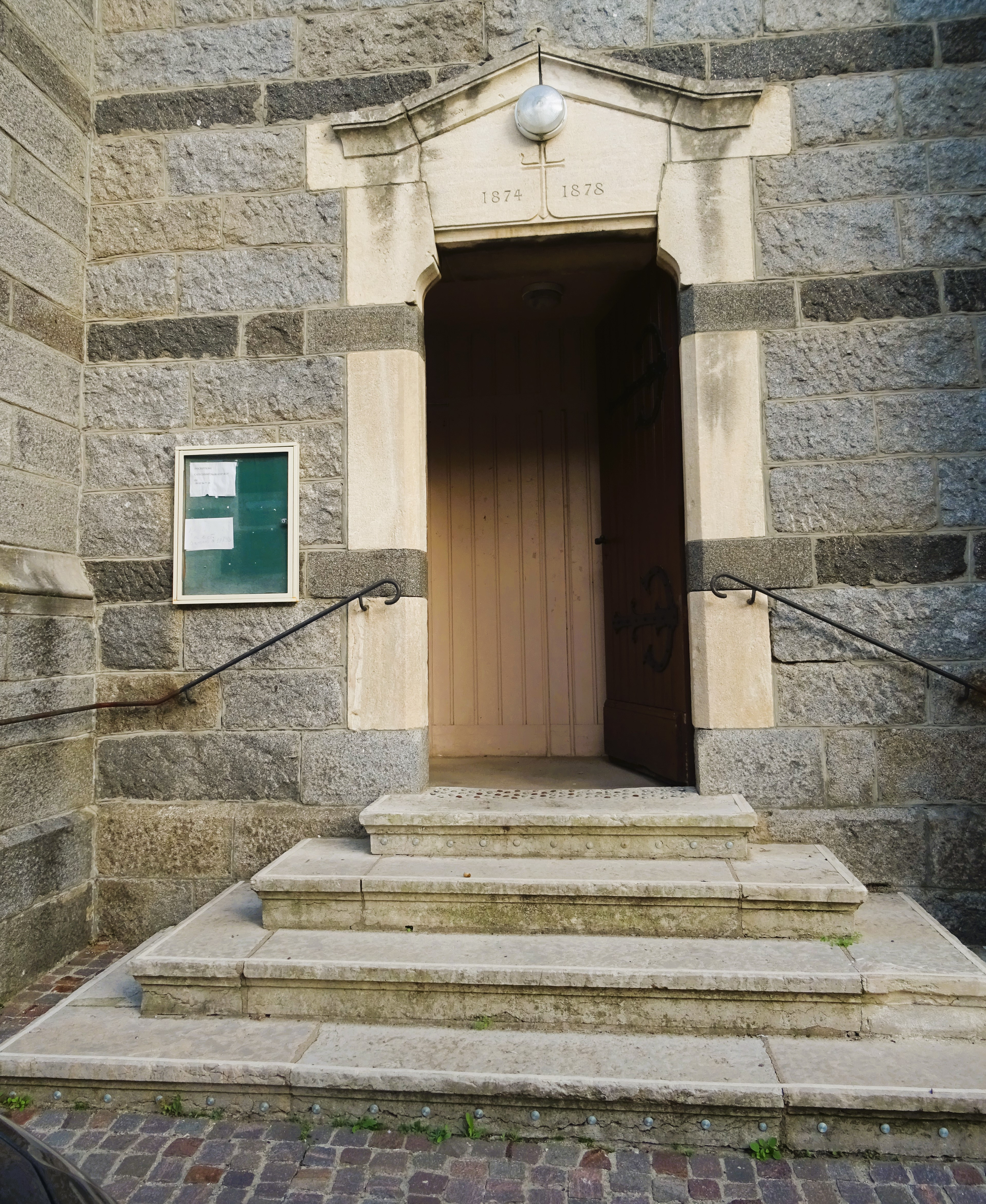
entrée latérale
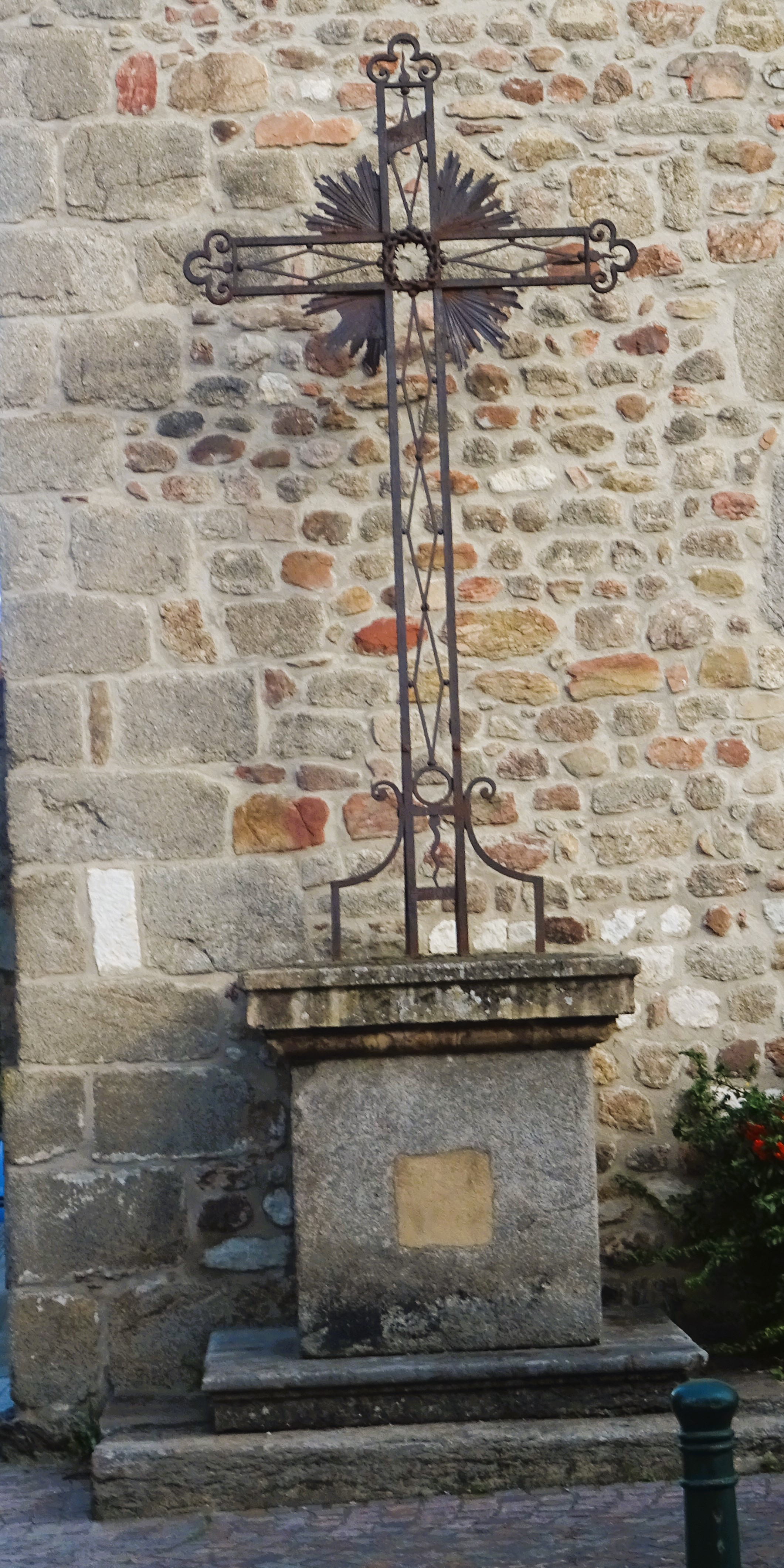
croix contre l'église
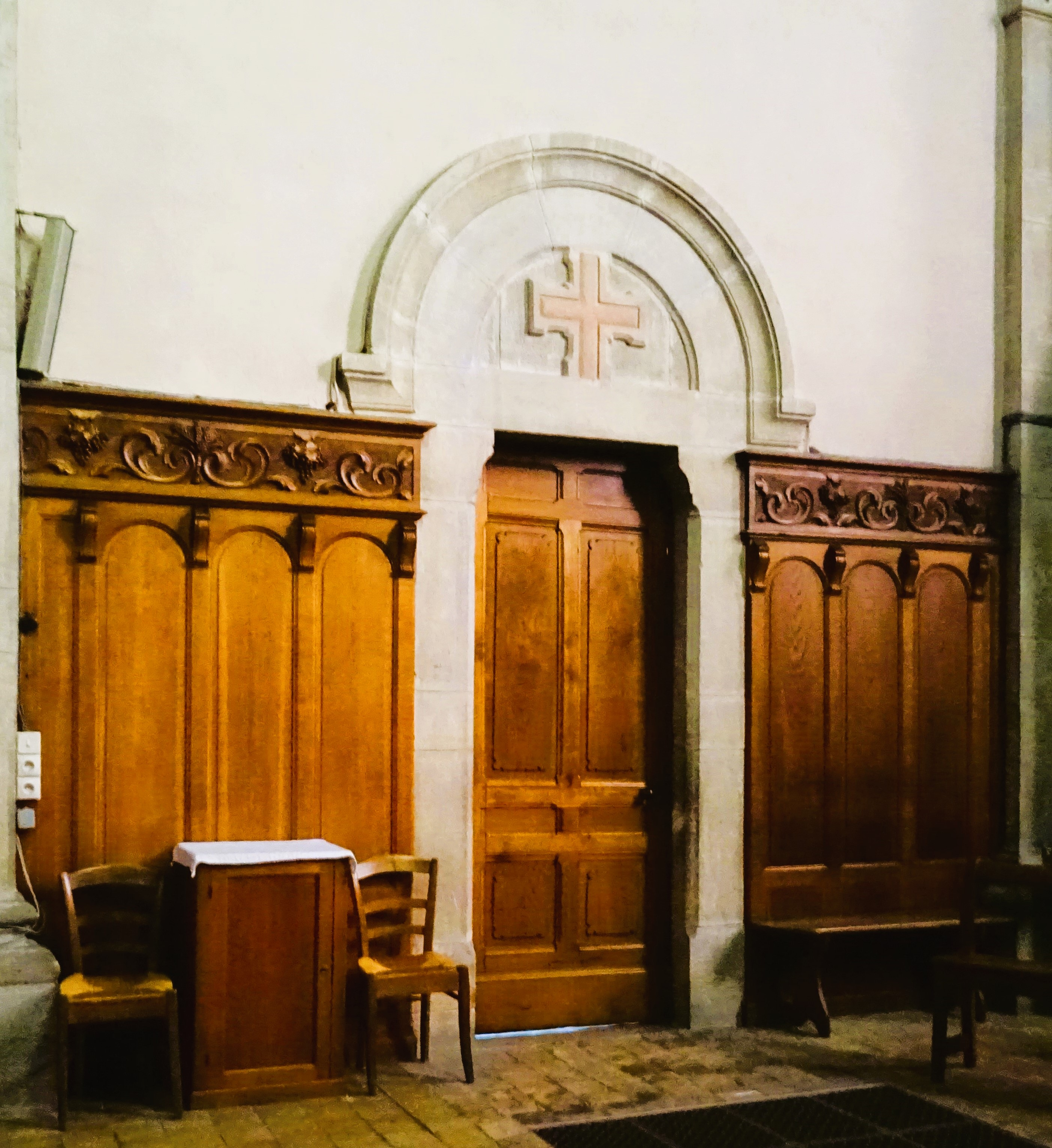
lambris dans le choeur
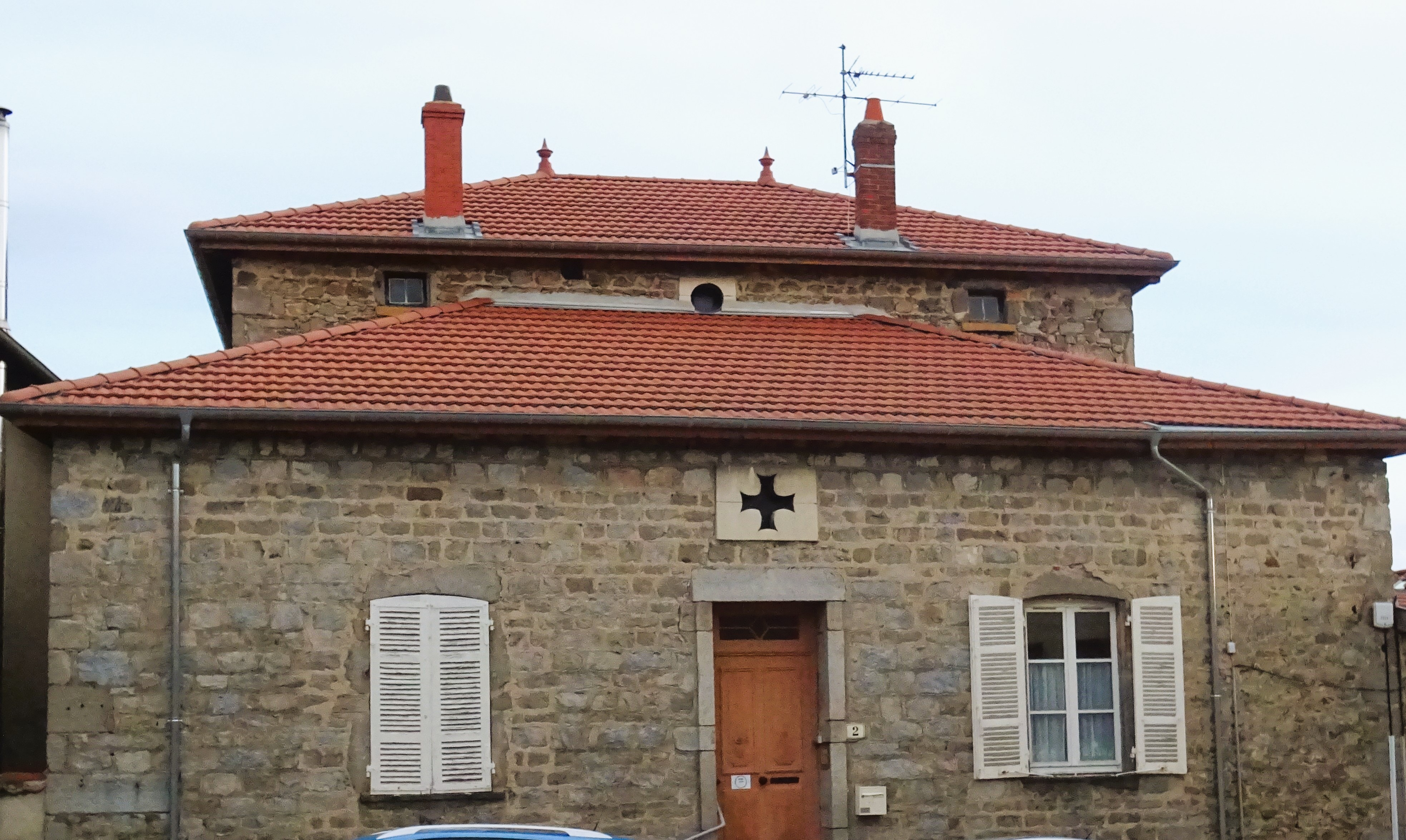
presbytère de Messimy

La visite de l’intérieur de l’église permet d’ajouter quelques précisions sur le plan. La cinquième travée correspond au chœur de l’église flanqué de la sacristie. La quatrième travée se termine par deux absidioles abritant les autels de la vierge à gauche et de saint Joseph à droite. Les colonnes entre les nefs portent des chapiteaux à crochets. Parmi les éléments du mobilier on remarquera l’élégance de la chaire de marbre, l’autel majeur, les confessionnaux, les lambris latéraux du chœur et l’orgue installé au-dessus de l’entrée.

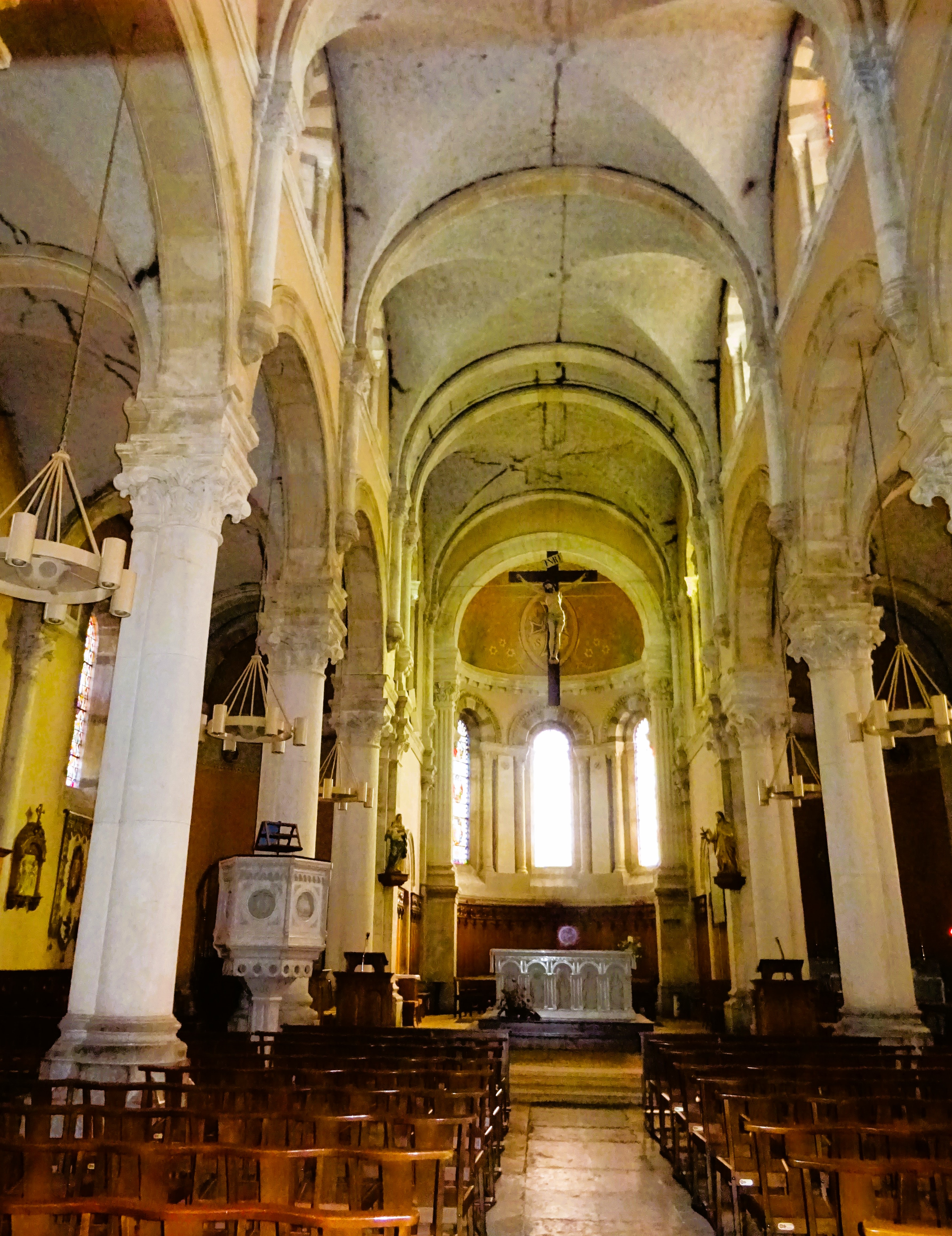
Intérieur côté abside
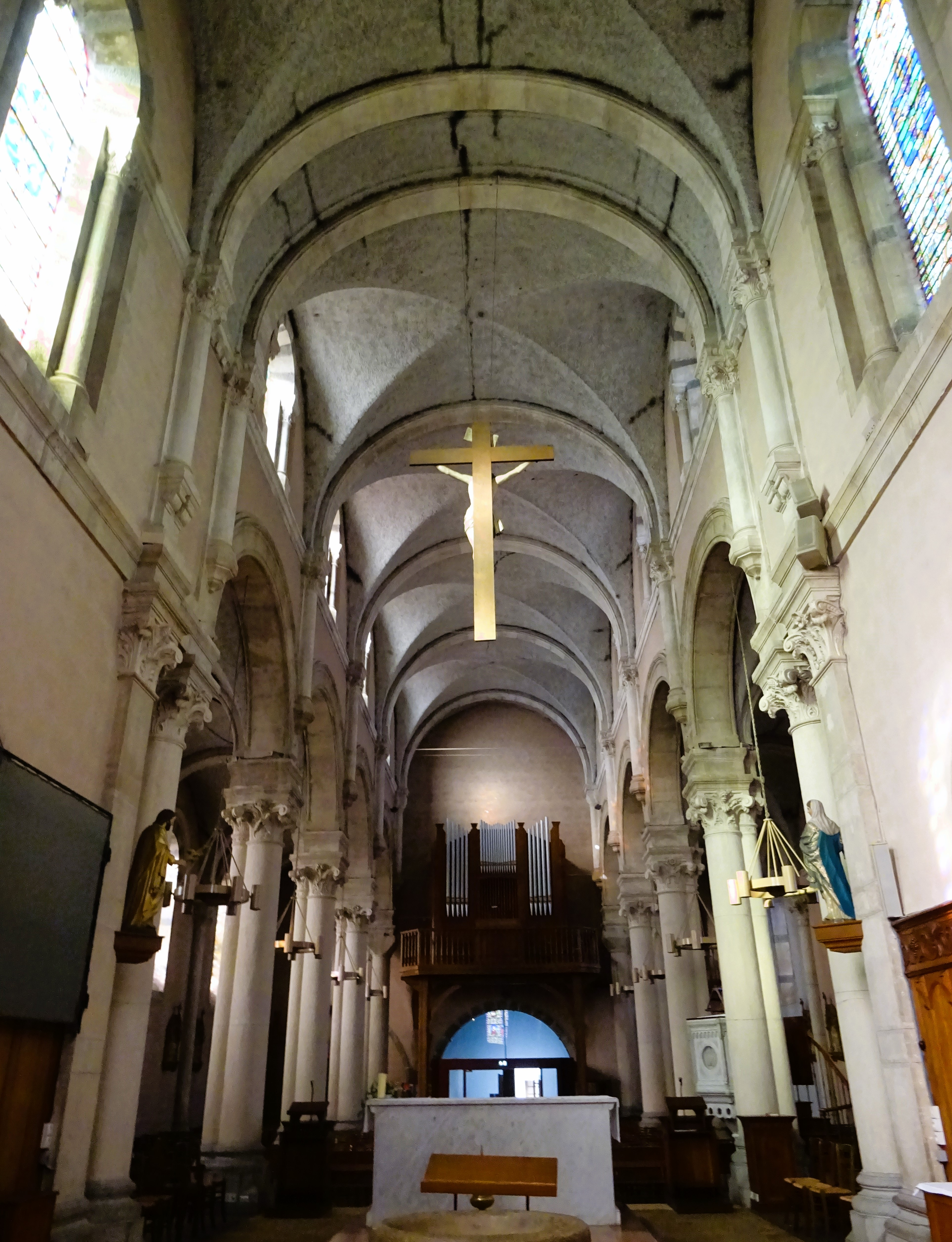
Intérieur côté entrée
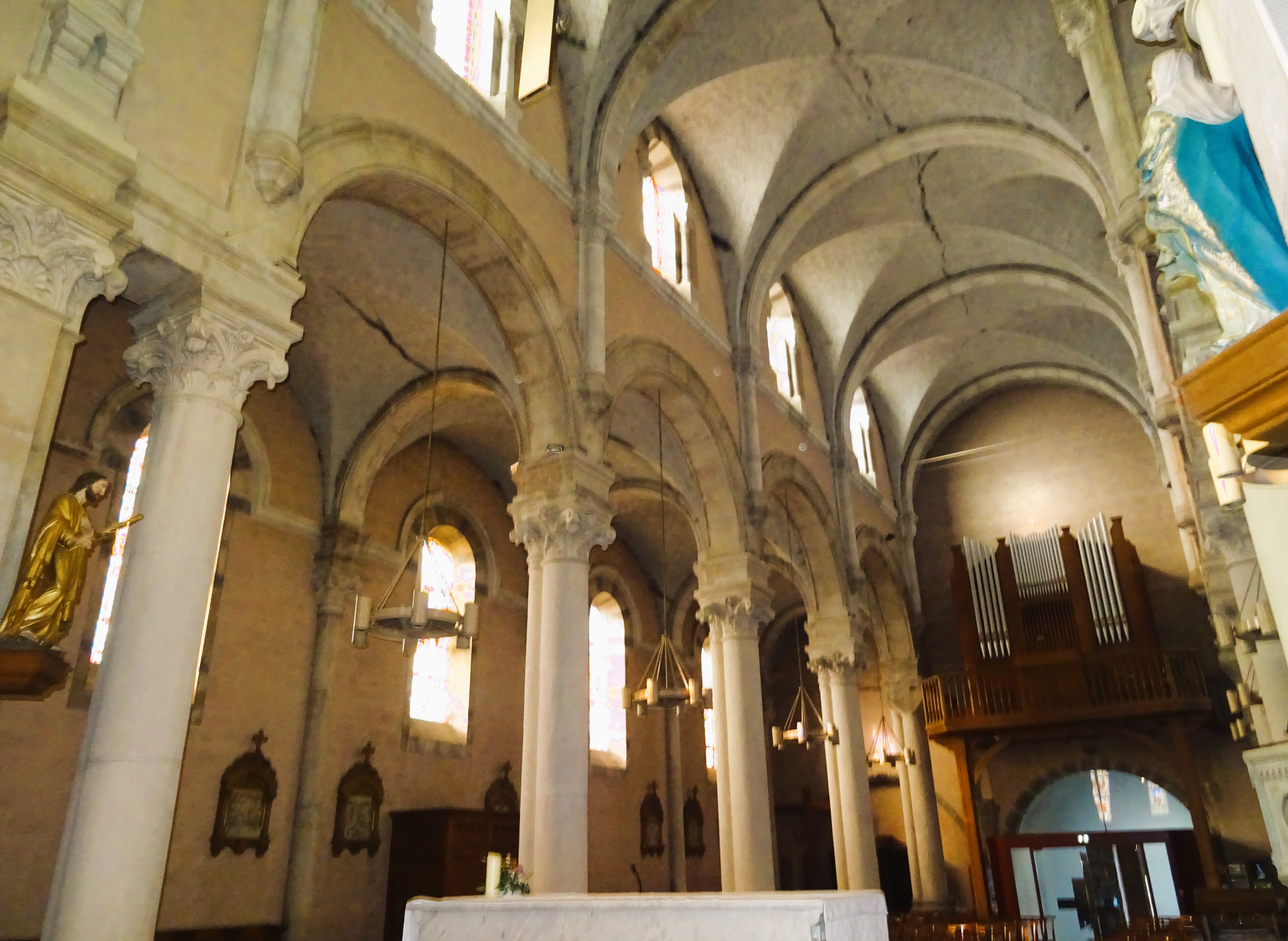
Intérieur vue de biais
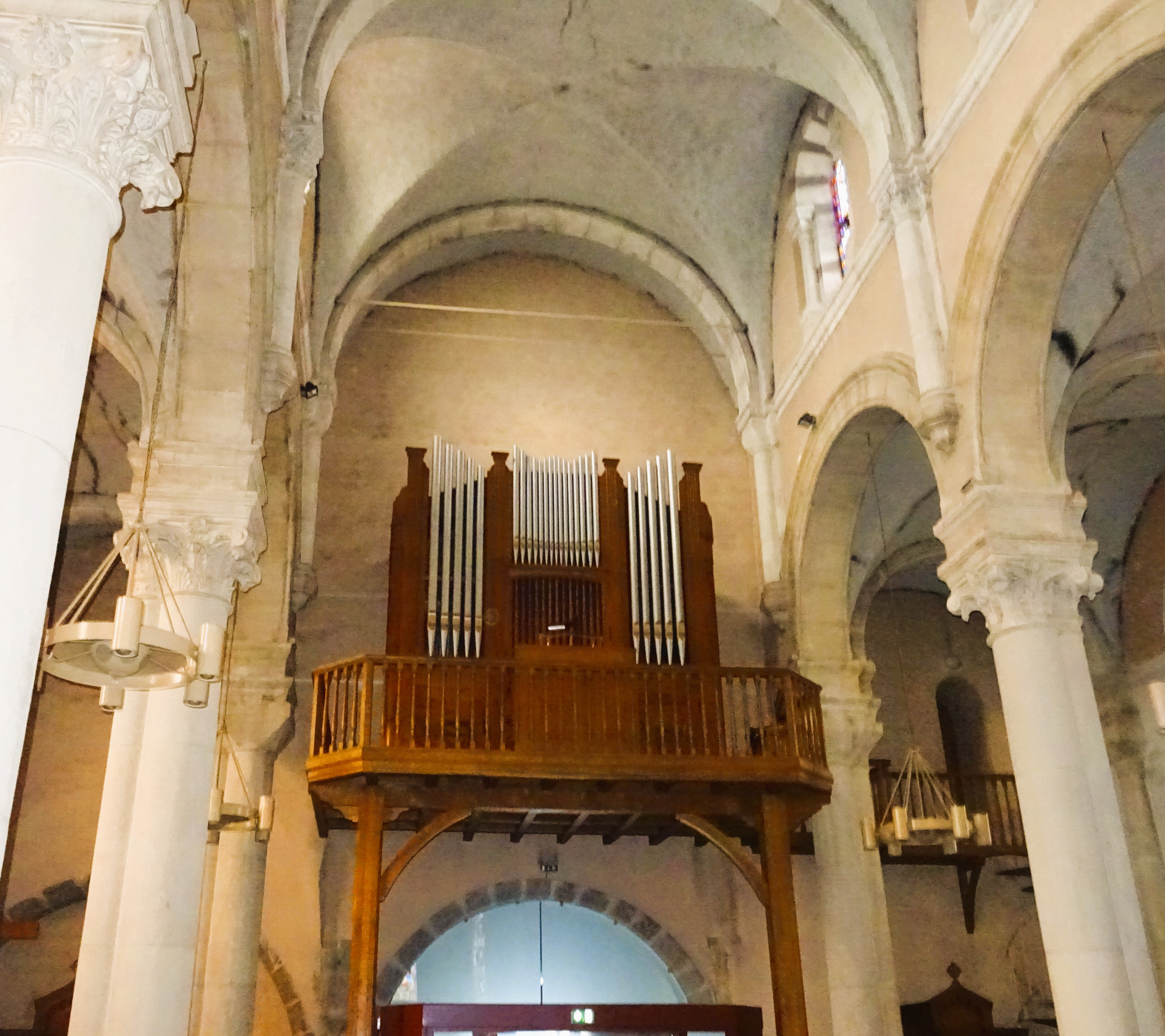
Orgue de Messimy
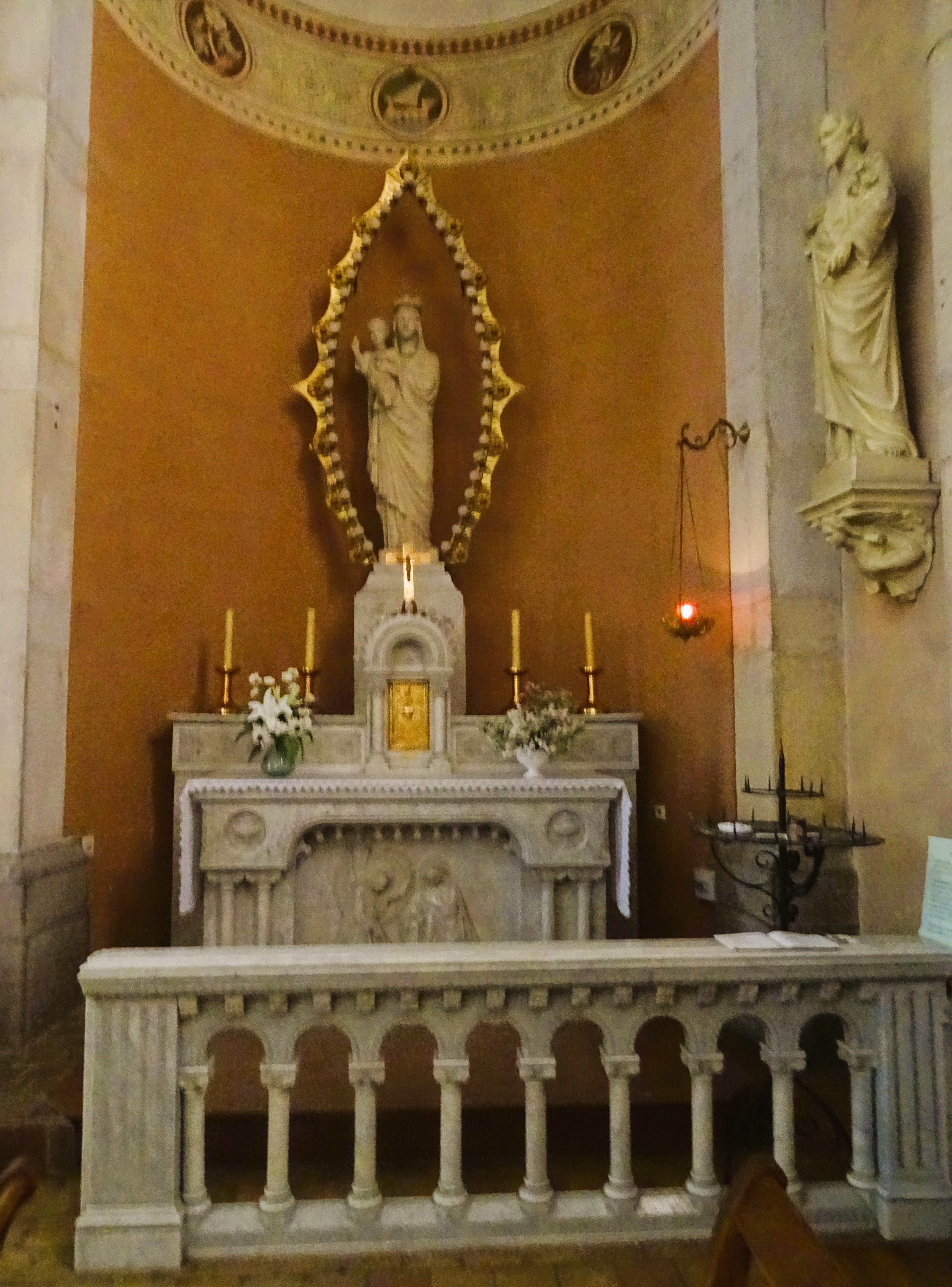
Autel de la Vierge
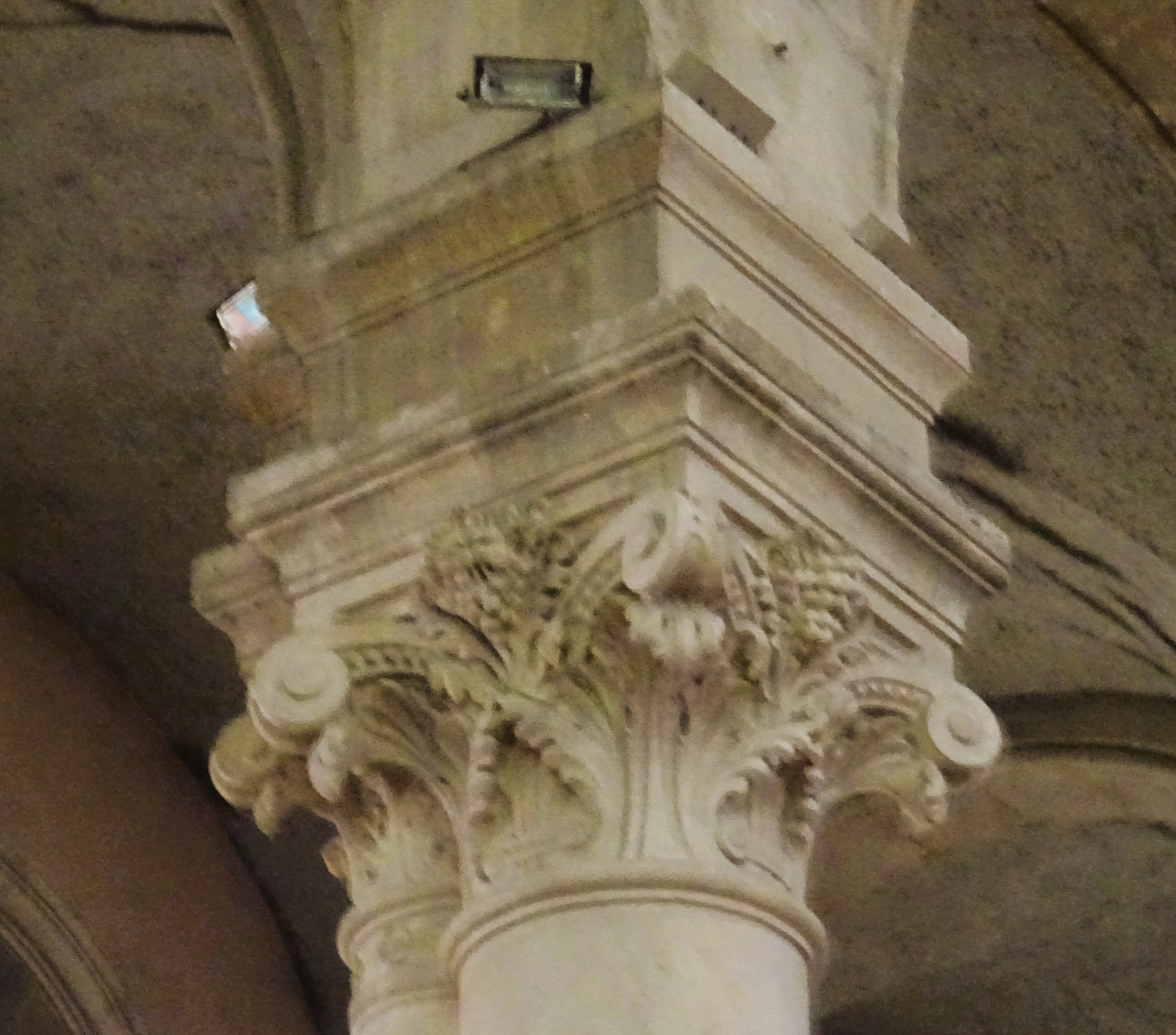
Chapiteau
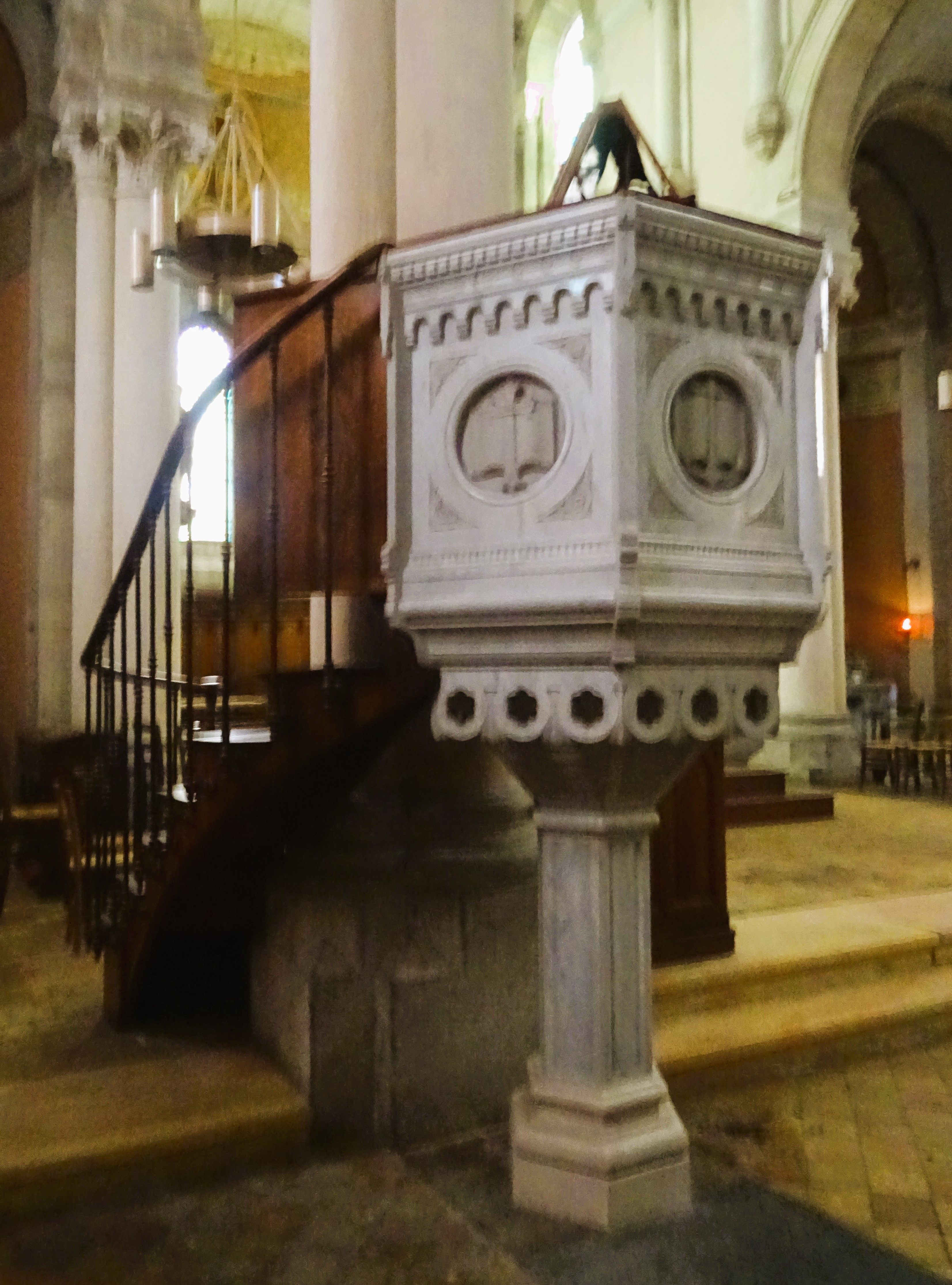
Chaire
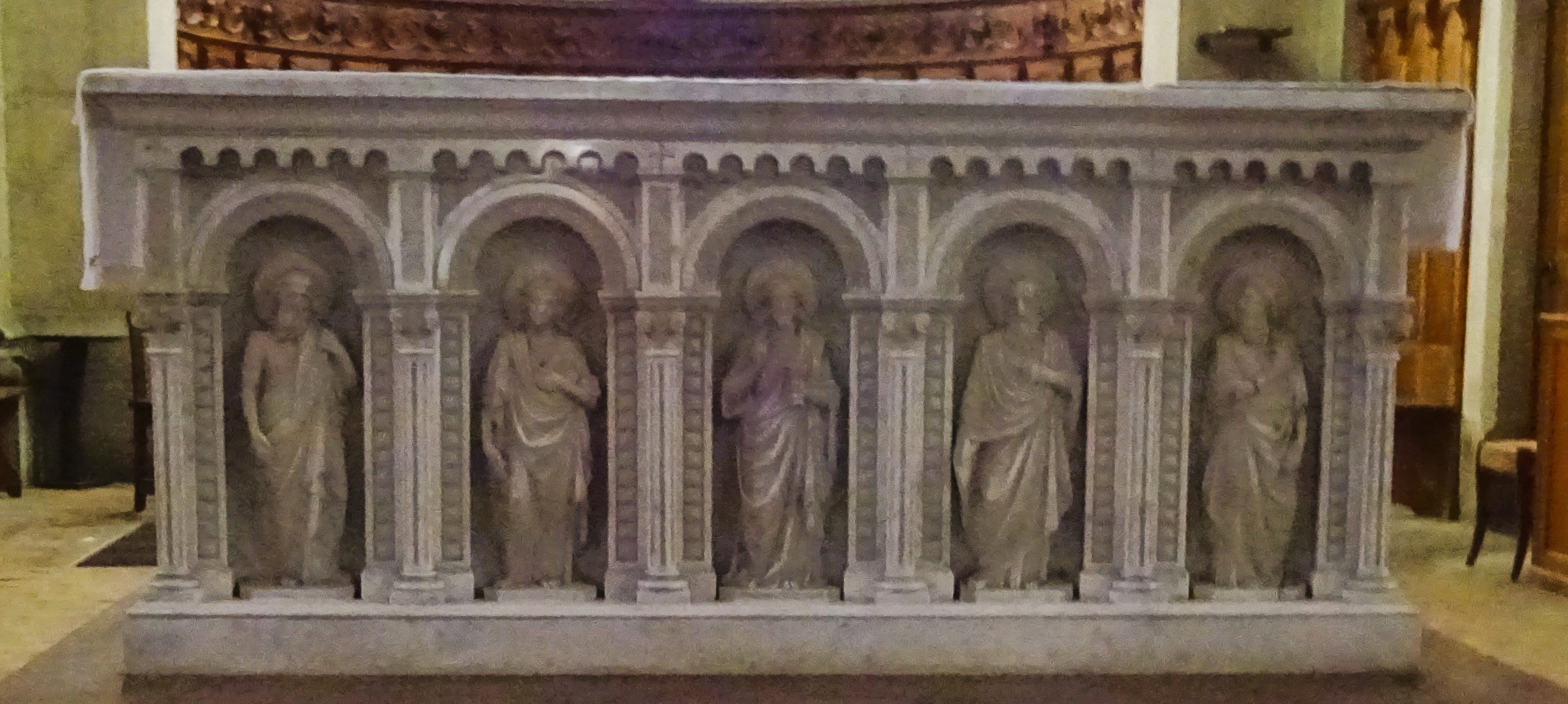
Autel du choeur
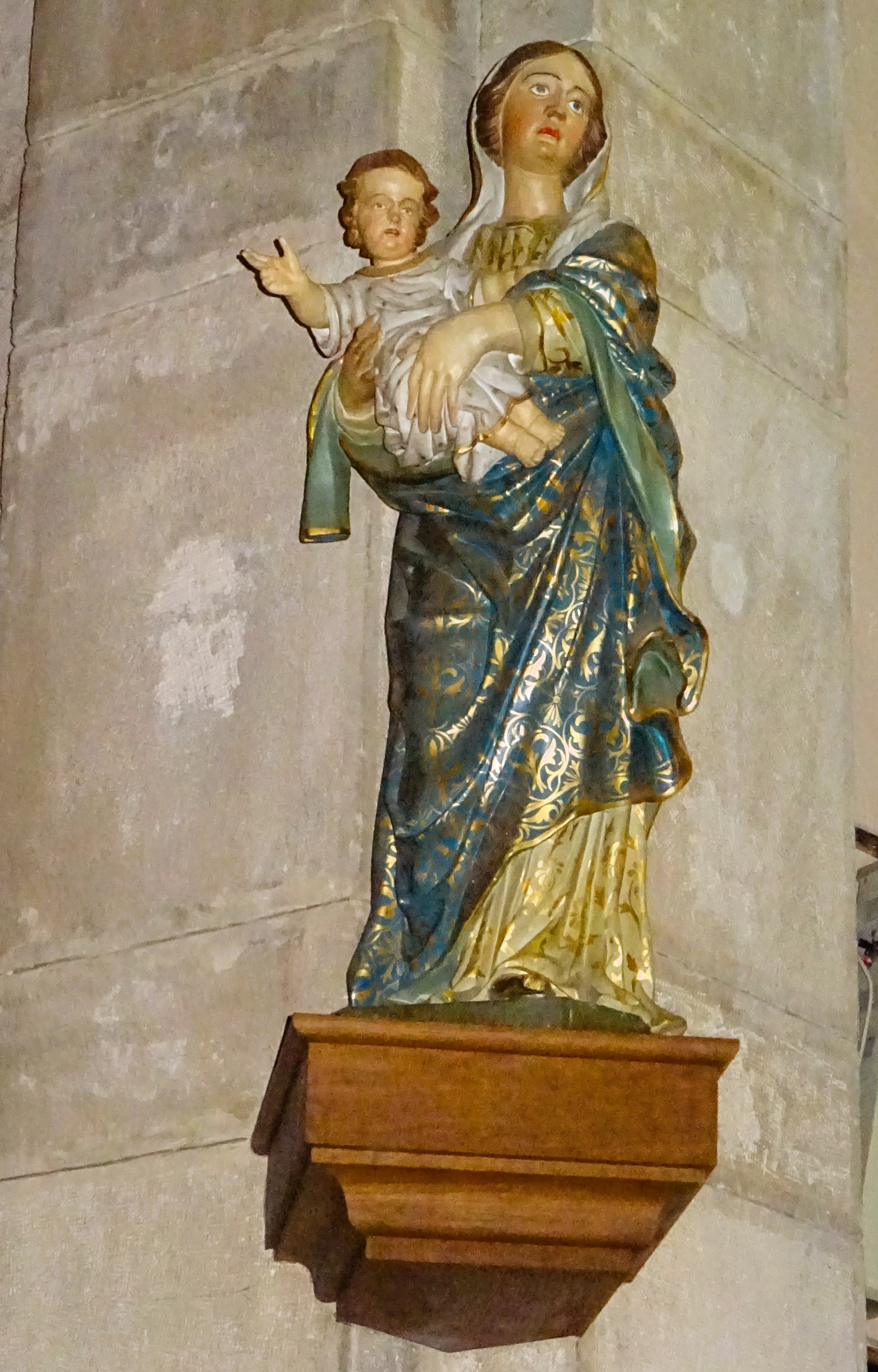
Statue de la vierge à l'enfant
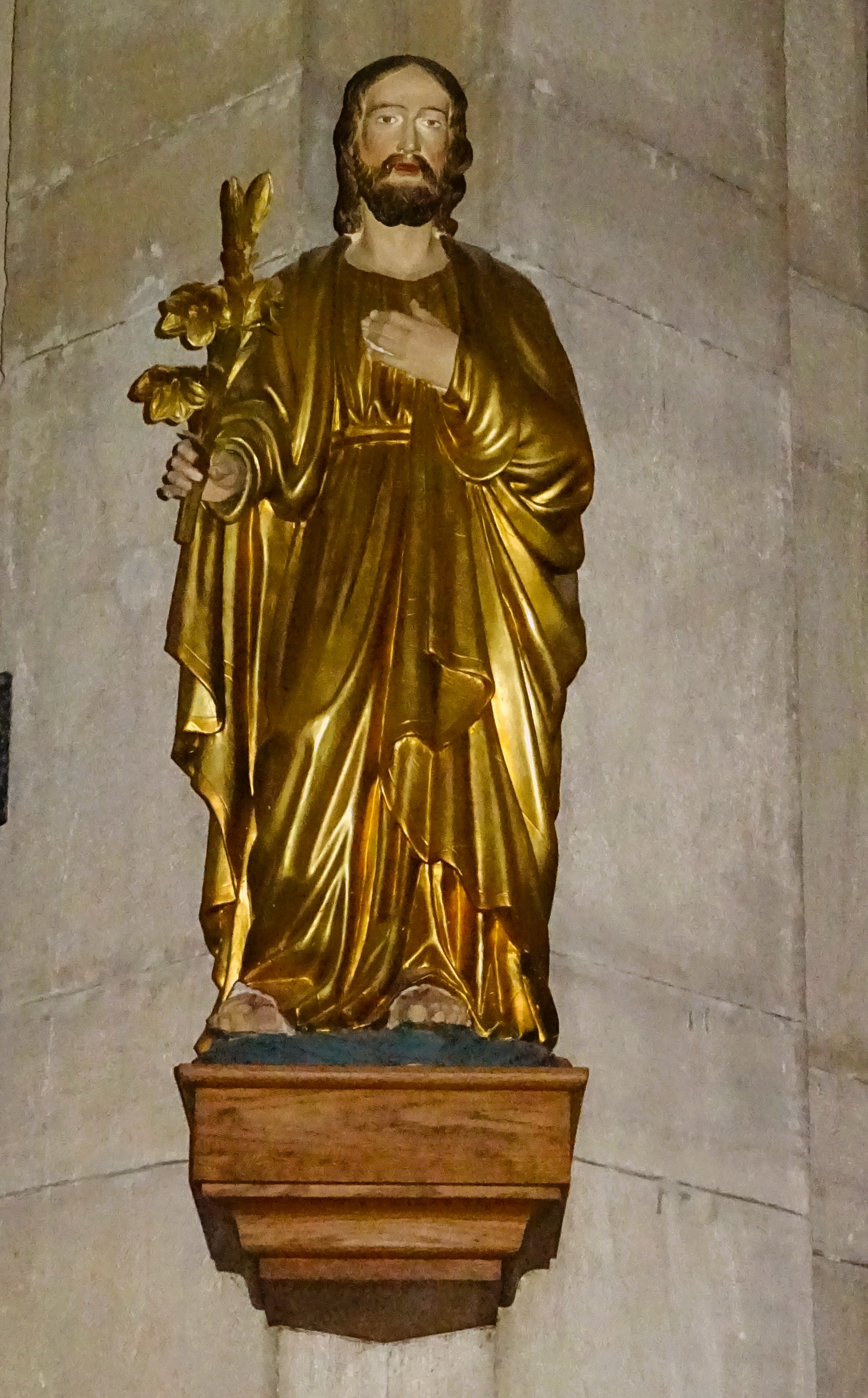
Statue de l'homme au sceptre
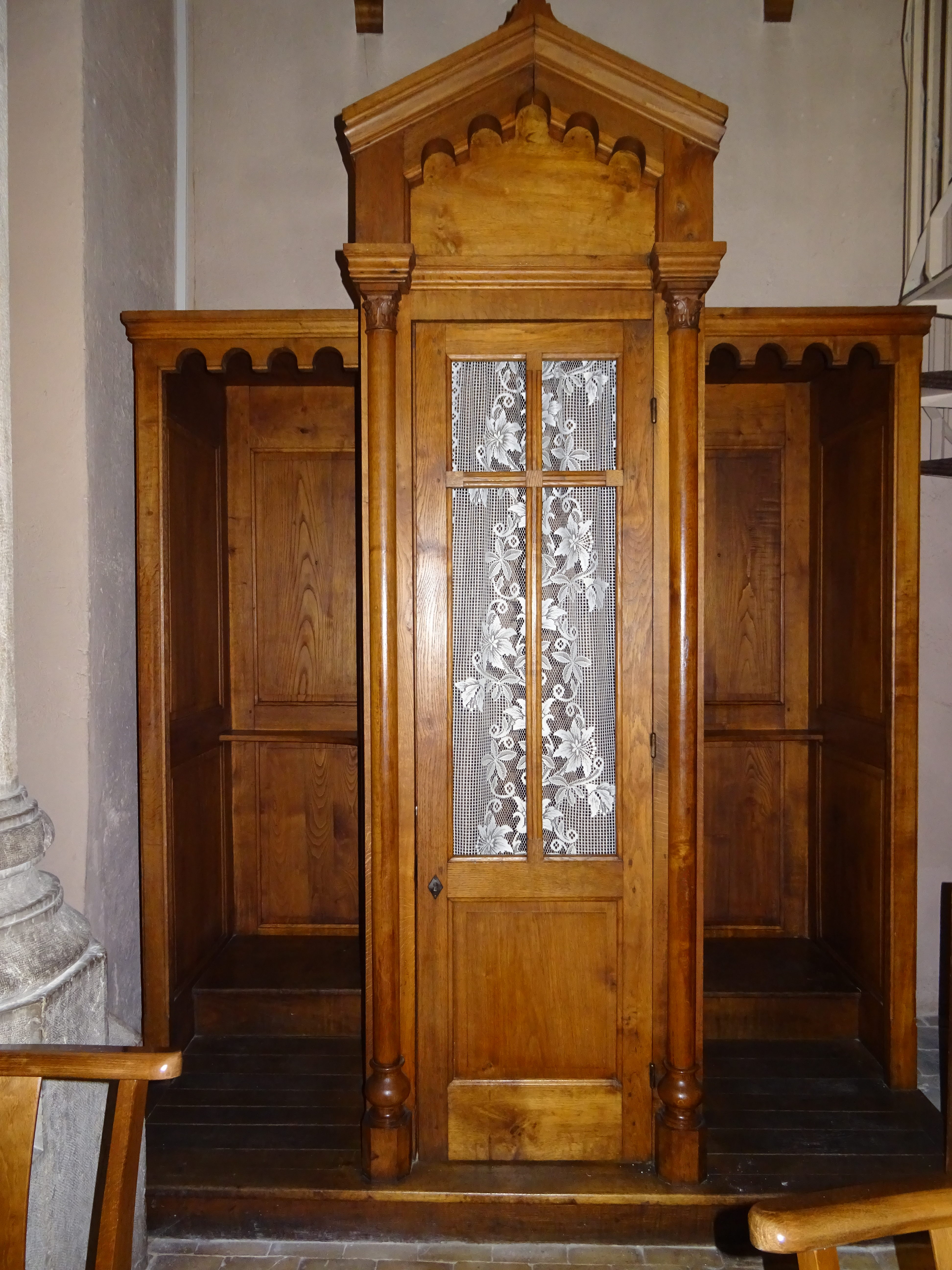
Confessionnal

Vitraux attribués au maître verrier G. Dufètre
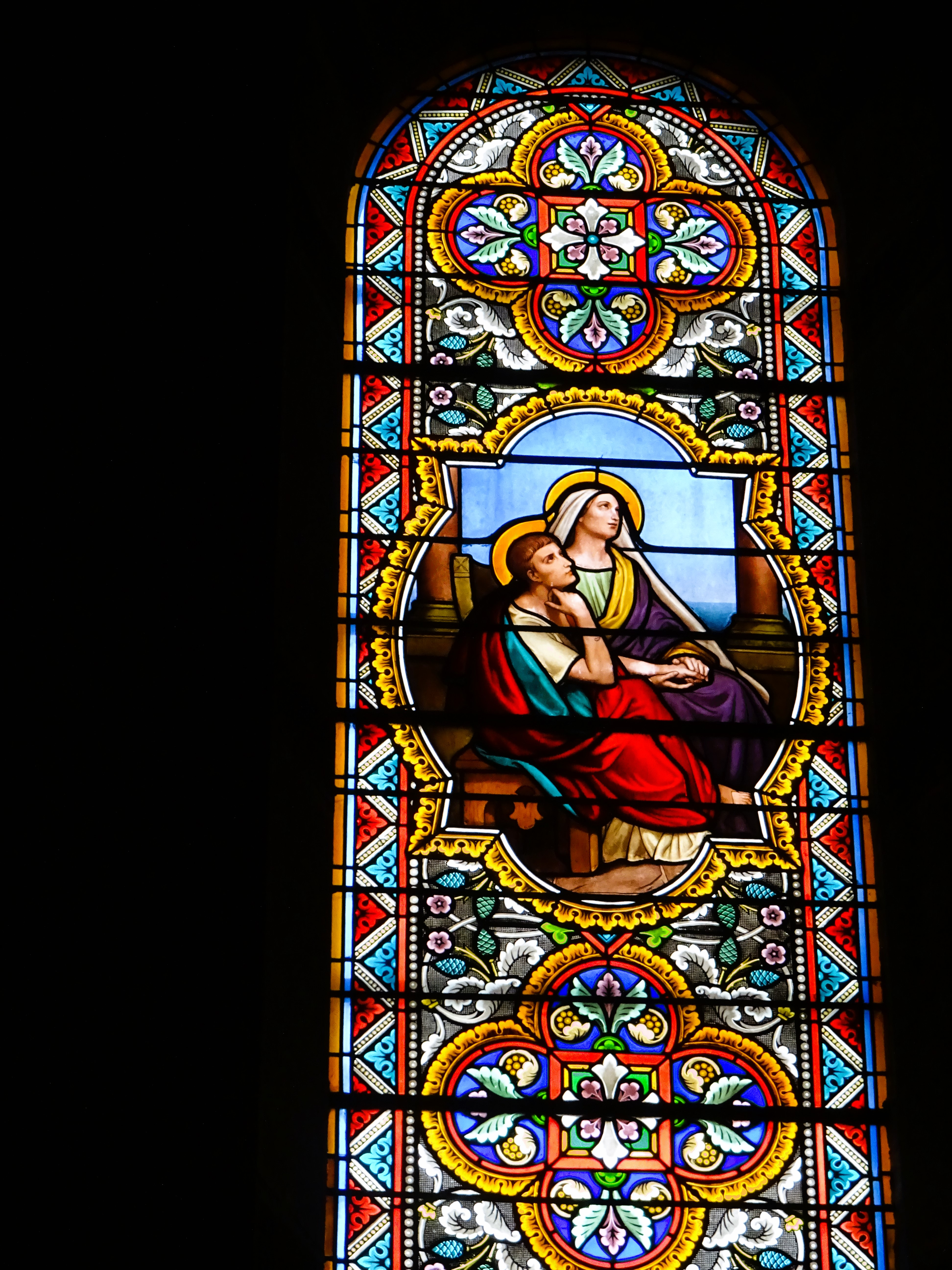
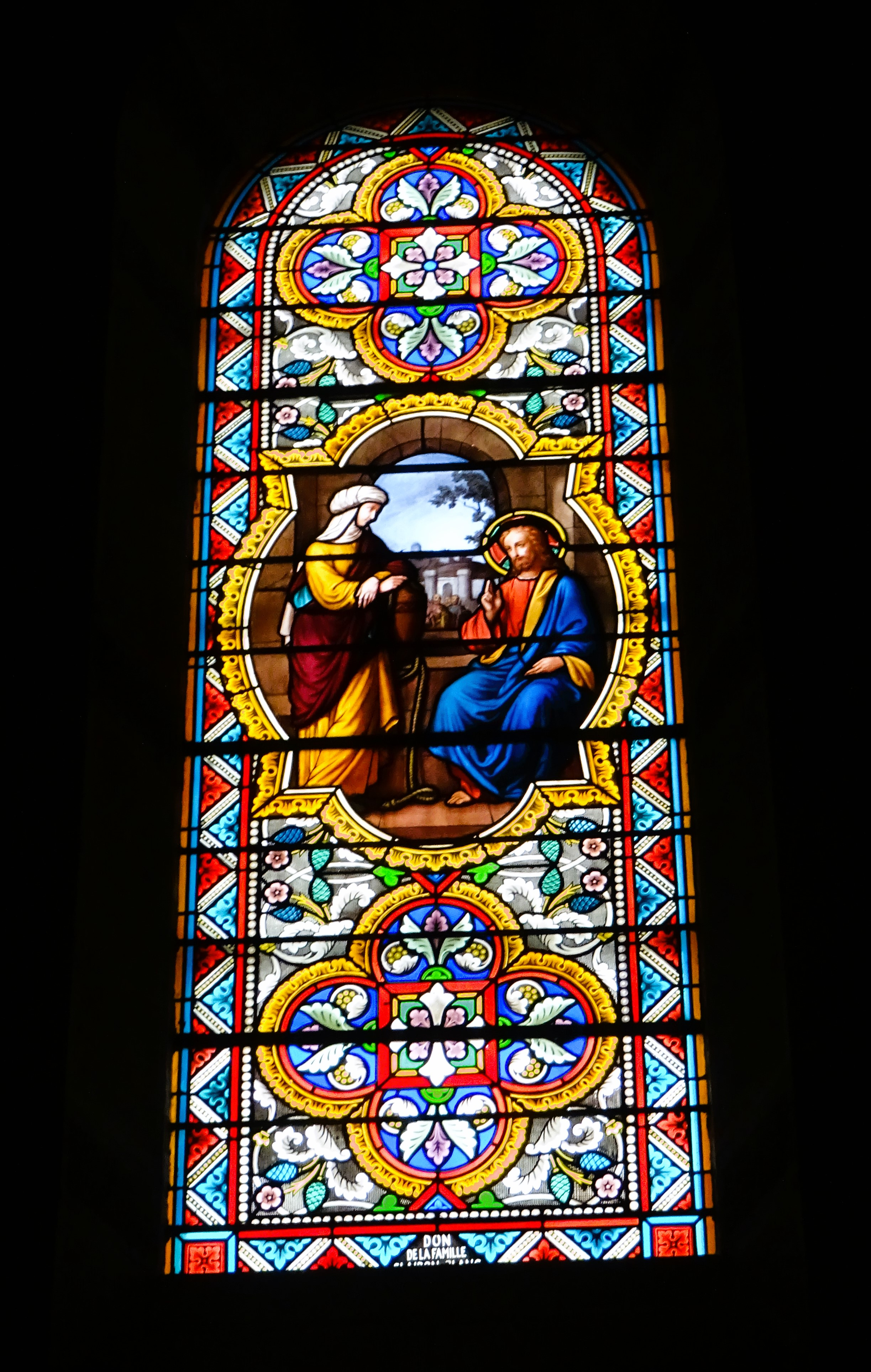
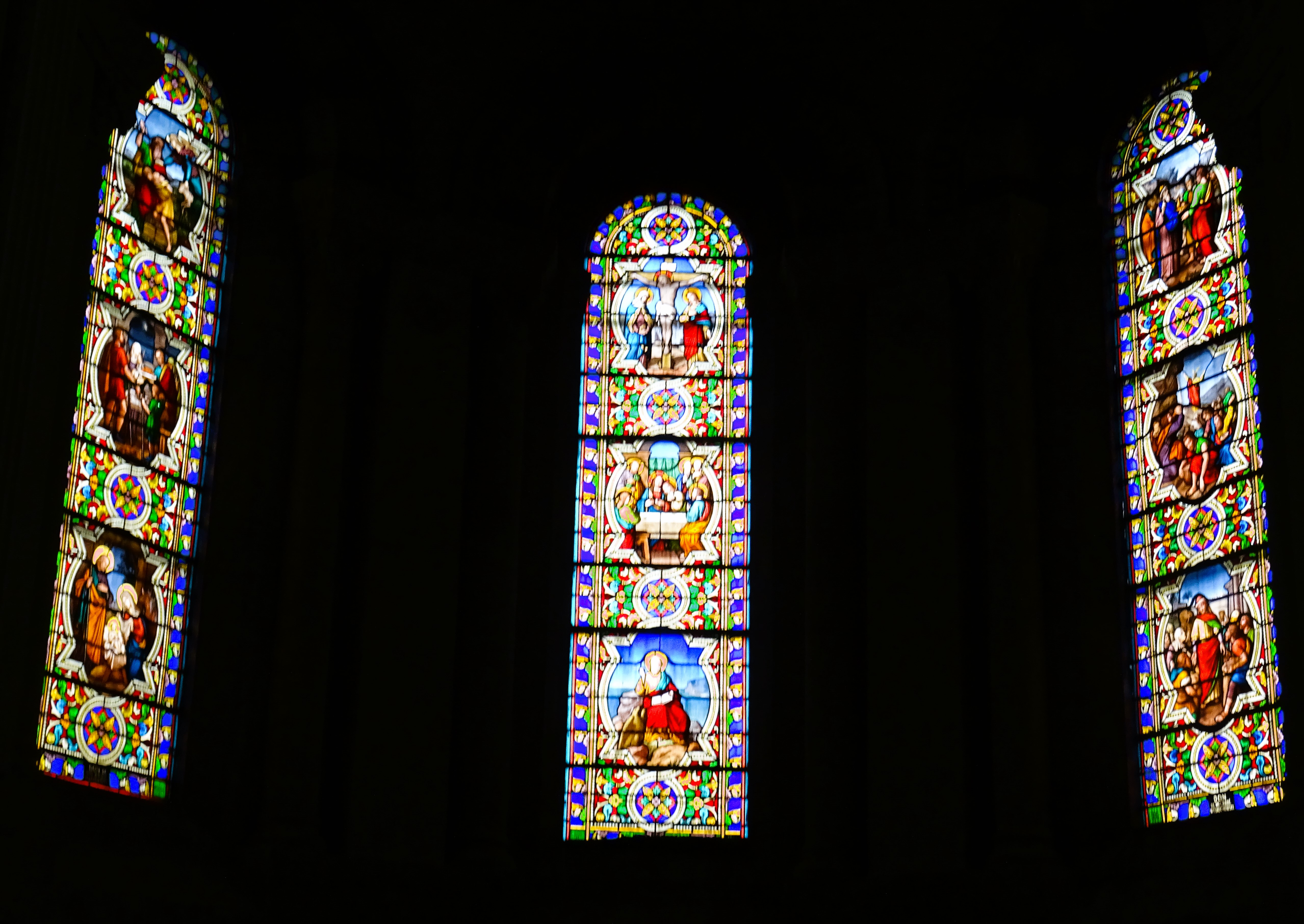
vitraux de l'abside
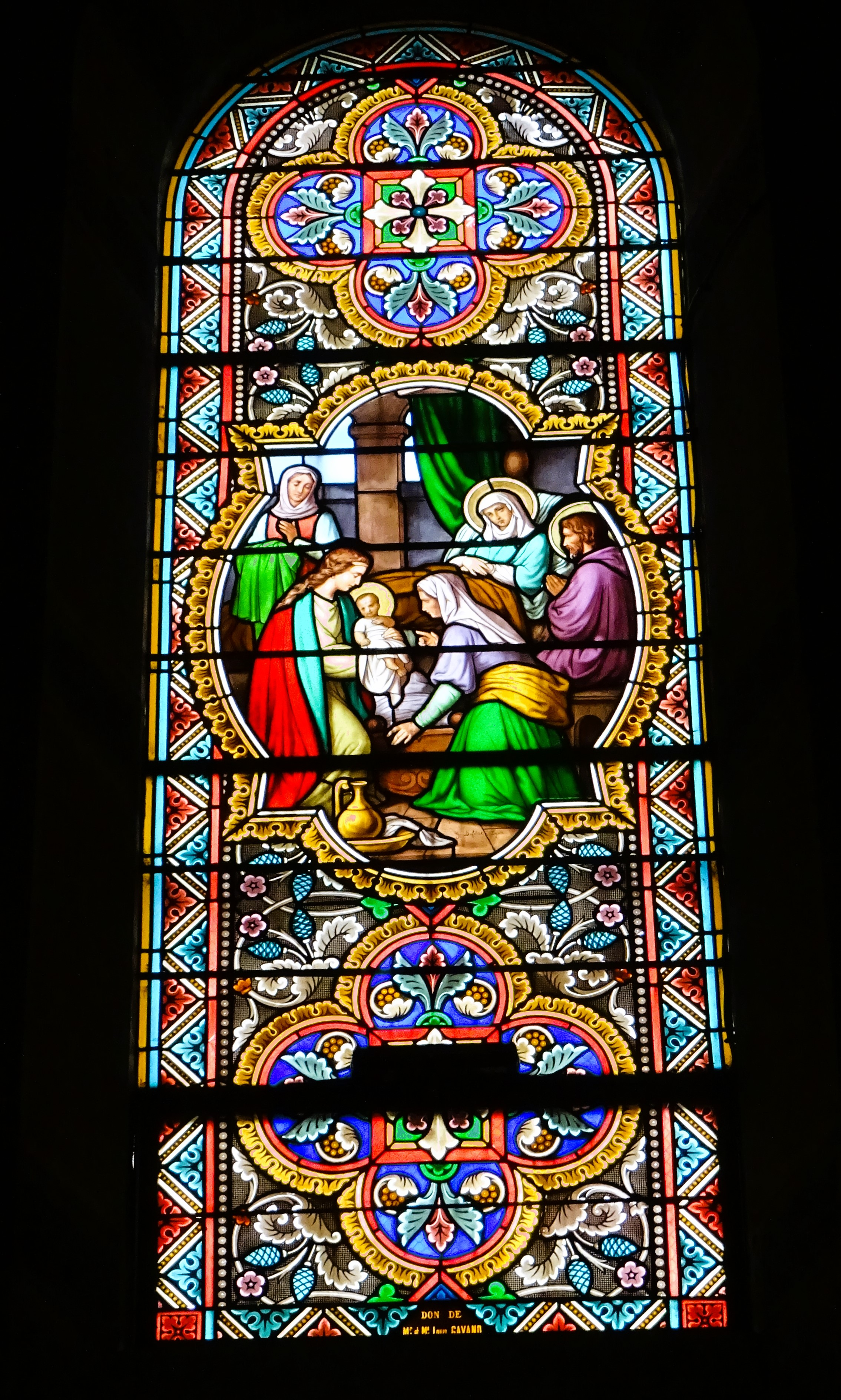
vitrail 5
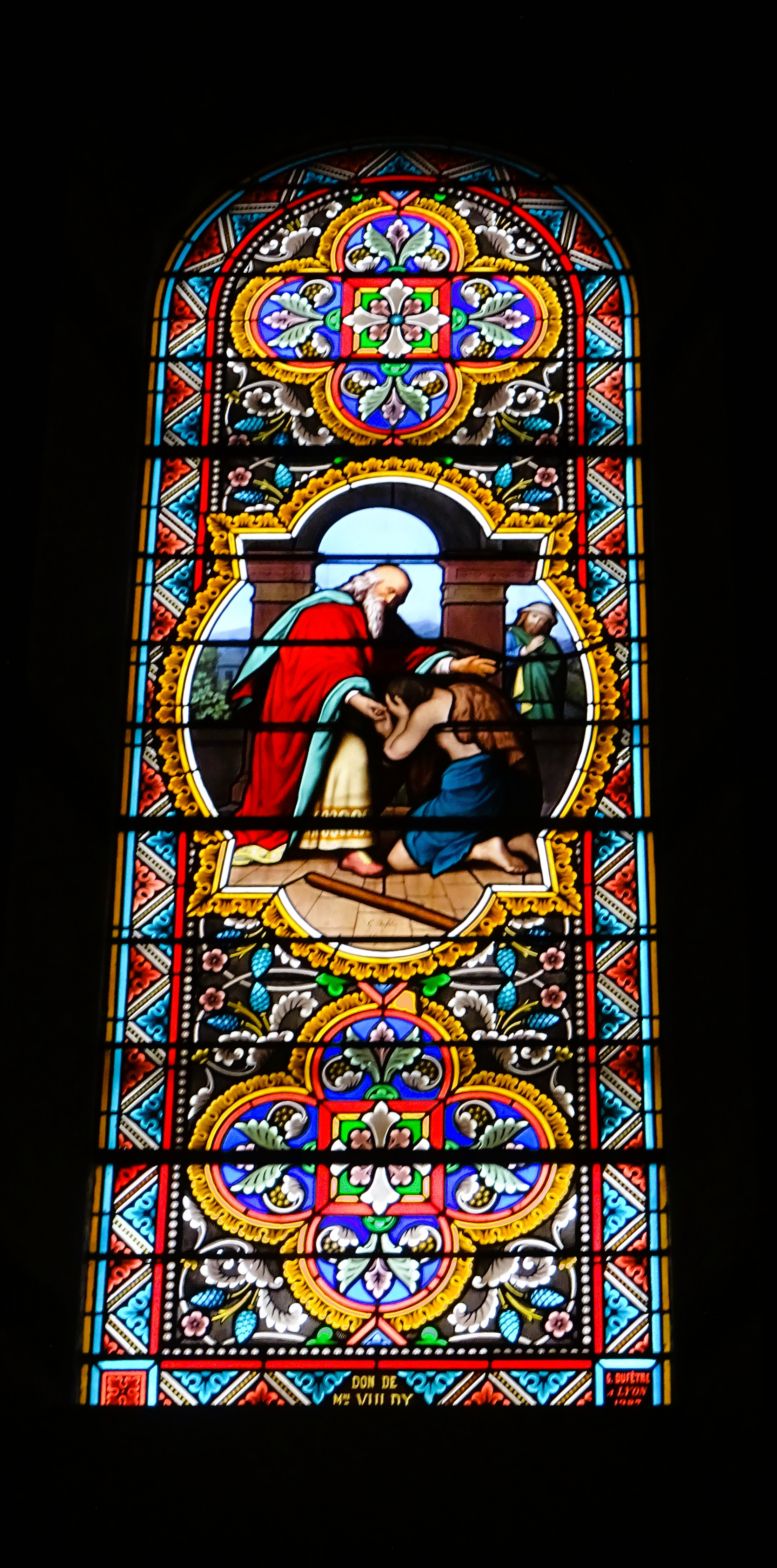
vitrail 6

La religion rappelle les fidèles à leurs devoirs ou les invite au simple recueillement par le grand nombre de croix dont les plus nombreuses sont disposées au cœur même du bourg ou dans sa grande proximité. Mais il n’est guère d’écart qui n’ait la sienne. Le pré-inventaire qui en a en comptabilisait encore dix-neuf en 1980, treize en granit, deux en grès, une en pierre calcaire de Villebois et une en métal. On peut associer à ce thème le souvenir des morts de la guerre de 1914-18 au cimetière et dans l'église.

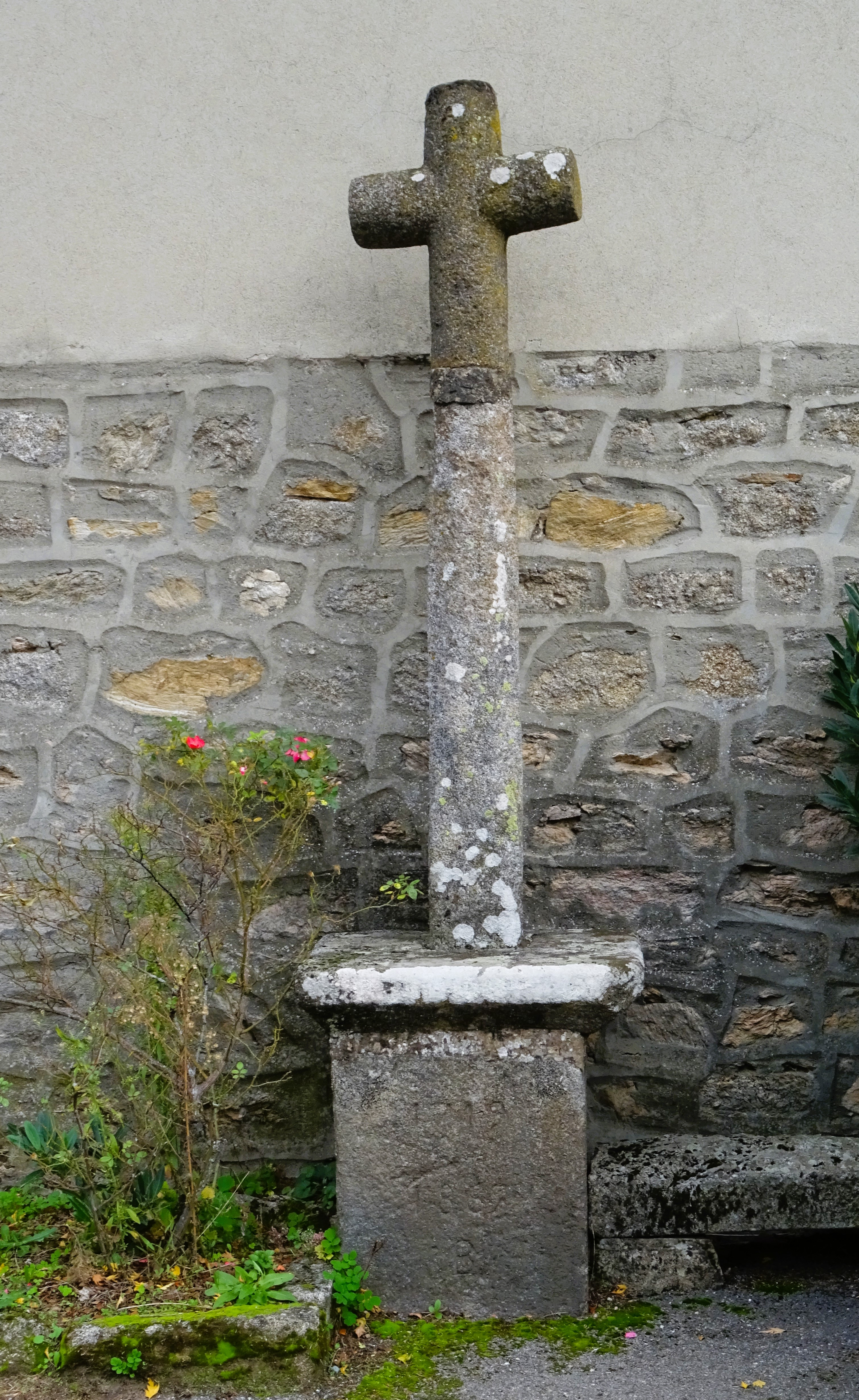
croix des Granges
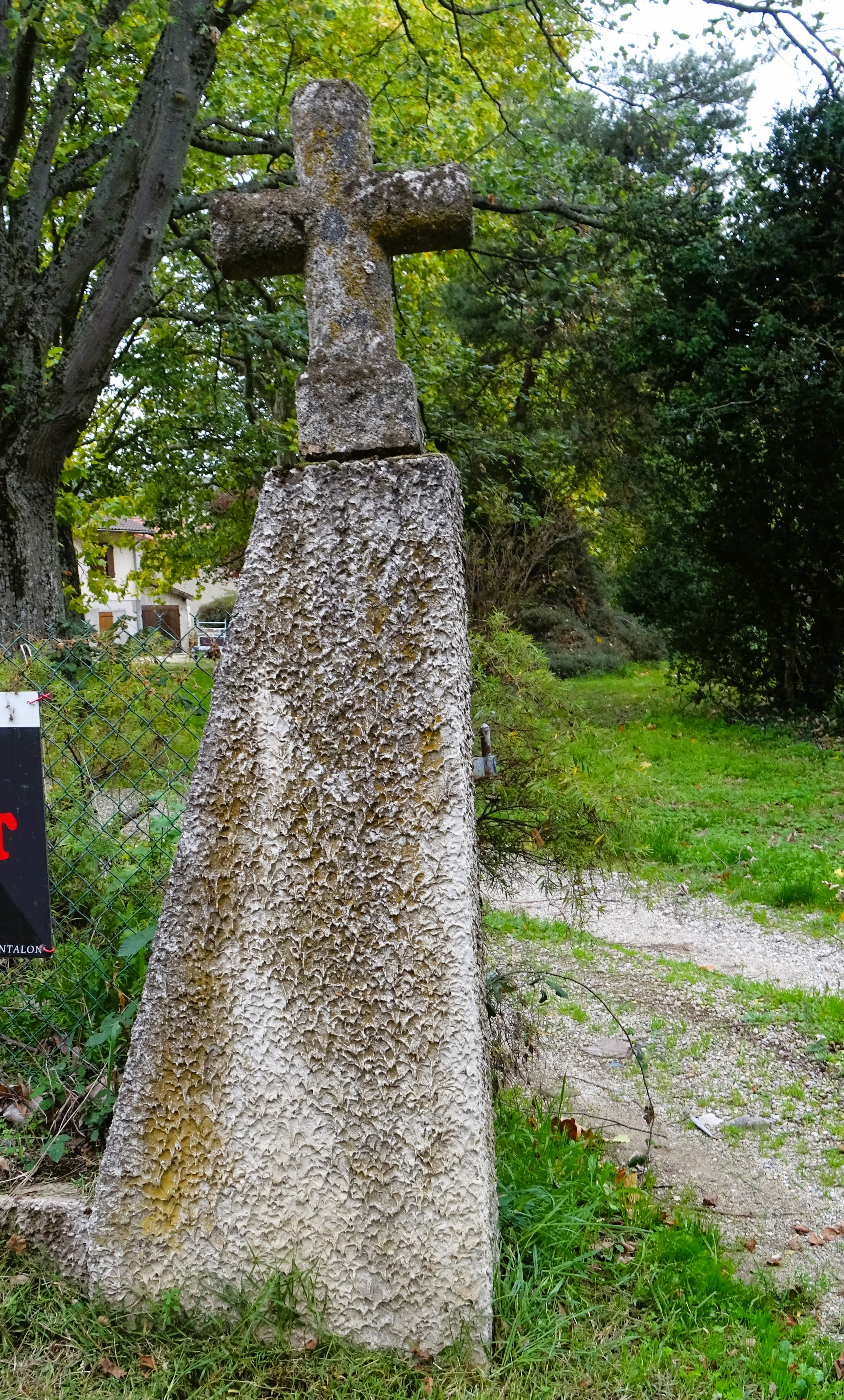
croix du Mouchetier
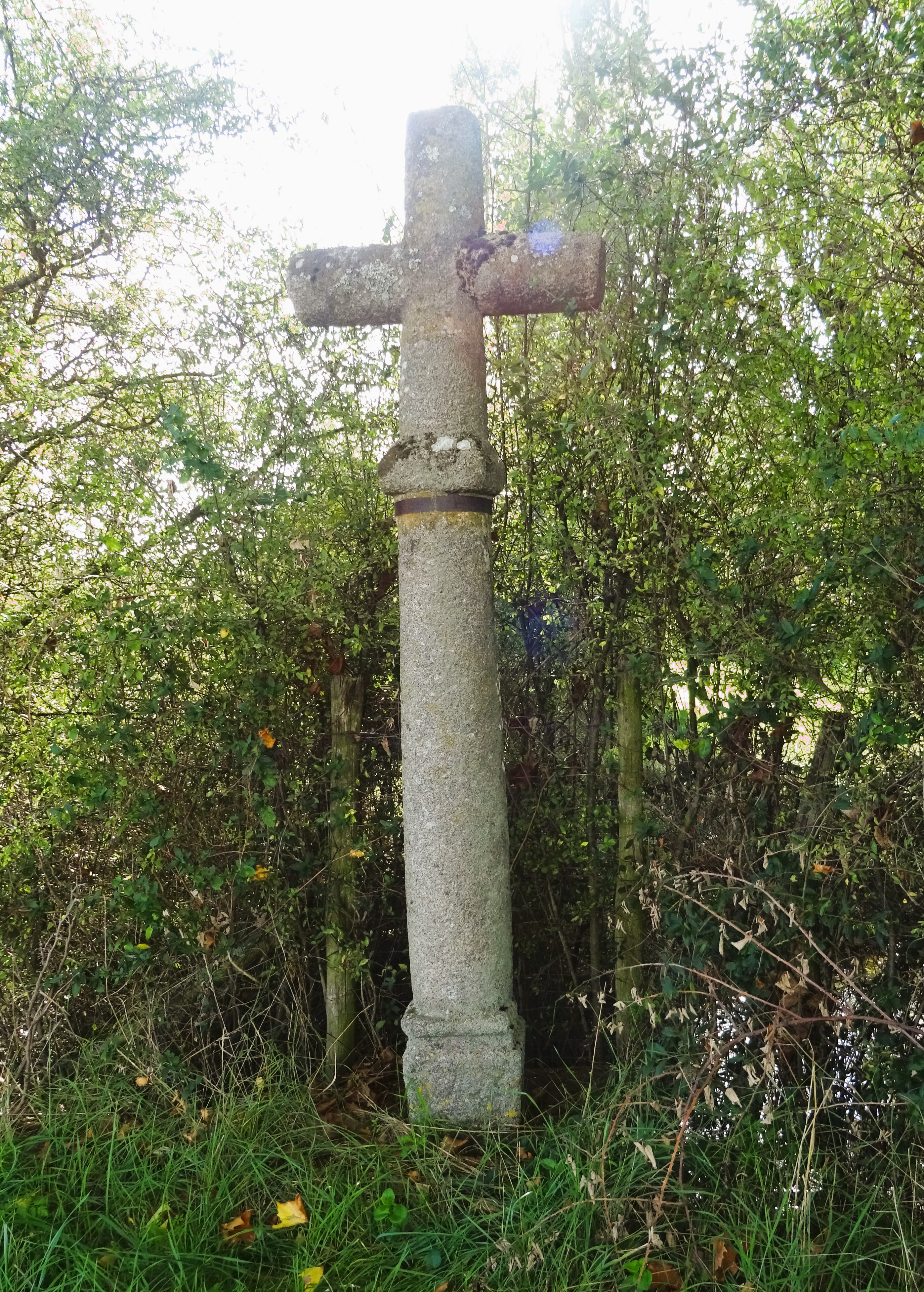
croix datée de 1703
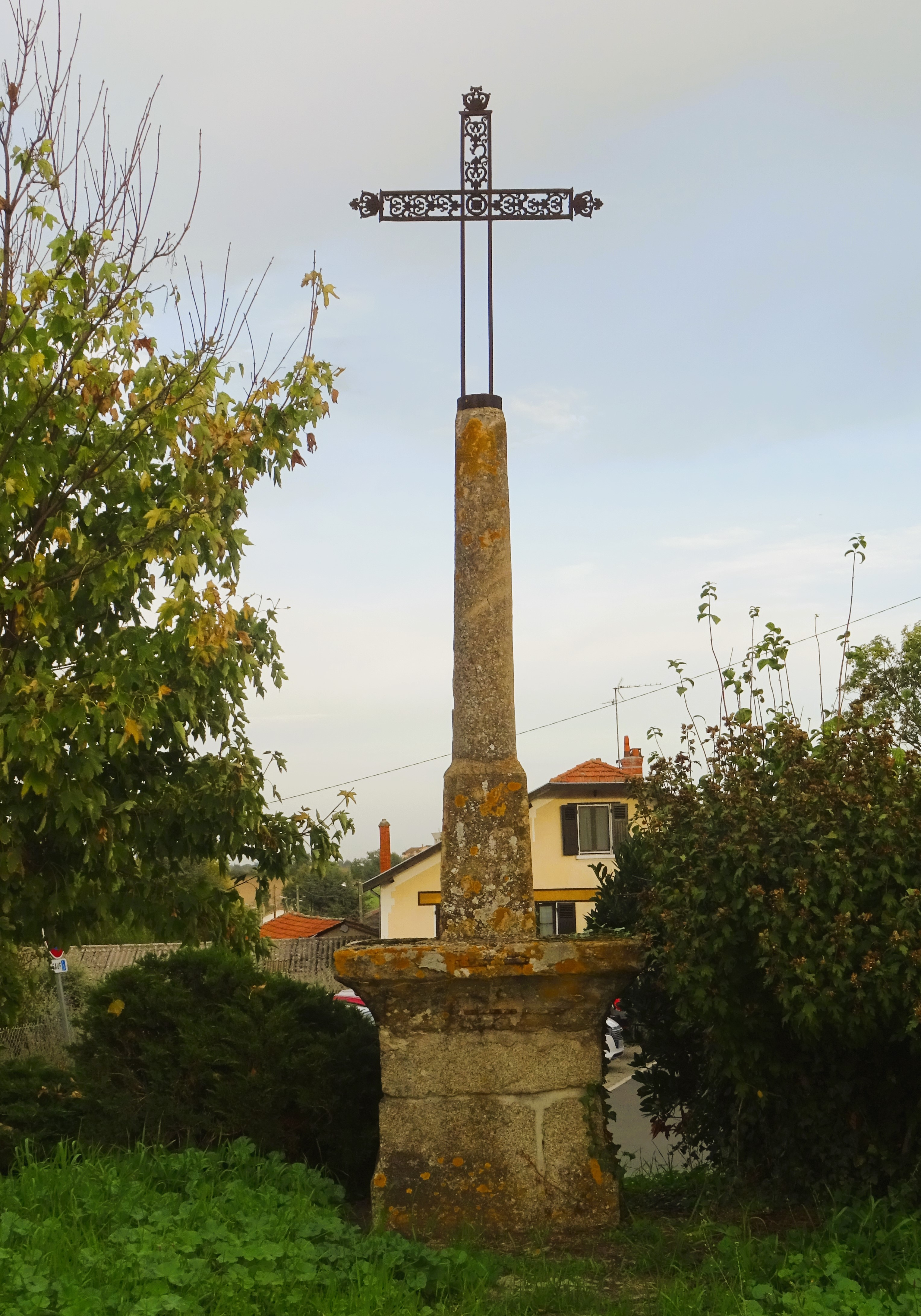
croix de Malataverne
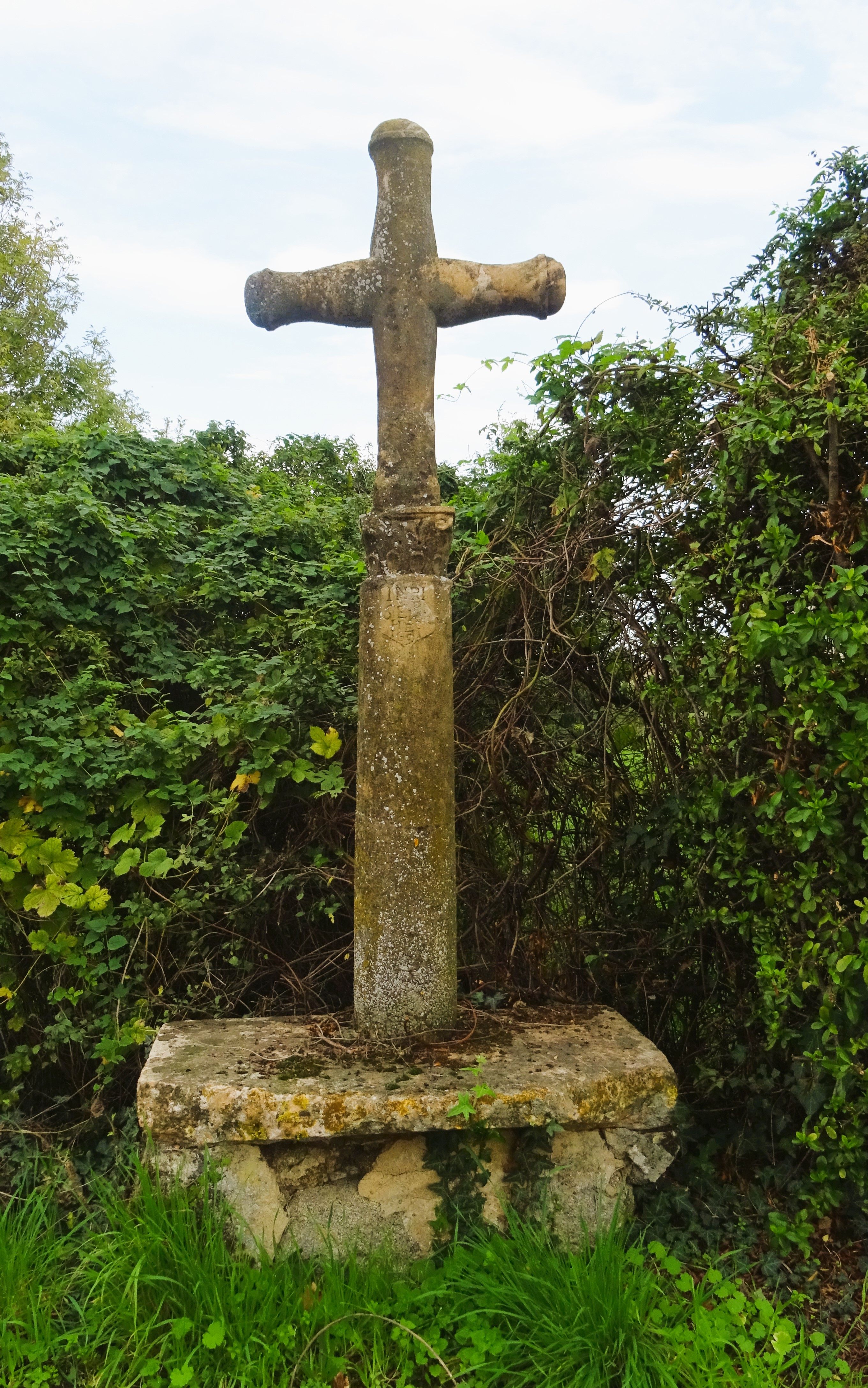
croix près de la gare
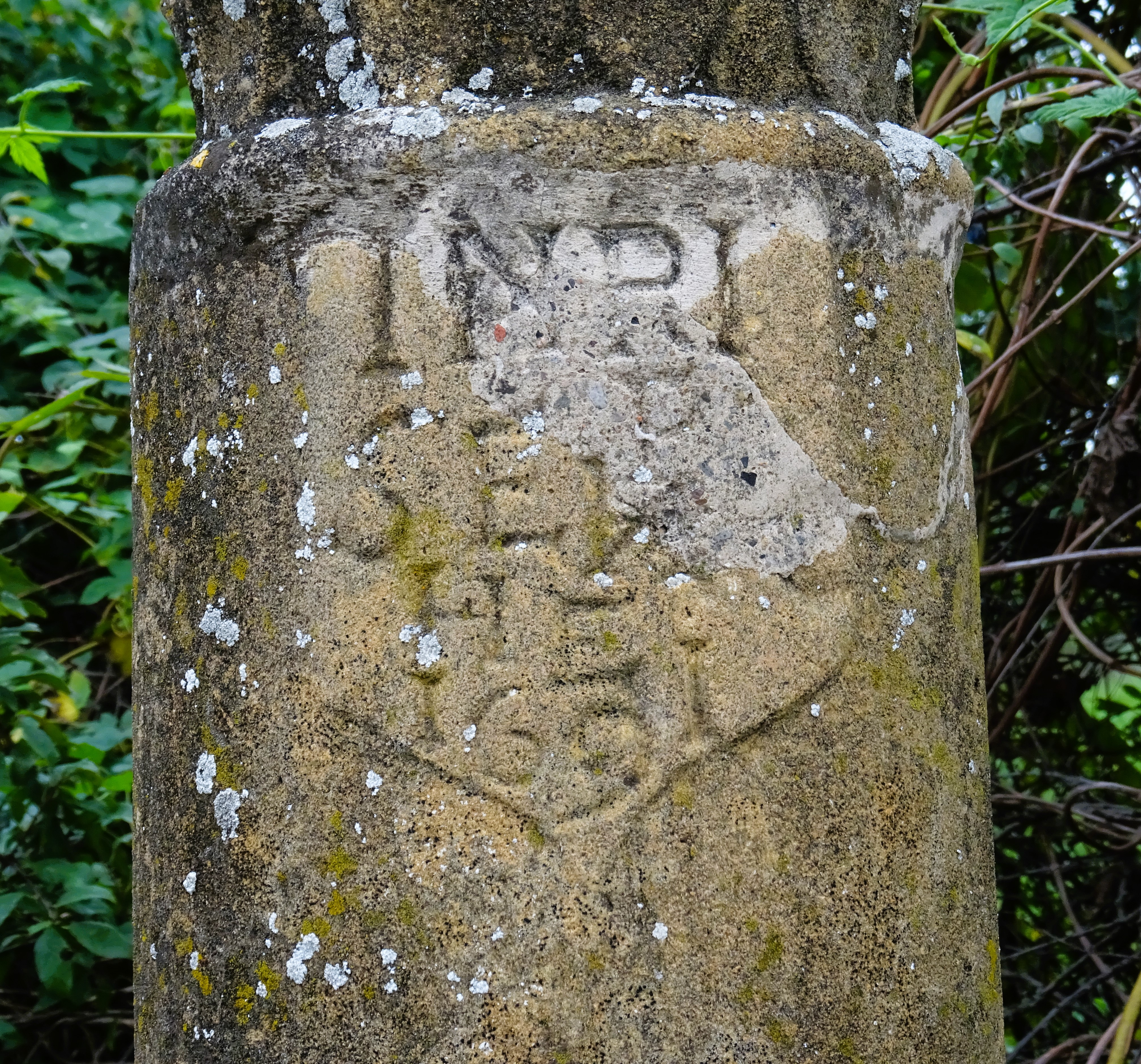
inscription INRI
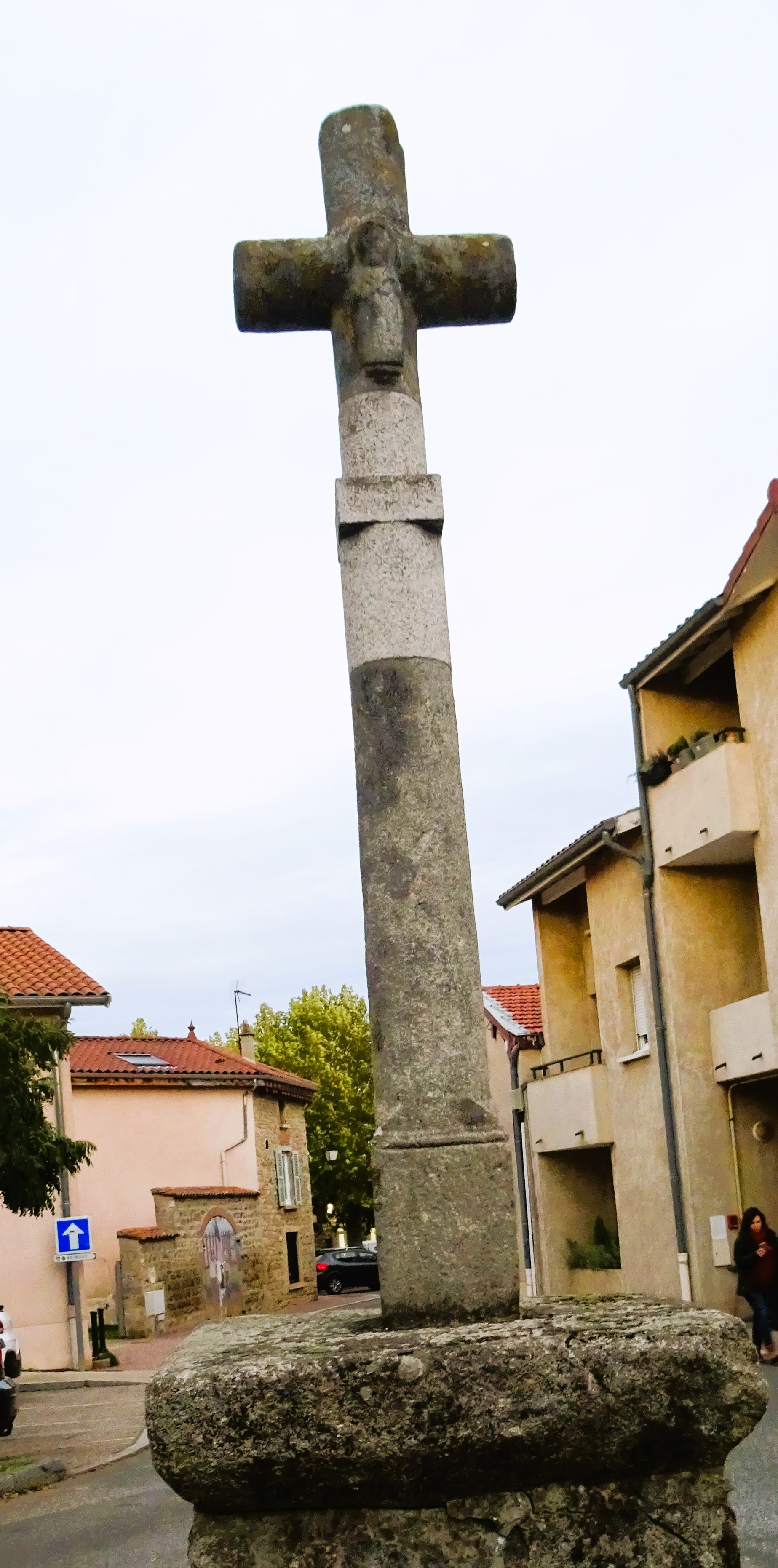
Croix de la Barbotière
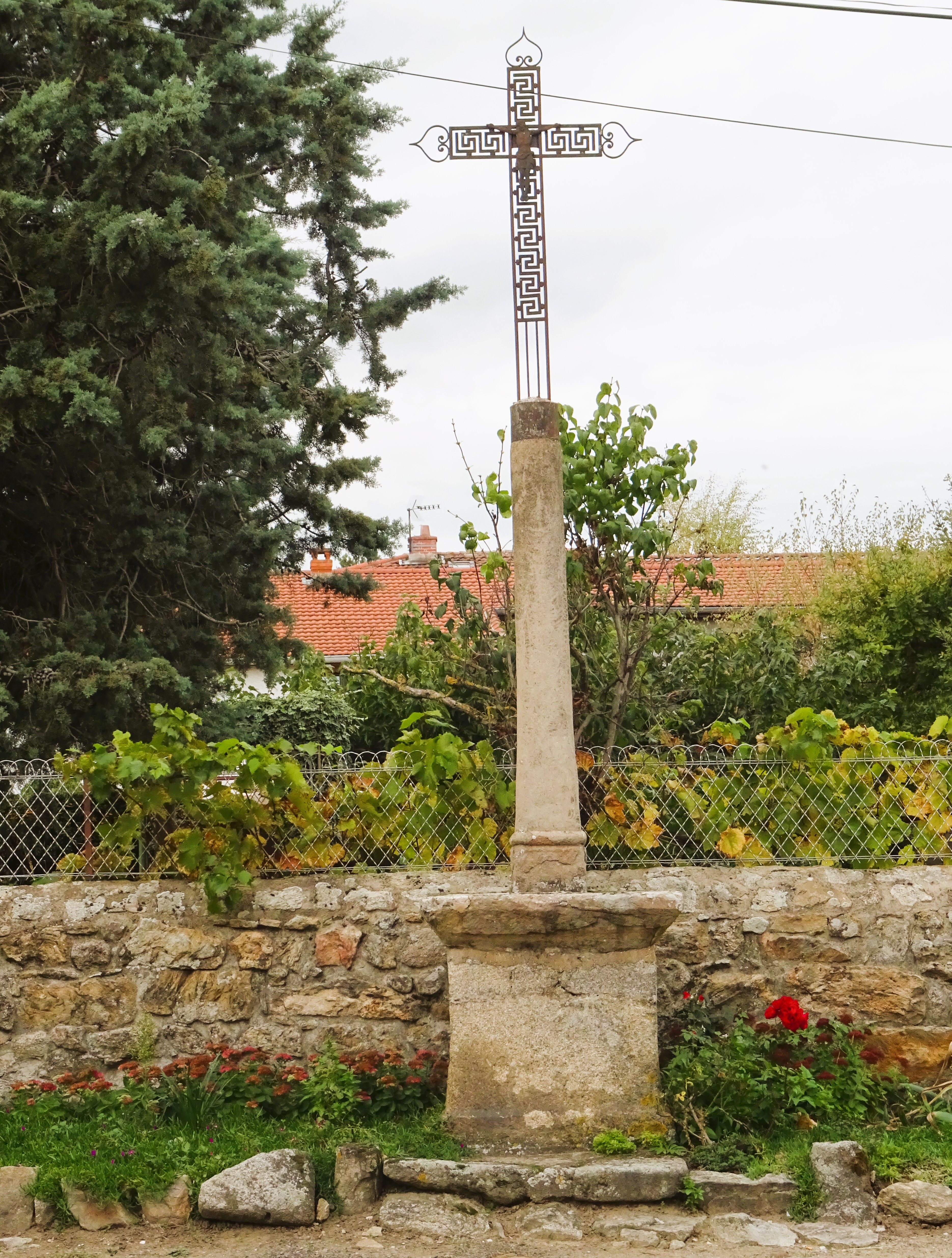
Croix de Quinssonnas
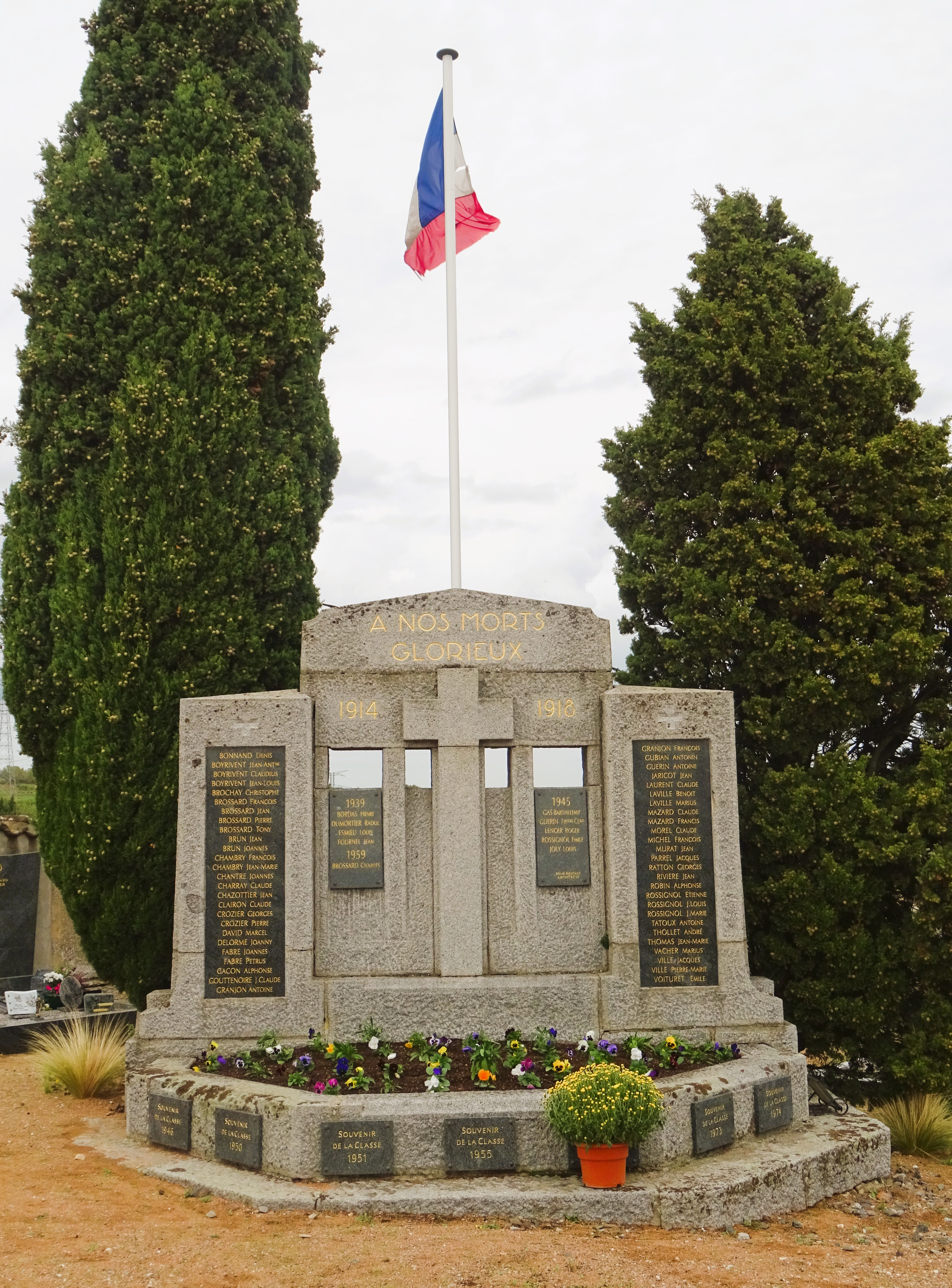
monument aux morts dans le cimetière
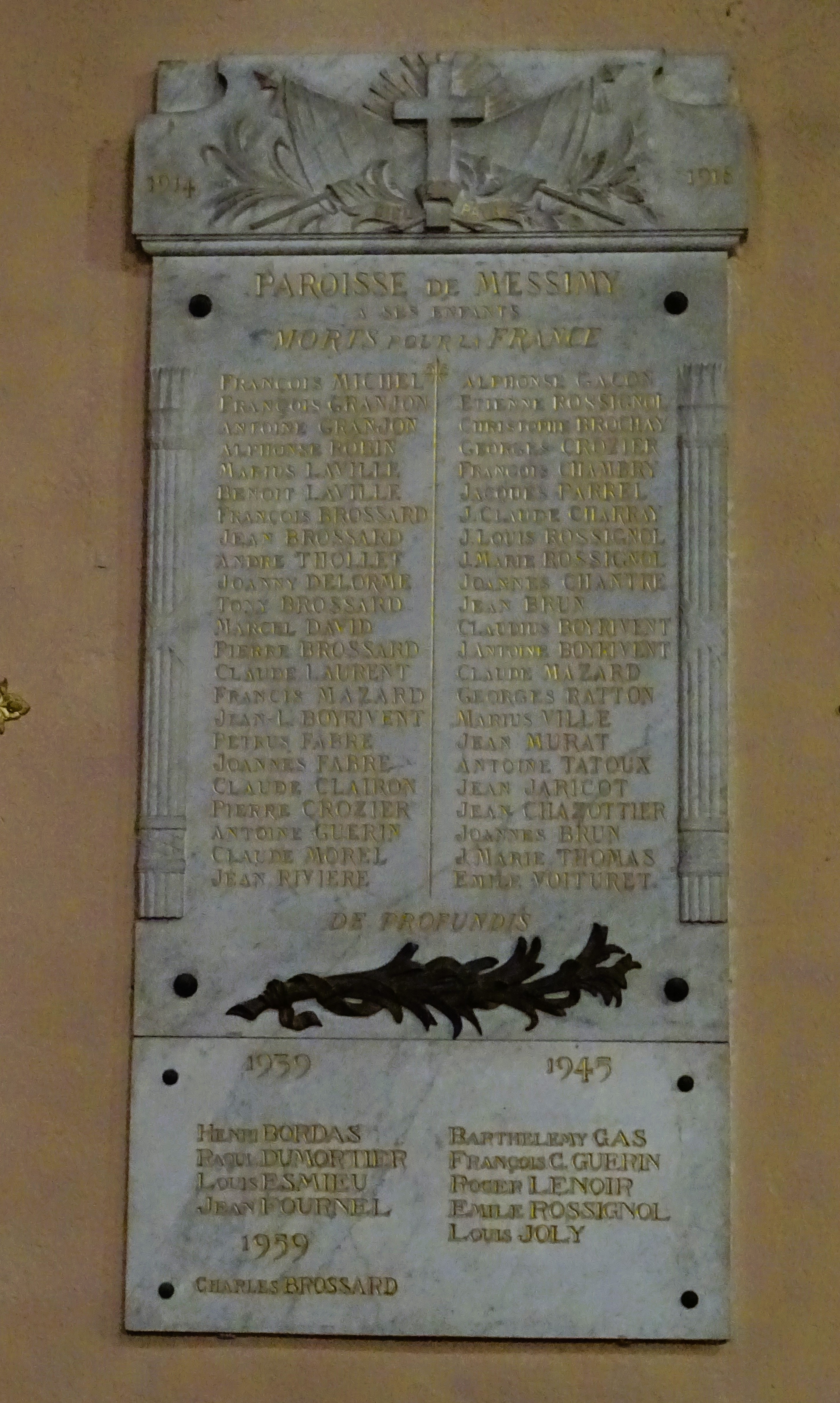
plaque des morts dans l'église

### Messimy aujourd’hui

#### L’essor démographique
Avec 952 habitants en 1962, Messimy n’était guère plus peuplé que quarante ans plus tôt (928 habitants en 1921). A cette longue stagnation a succédé une période de croissance exceptionnelle : on compte 3265 Messimois en 2009, 3402 en 2019. Ainsi, la population a plus que triplé jusqu’en 2009 (3,4 fois exactement) en une cinquantaine d’années! Cet essor exceptionnel est dû principalement au solde migratoire jusqu’à la fin du XXe siècle avec un maximum dans les années 1990 où il intervenait pour près des trois quarts. Le ralentissement de ce courant explique la part majeure prise depuis le début du XXIe siècle par le solde naturel malgré un net fléchissement du taux de natalité dans les dernières décennies.

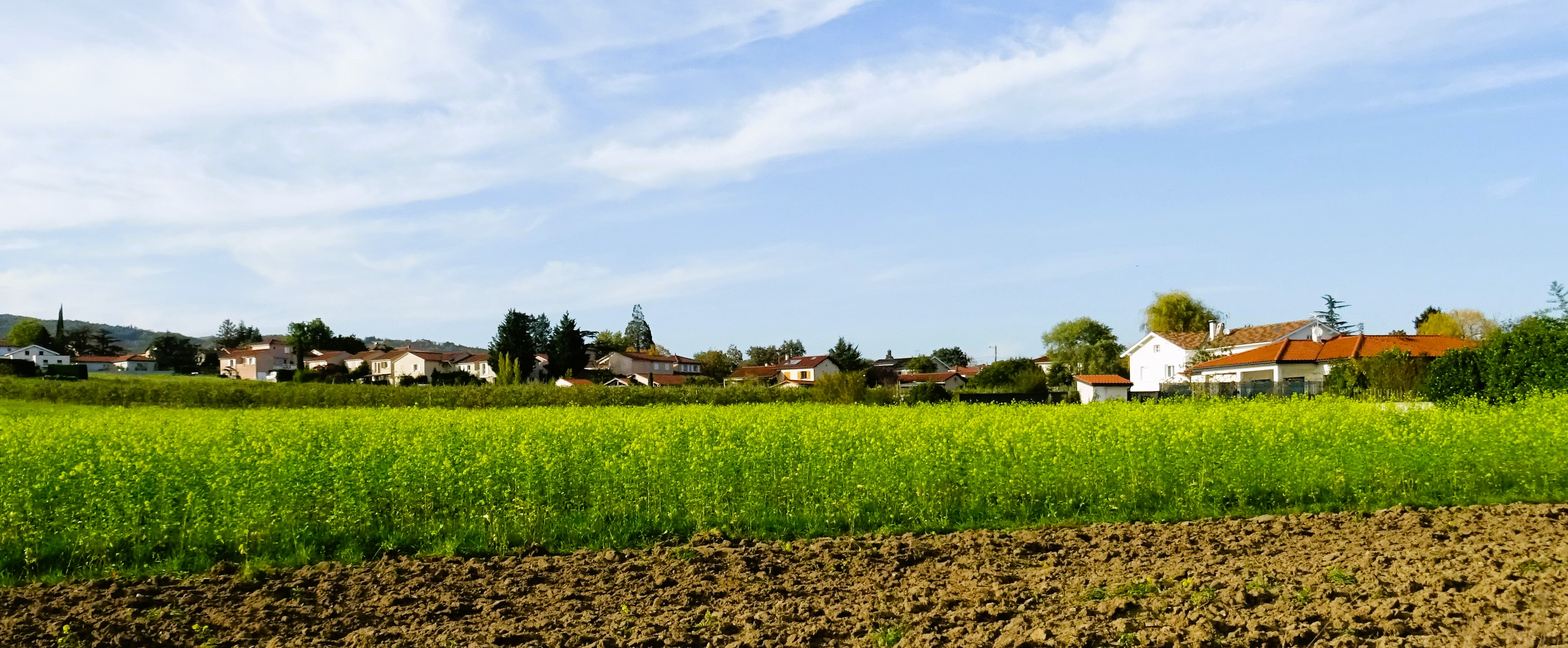
Succession des lotissements.

La traduction spatiale de cette croissance se lit en gris sur la carte par la multiplication des lotissements en maisons individuelles qui concentrent les trois quarts du patrimoine immobilier. Le plan officiel en énumère dix-huit. La physionomie de la commune en est complètement transformée. Une forte opposition apparait entre le territoire le plus à l’amont proche de la montagne qui a gardé son caractère rural et les secteurs qui jouxtent le bourg traditionnel à son niveau d'altitude au nord et surtout en contrebas à l’est, bien desservi par le grand axe de circulation de l’avenue des Alpes. Ces données sont corroborées par celles qui précisent la date d’ancienneté de l’habitat. Moins de 20% (18,3%) sont antérieurs à 1919, à peine plus si l’on ajoute l’Entre-Deux-Guerres (21,6% au total). Près de 70% des logements ont été construits depuis 1971.
Les nouvelles populations sont un échantillon assez représentatif de la société française actuelle dans laquelle le monde agricole a presque numériquement disparu et celui des retraités en croissance (20%). La majorité est constituée par les classes moyennes qui comptent pour près des deux cinquièmes, la moitié même en ajoutant les ouvriers. La part des cadres supérieurs est limitée à 10%. Si l’on prend comme référence le niveau des diplômes, on parvient à la même conclusion. Si 37,5 % des Messimois ont poursuivi leurs études au-delà du baccalauréat, moins de 10% (9,7%) ont un bagage intellectuel égal à cinq ans ou plus de formation universitaire ou équivalente.

#### Le problème de l’emploi
Le classement de la population en fonction des catégories socio-professionnelles fait apparaître dans ses membres une aptitude aux fonctions les plus diverses. Tel est bien le constat qu’on peut établir si l’on examine la situation de fait. Une fois défalqué le nombre de retraités, la répartition des actifs confirme l’impression que chaque Messimois a pu trouver un emploi dans sa spécialité.
On serait donc tenté de parler d’une parfaite adéquation entre l’offre de 1681 postes de travail dans la zone (selon l’expression officielle) et la demande des 1628 résidants au travail. Pourtant, on observe une apparente incohérence par confrontation avec la répartition des postes de travail offerts  selon la statistique qui met la part de l’agriculture à 2%, celle des services de transports et de commerce à 20,7%, celle de la construction à 8,4%, celle des personnels administratifs, enseignants, médicaux et sociaux à 11,2%. Il reste à expliquer la présence exorbitante des 57,7% du secteur industriel dans une France en voie de désindustrialisation.

L’explication tient à l’existence sur la commune de l’importante usine des laboratoires Boiron. Ceux-ci occupent la moitié nord de la surface de la zone d’activité des Lats. Leur personnel (un millier de personnes !) très spécialisé est recruté dans l’ensemble de l’agglomération lyonnaise, la situation en bordure de la route D31 des Monts du Lyonnais favorisant les déplacements. On ferait le même constat , avec amplification, en observant la situation de la commune de Marcy-l’Etoile où sont implantés les laboratoires Sanofi et Mérieux. Sans doute dans la moitié sud de cette zone des Lats est regroupé un grand nombre d’entreprises, mais elles exercent quasi exclusivement des activités de services, comme on peut en juger par la liste sur le panneau de présentation, et sont généralement peu pourvoyeuses d’emplois.

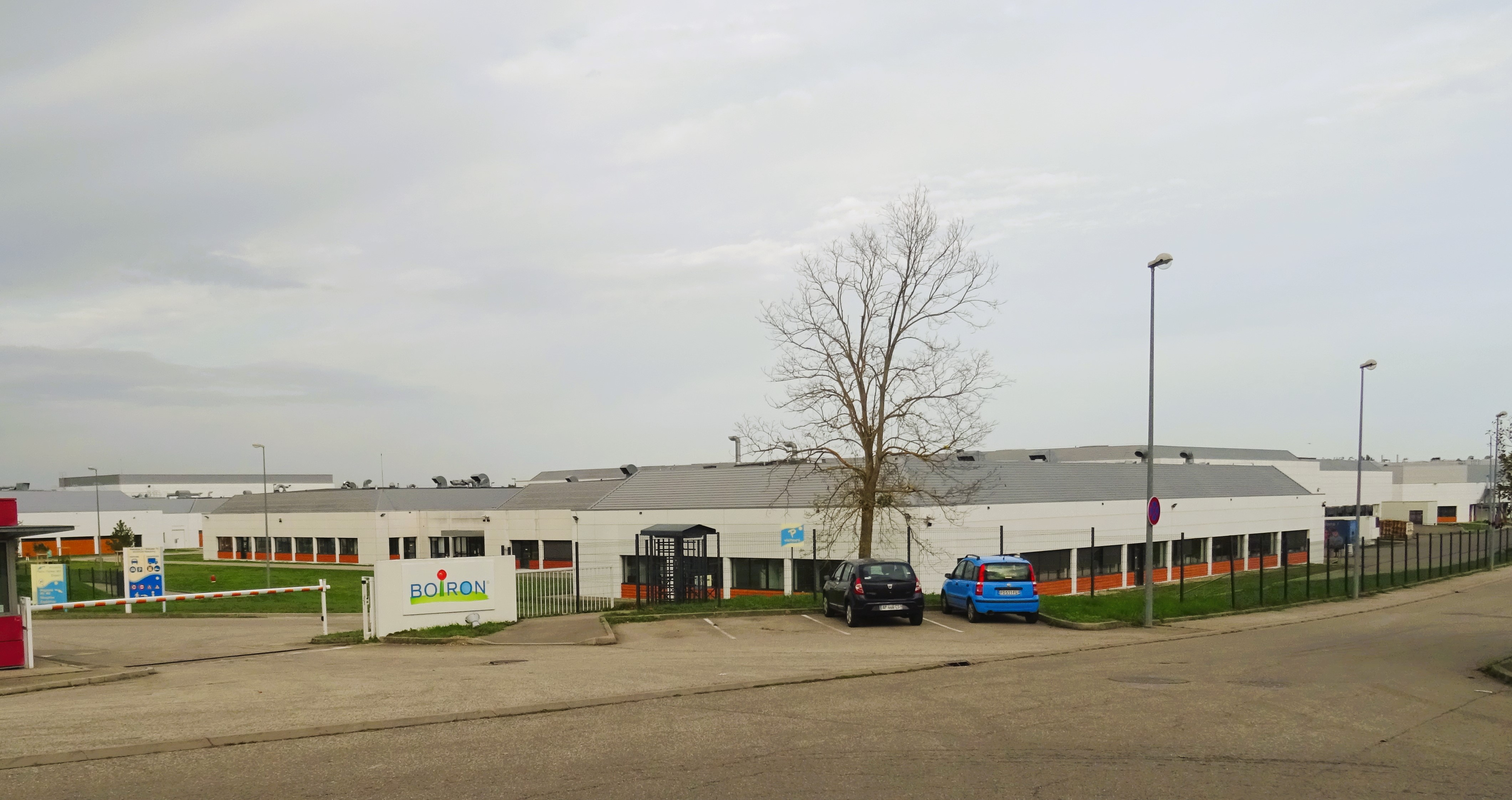
laboratoires Boiron
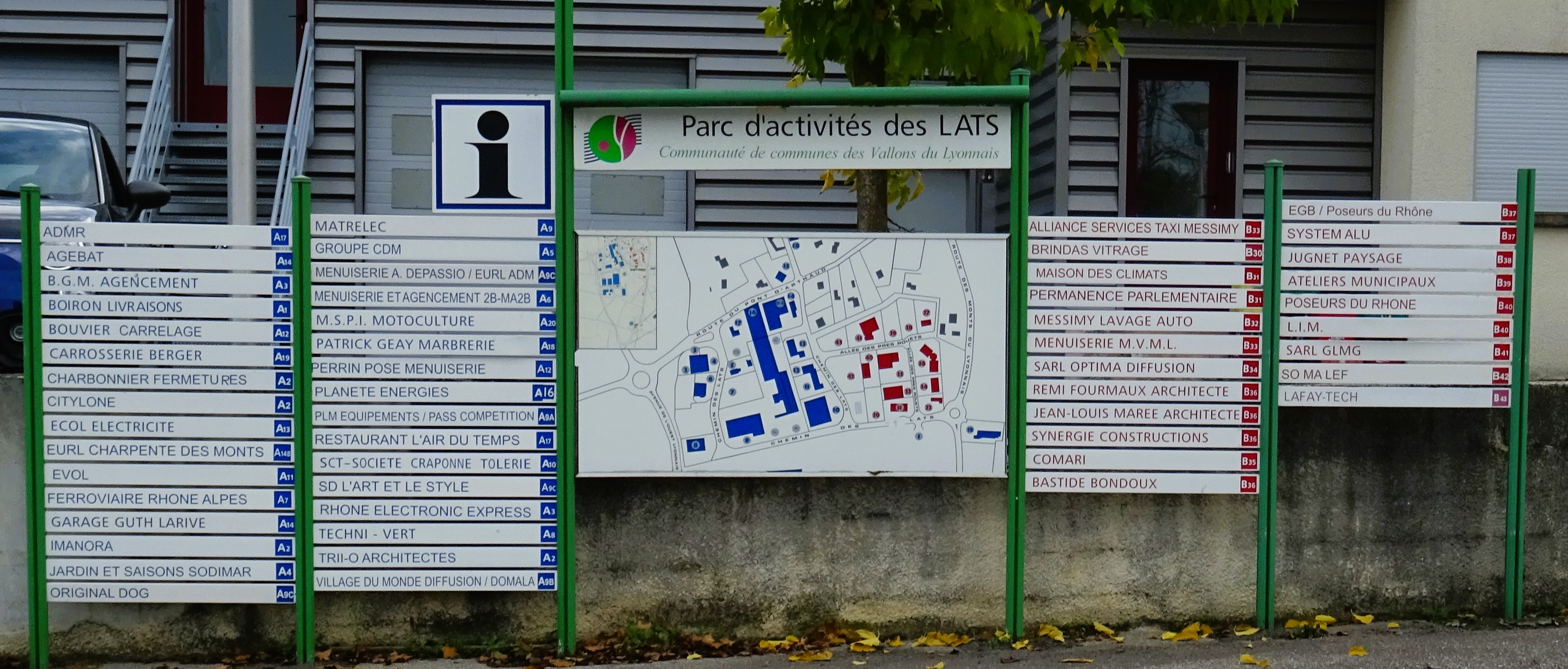
entreprises de la zone des Lats

Force est donc de conclure que beaucoup de Messimois ont conservé leur emploi dans l’agglomération lyonnaise qu’ils ont quittée lors de leur déménagement. C’est ce qui explique les importantes migrations quotidiennes de travail car seulement 18% des Messimois trouvent à s’employer dans la commune contre 82% à l’extérieur. Pour ces déplacements, ils utilisent leur voiture particulière dans 87% des cas contre moins de 5% pour les transports en commun. La communauté de communes des vallons du Lyonnais qui a compétence en la matière et dont le siège est à Vaugneray est consciente de cette inadéquation entre offre et emploi et s’efforce d’y remédier mais c’est une tâche de longue haleine.

#### Les services publics

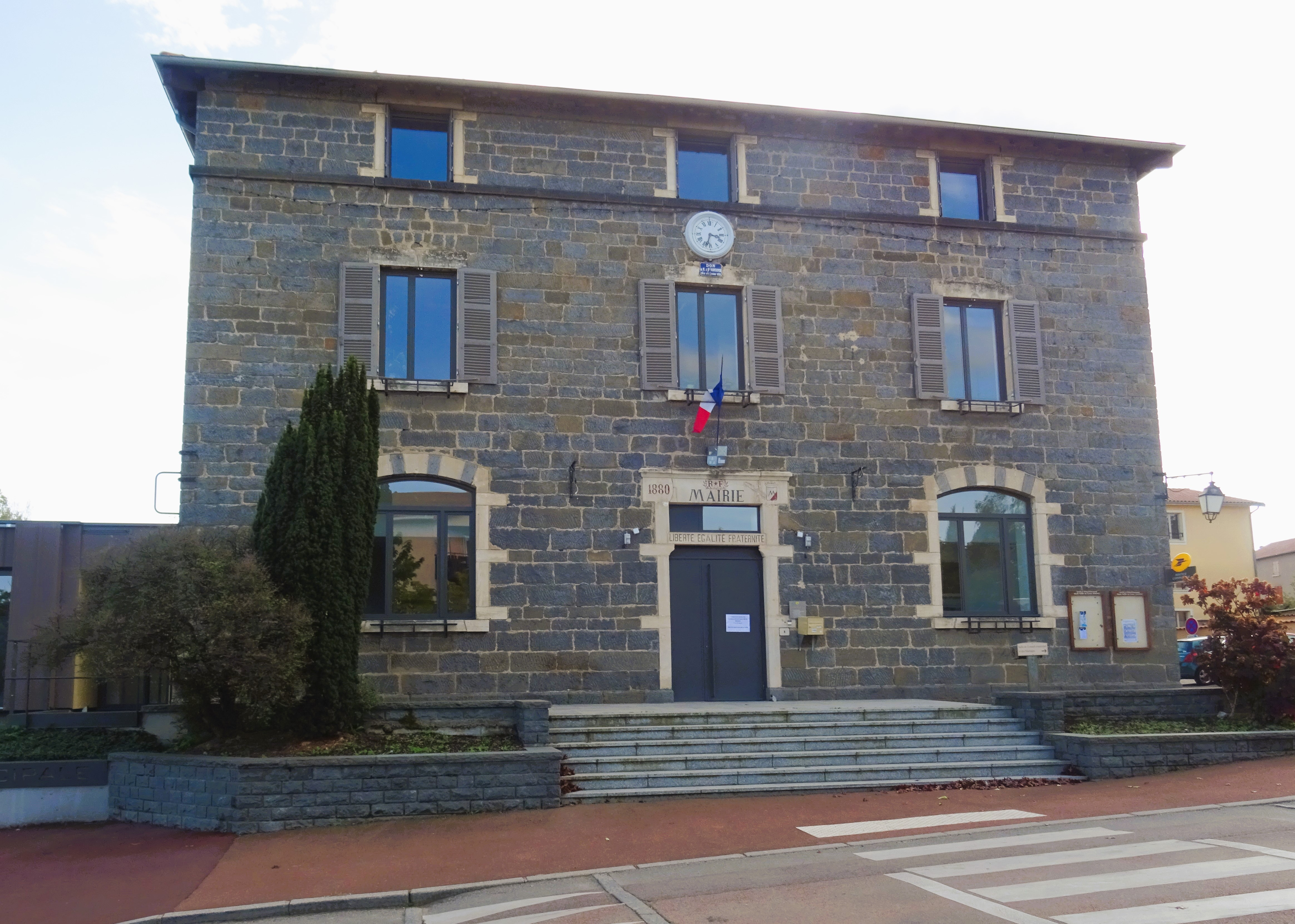
Mairie de Messimy.

La mairie a été construite en 1880-82 en pierre de Vaugneray. On y installa aussi l’école de garçons jusqu’en 1985. Depuis, l’enseignement primaire a été concentré dans les bâtiments de la Chatelaise  construits en 1908 pour les filles et les enfants de la maternelle. Dans leur prolongement est aussi regroupée la restauration scolaire. Pour faire face à l’augmentation du nombre d’élèves il a fallu créer une nouvelle école maternelle de la Chaussonnière en face de la mairie. Elle y jouxte une crèche, un espace jeune et une salle polyvalente. Les parents qui donnent la préférence à l’enseignement privé peuvent confier leurs enfants à l’école Saint- Joseph. Pour la poursuite des études, le ramassage scolaire conduit les élèves au collège Charpak sur la commune de Brindas.

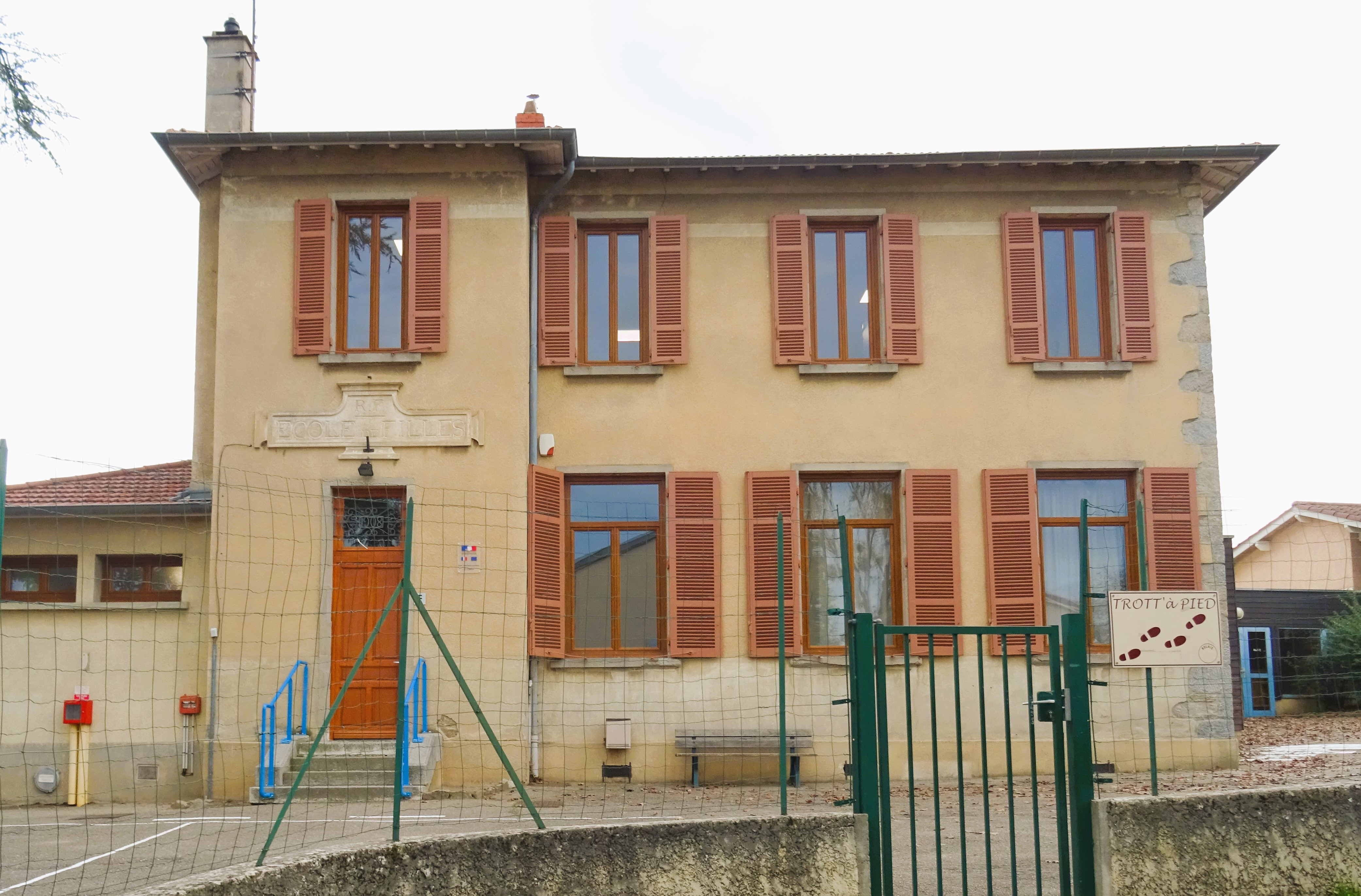
École élémentaire la Chatelaise
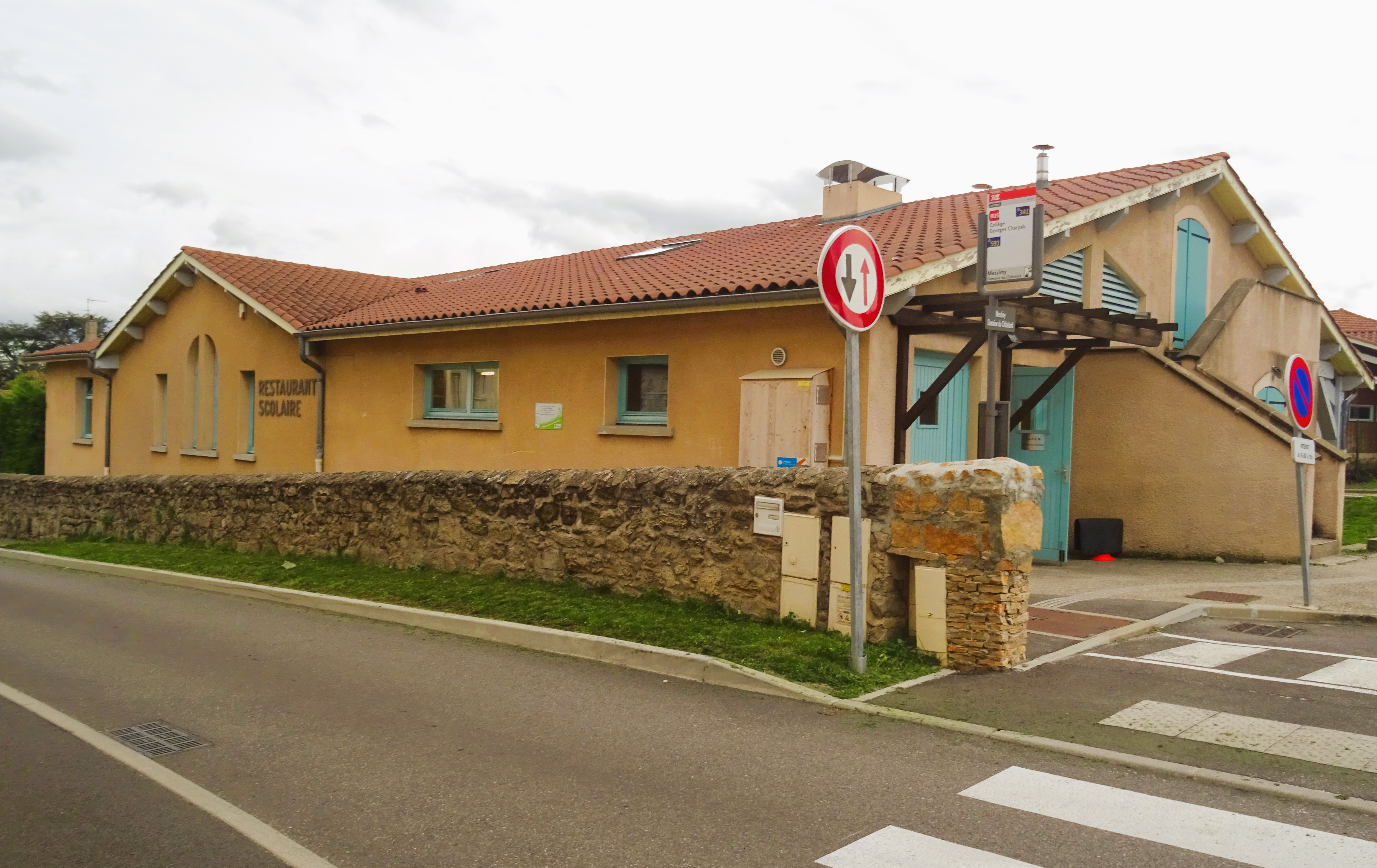
Restaurant scolaire
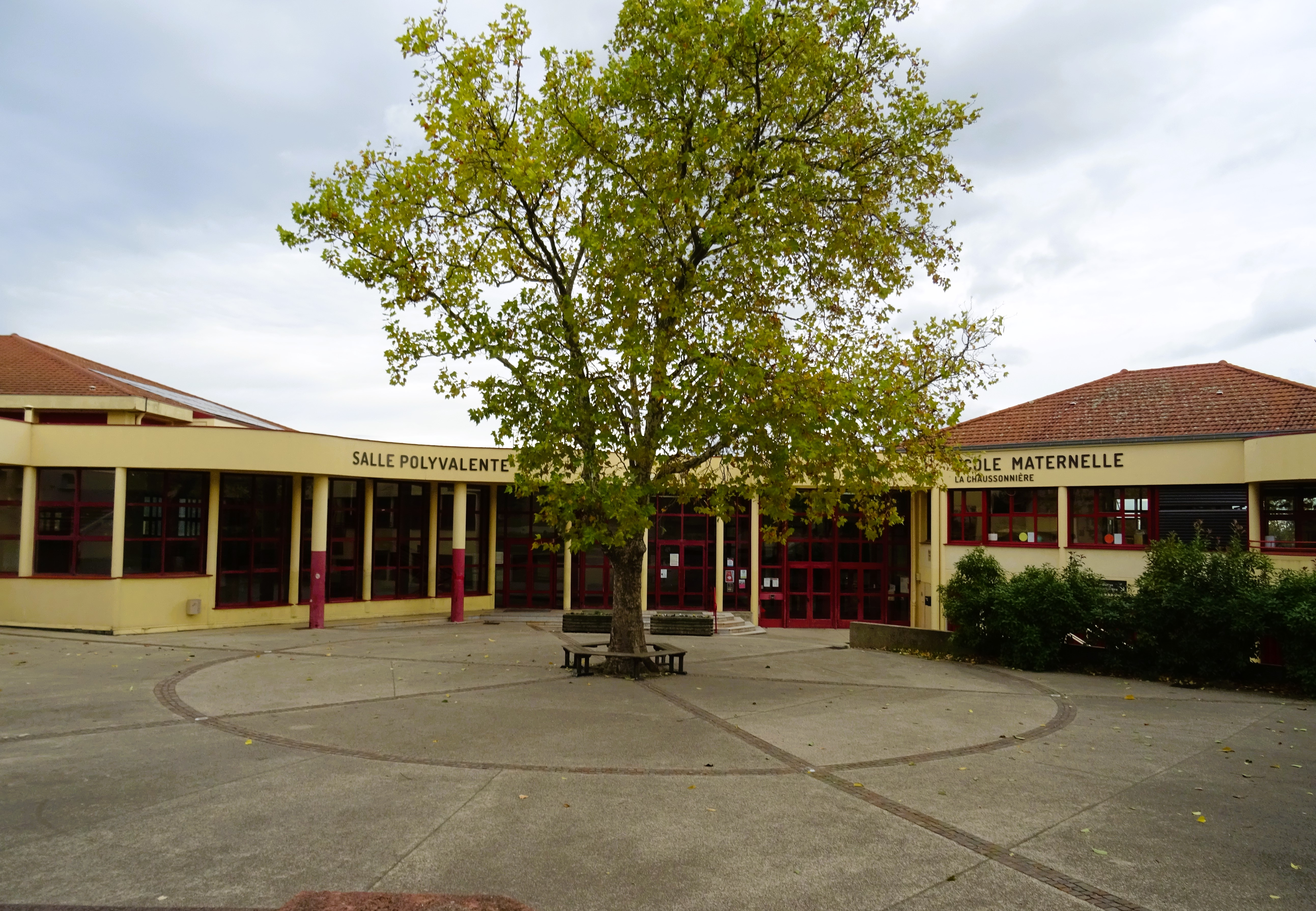
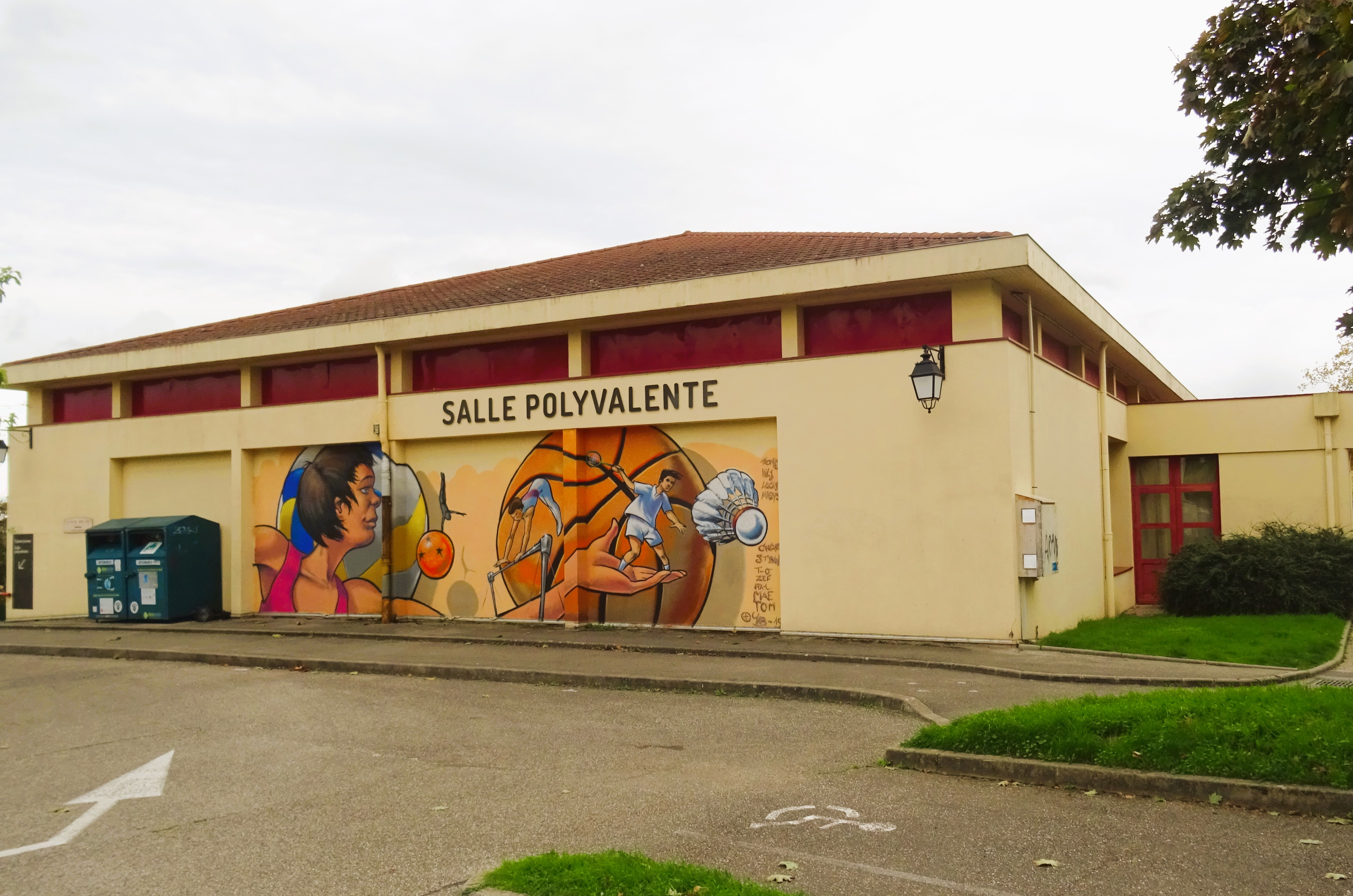
Salle polyvalente de Messimy
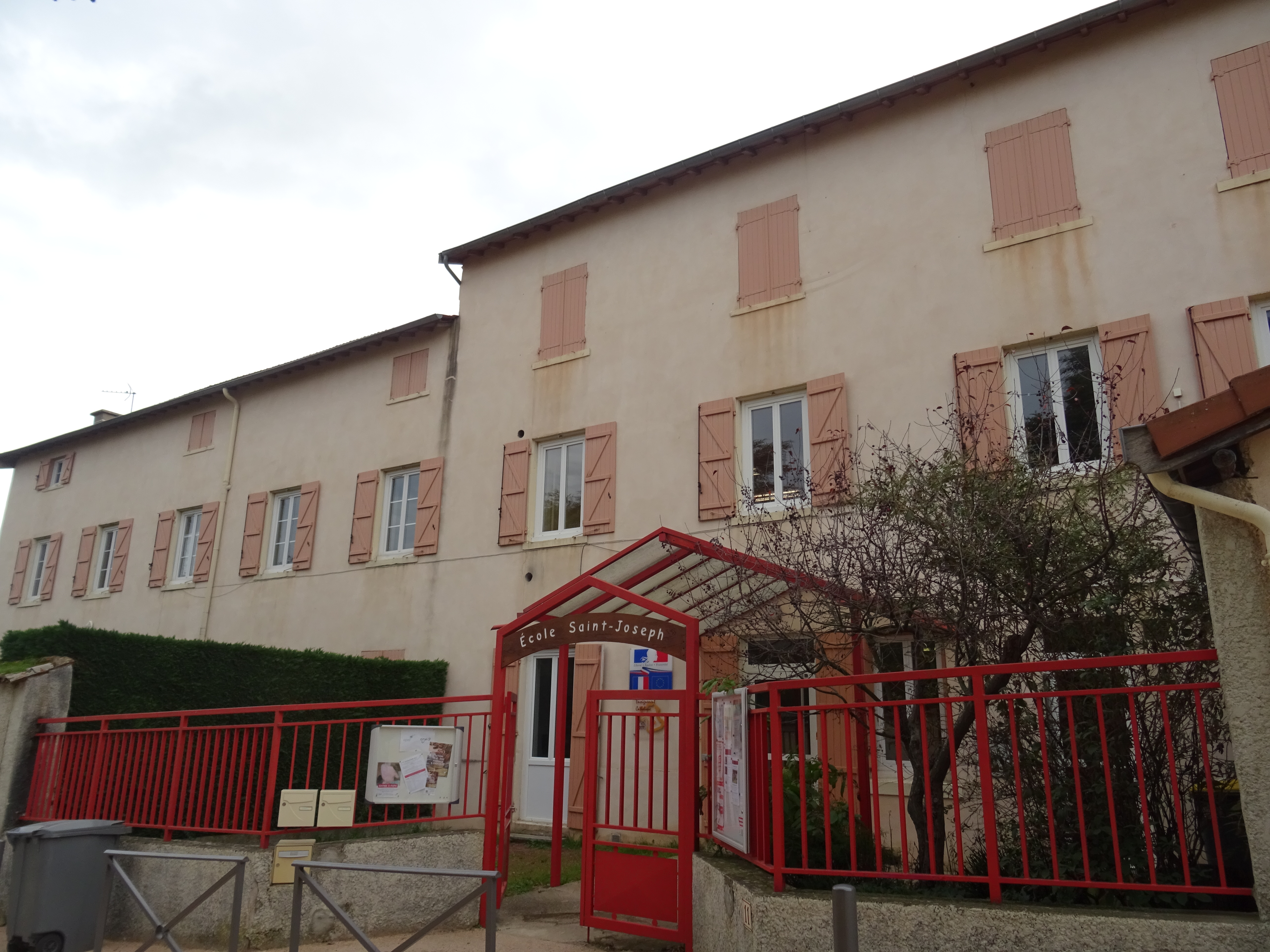
École saint-Joseph
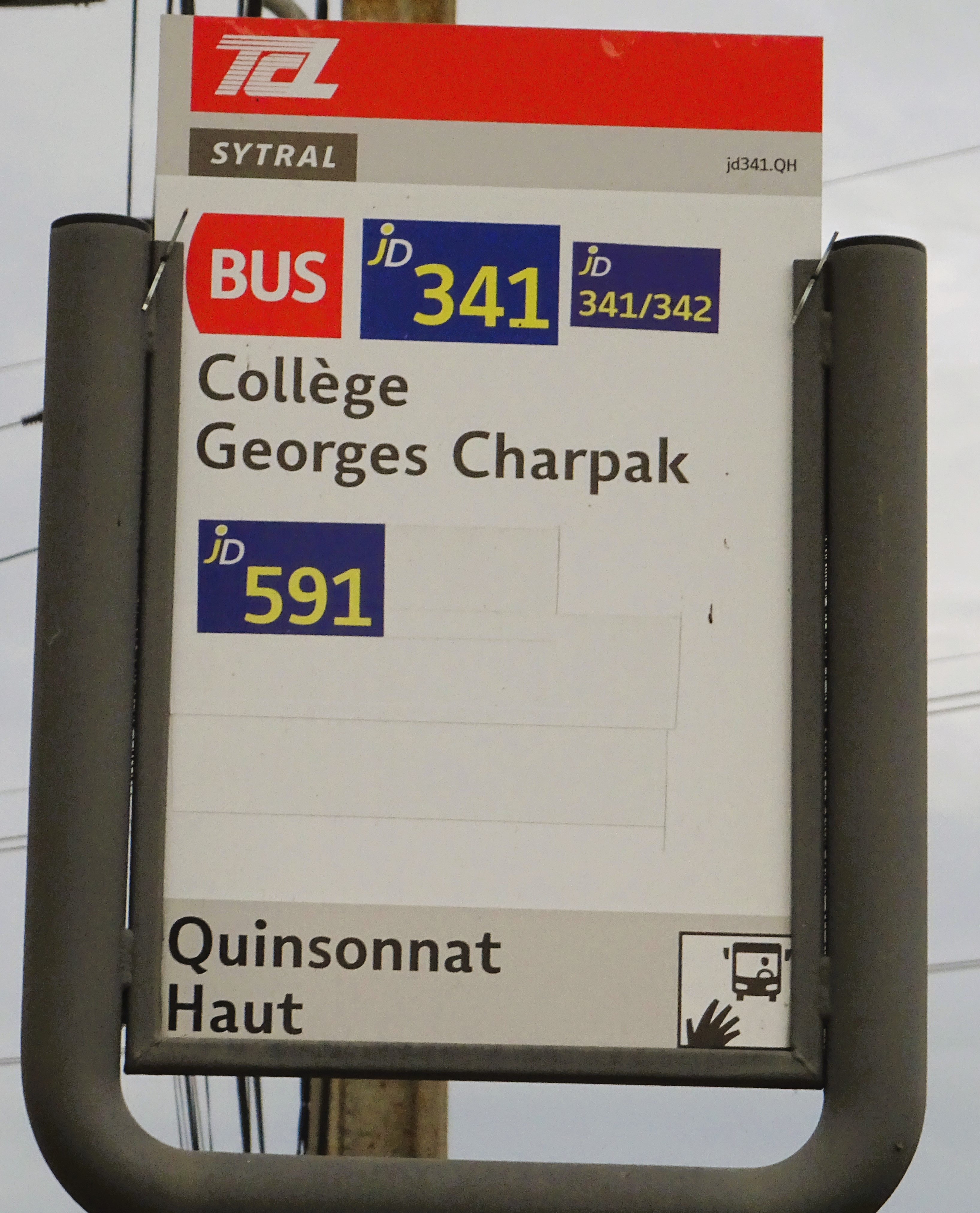
Collège Charpak

La médiathèque porte le nom de son créateur le maire Charles André (1983 à 1995). Au service des associations et de la fanfare a été construit l’imposant bâtiment de la vie associative. Le regroupement de toutes ces institutions au chef-lieu en favorise l’animation. Pour être complet, on signalera encore le local des sapeur pompiers. Quant à la poste, logée provisoirement dans une ancienne habitation, elle a finalement été transférée dans le bâtiment de la mairie.

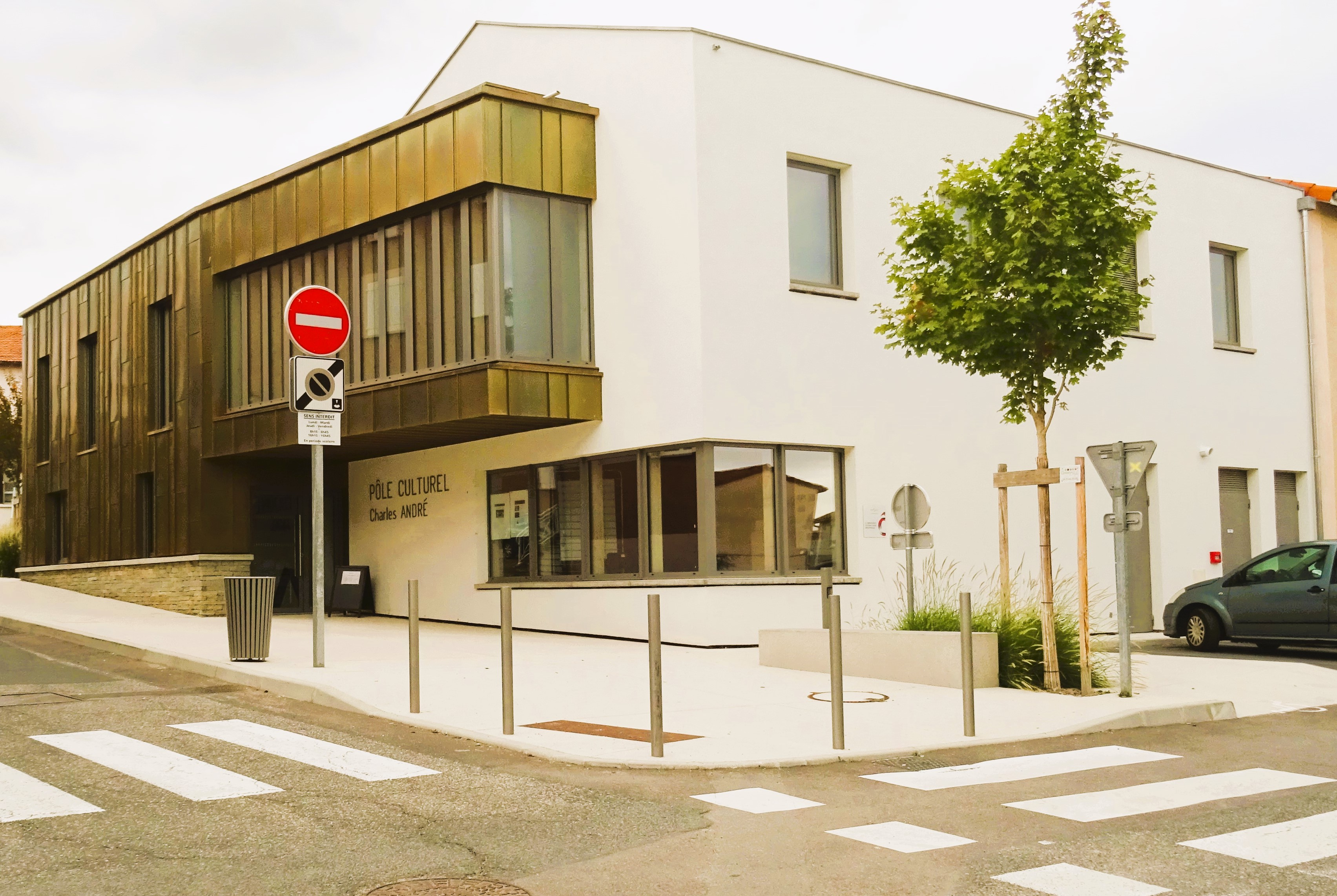
Médiathèque Charles André
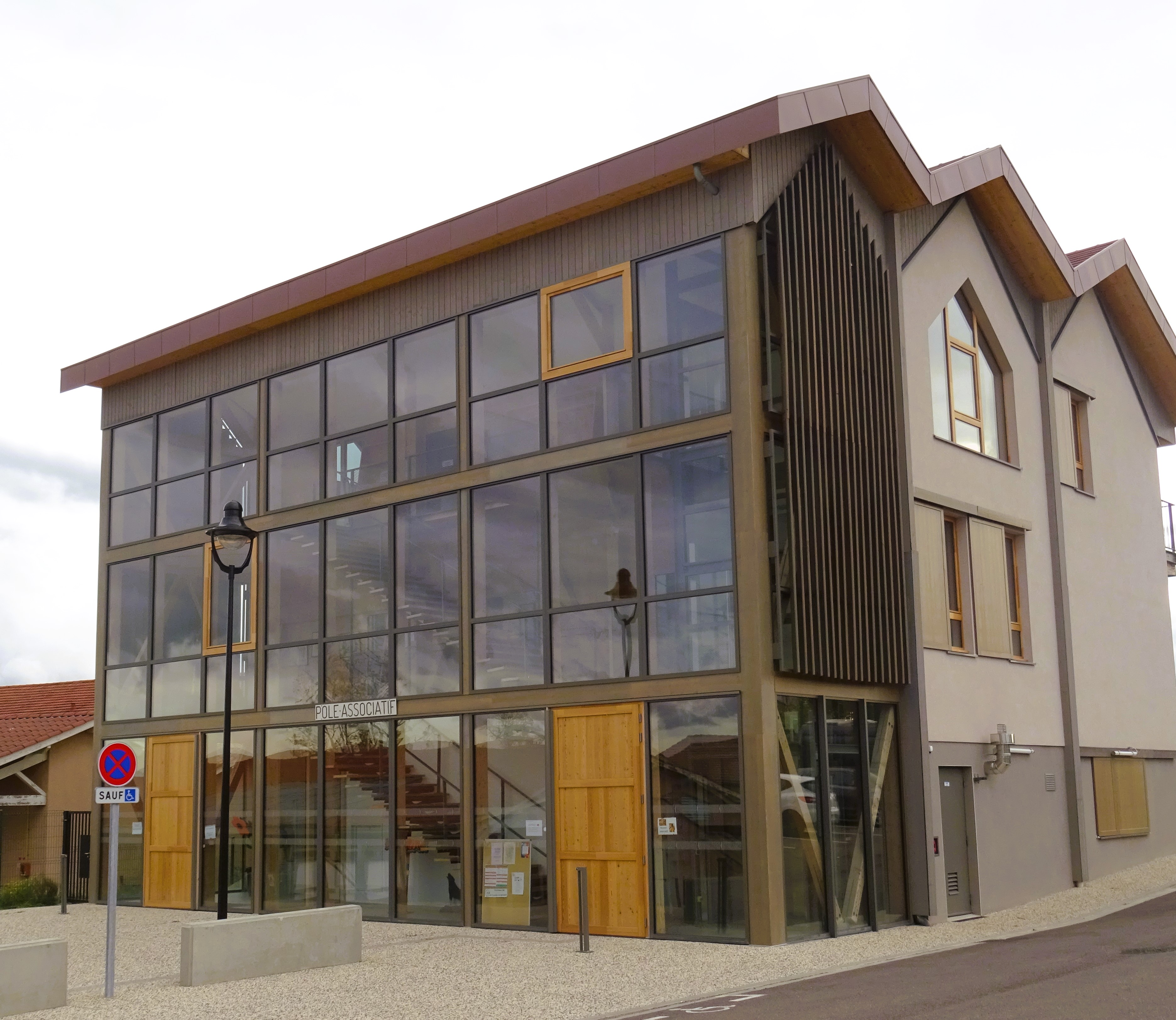
Maison de la vie associative
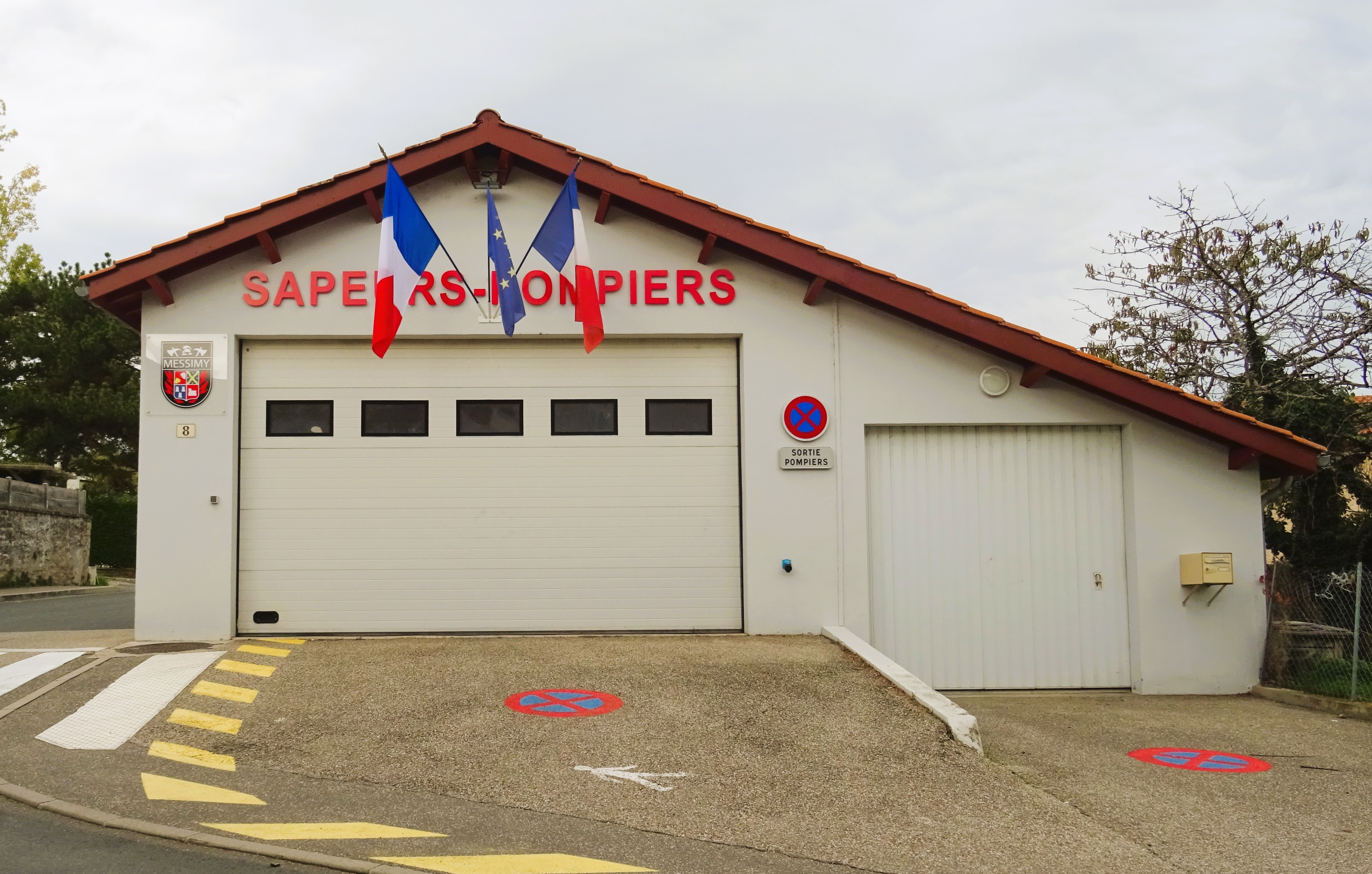
Sapeurs- pompiers

La pratique des activités sportives a justifié la création du parc des sports et de loisirs du Vourlat sur l'espace plat le plus proche à quelques centaines de mètres au sud du bourg. Aucune d'entre elles ne semble avoir été oubliée. Les enfants ont aussi leur aire de jeux. Pour les amateurs de pêche on a barré d'une solide digue le ruisseau du Guillermain. Le bord du bassin du Buya dans un décor champêtre accueille du même coup les personnes en quête d'un paisible délassement.

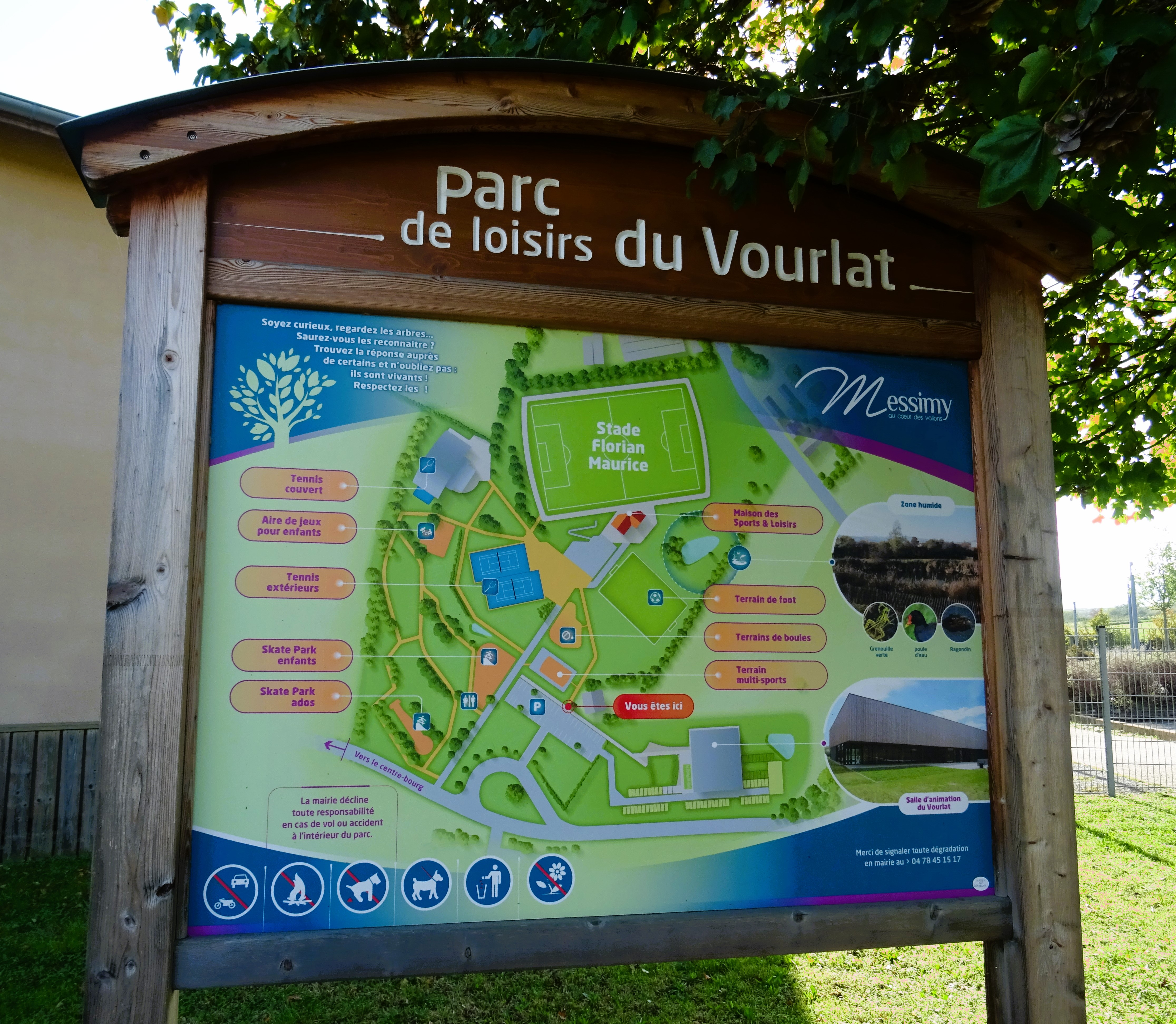
Plan du parc de loisirs de Vourlat
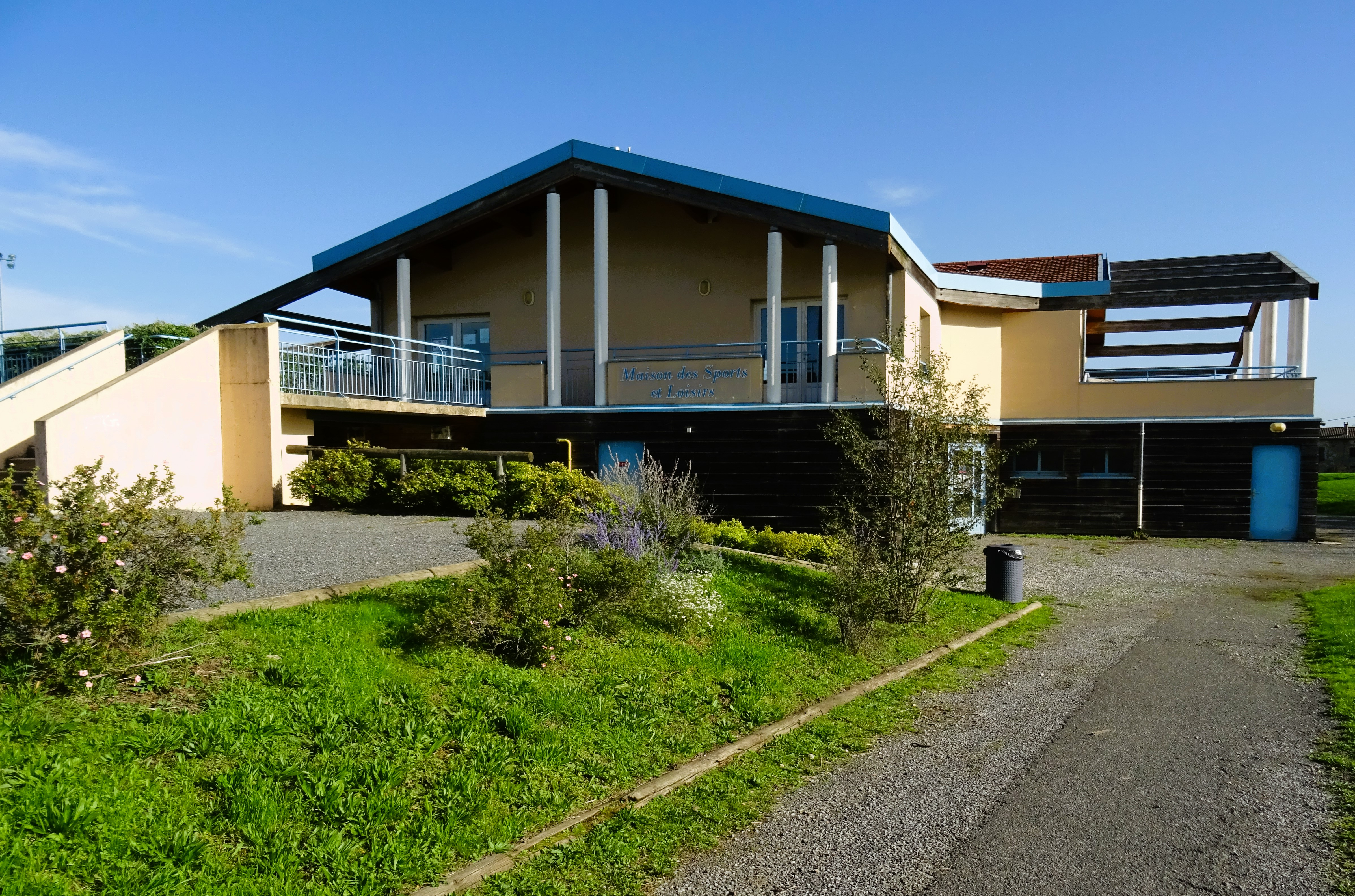
maison des sports et loisirs
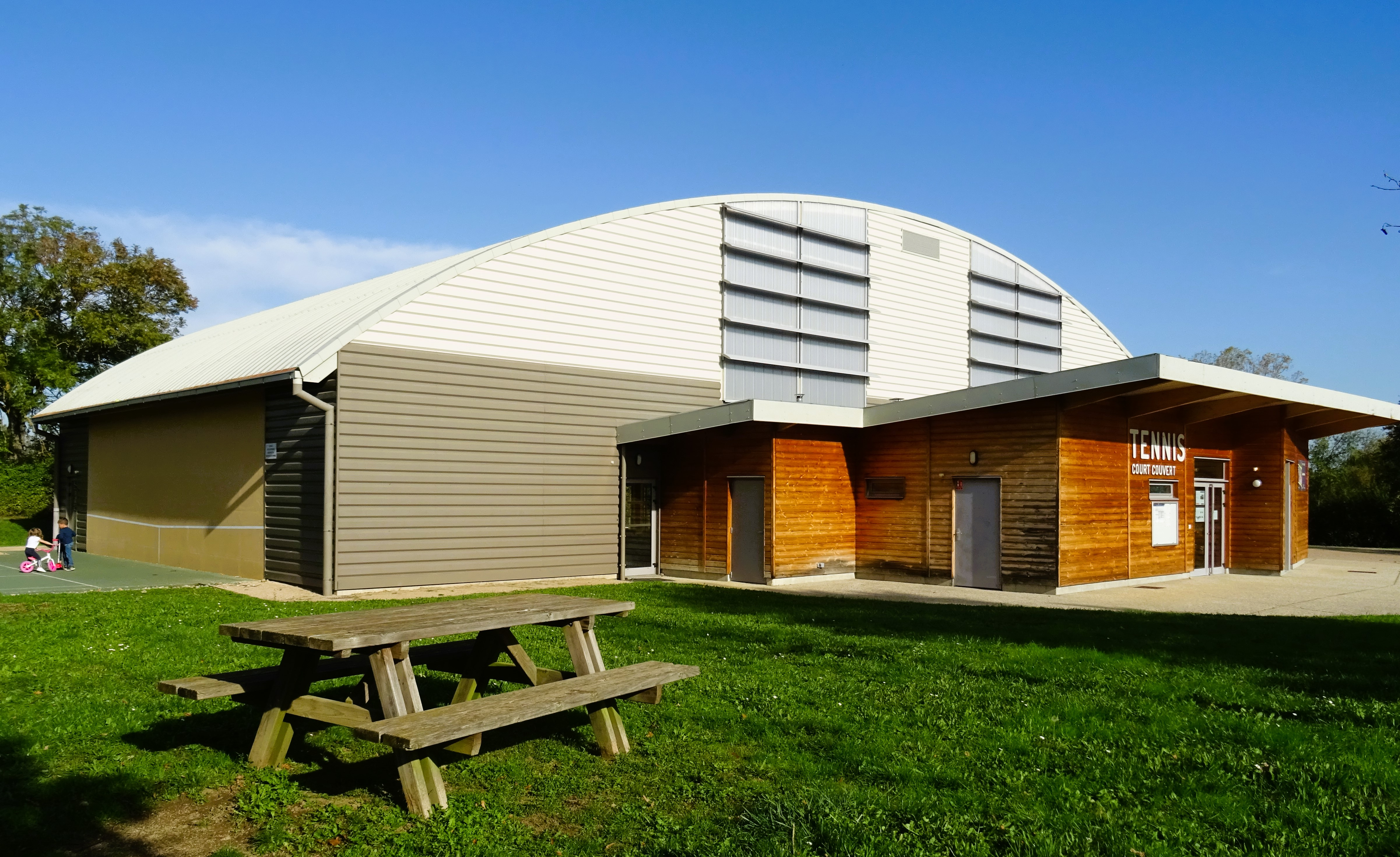
tennis couverts
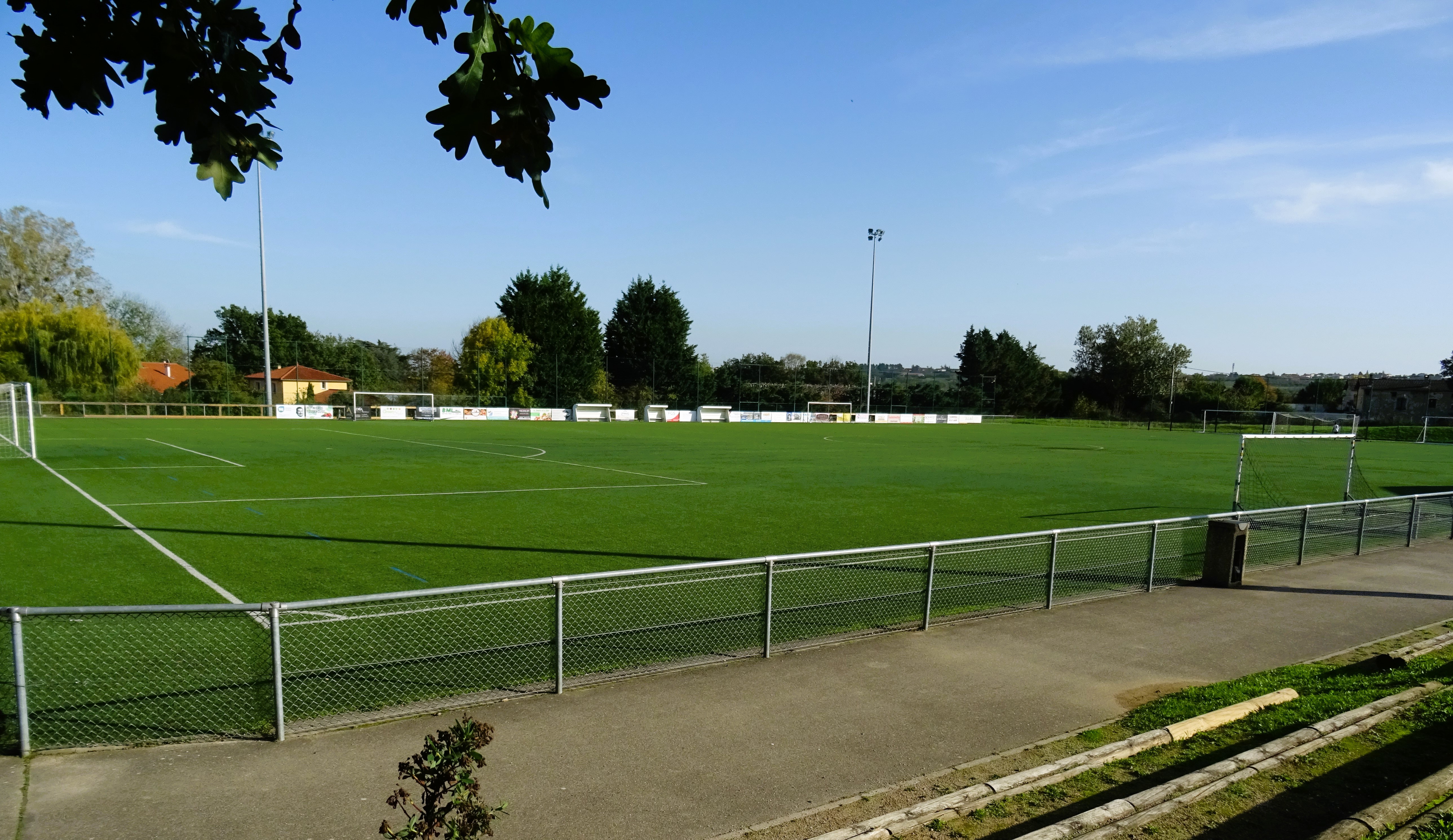
terrain de football
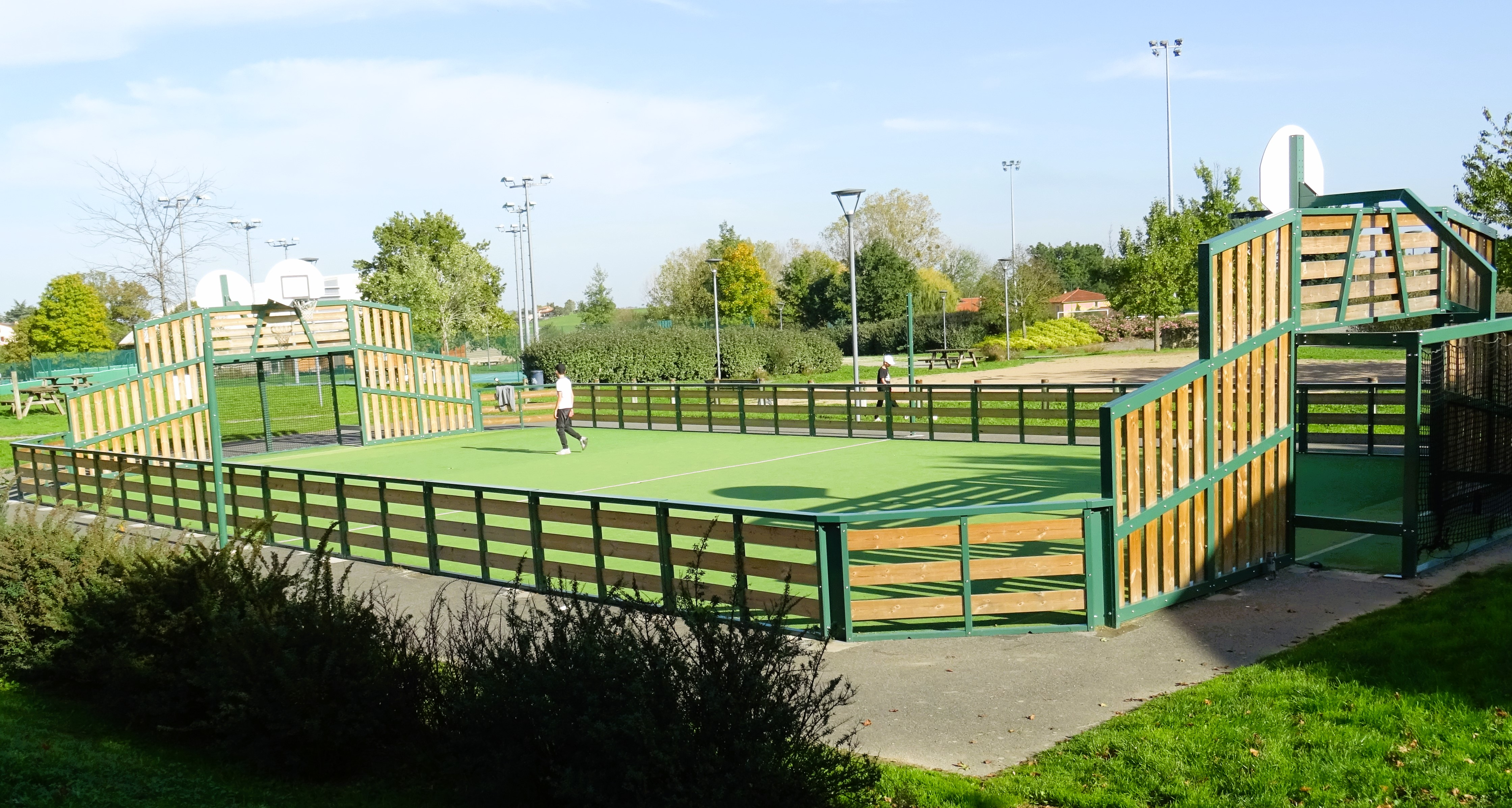
terrain de basket
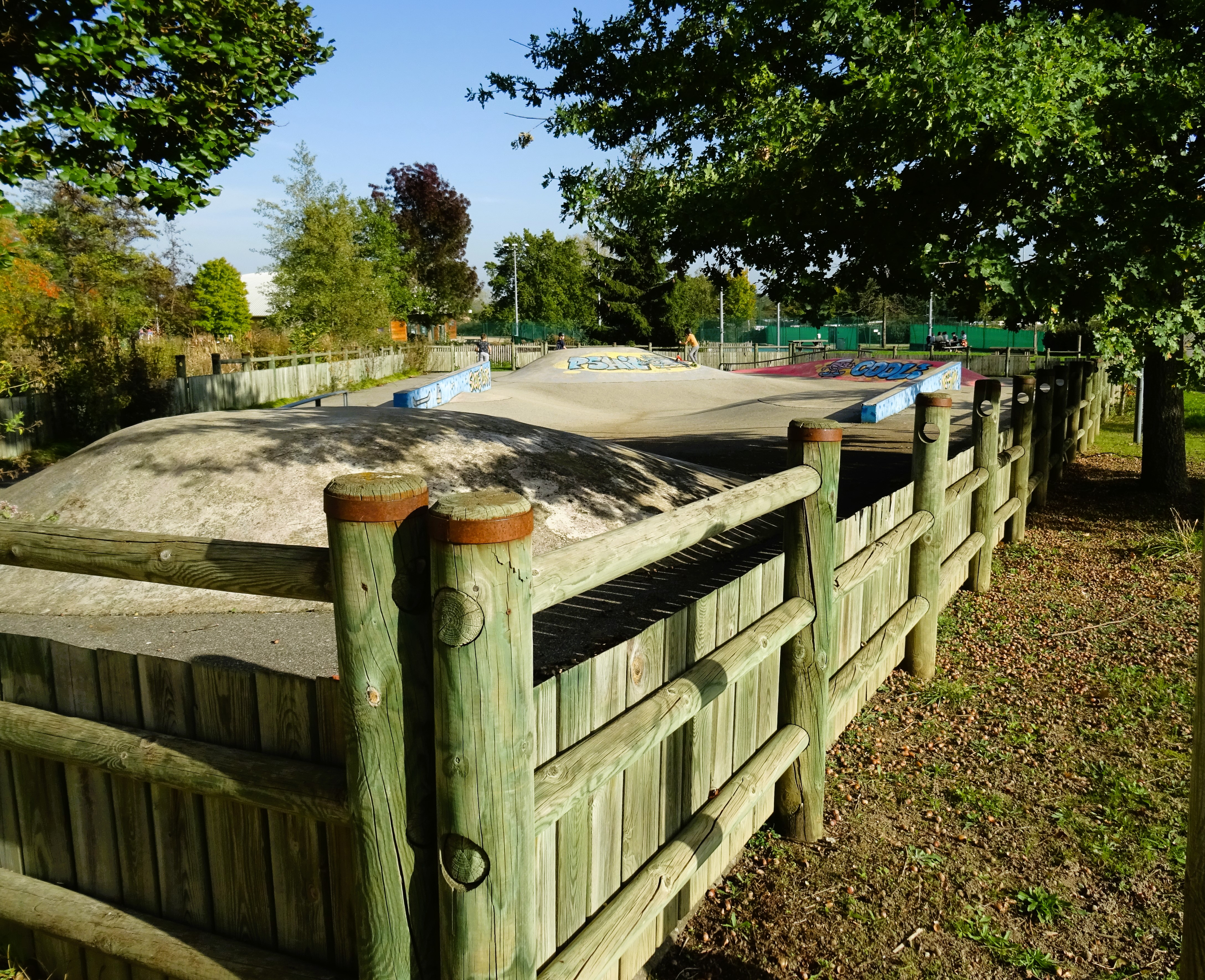
skateboard du Vourlat
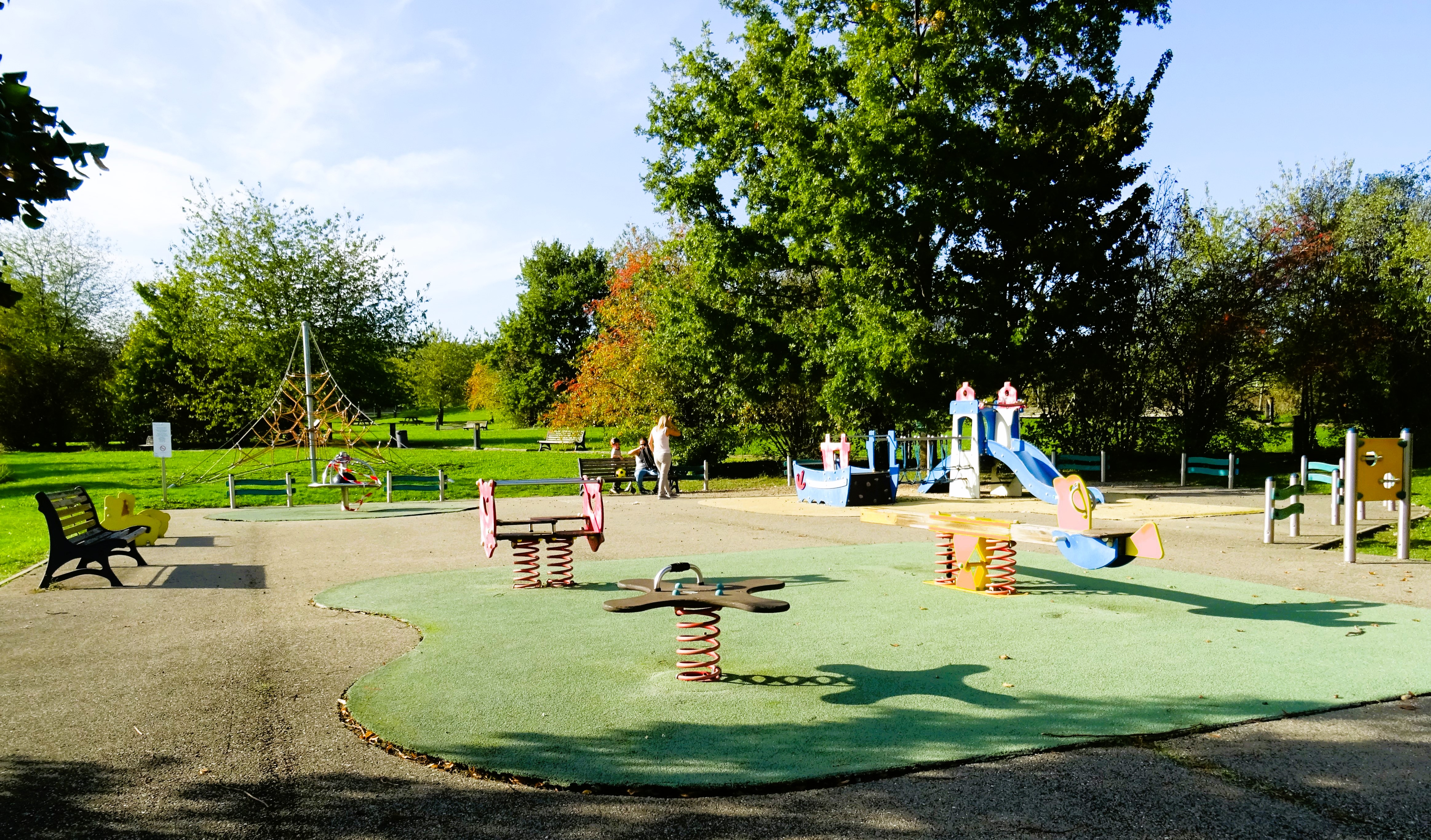
aire de jeux pour enfants
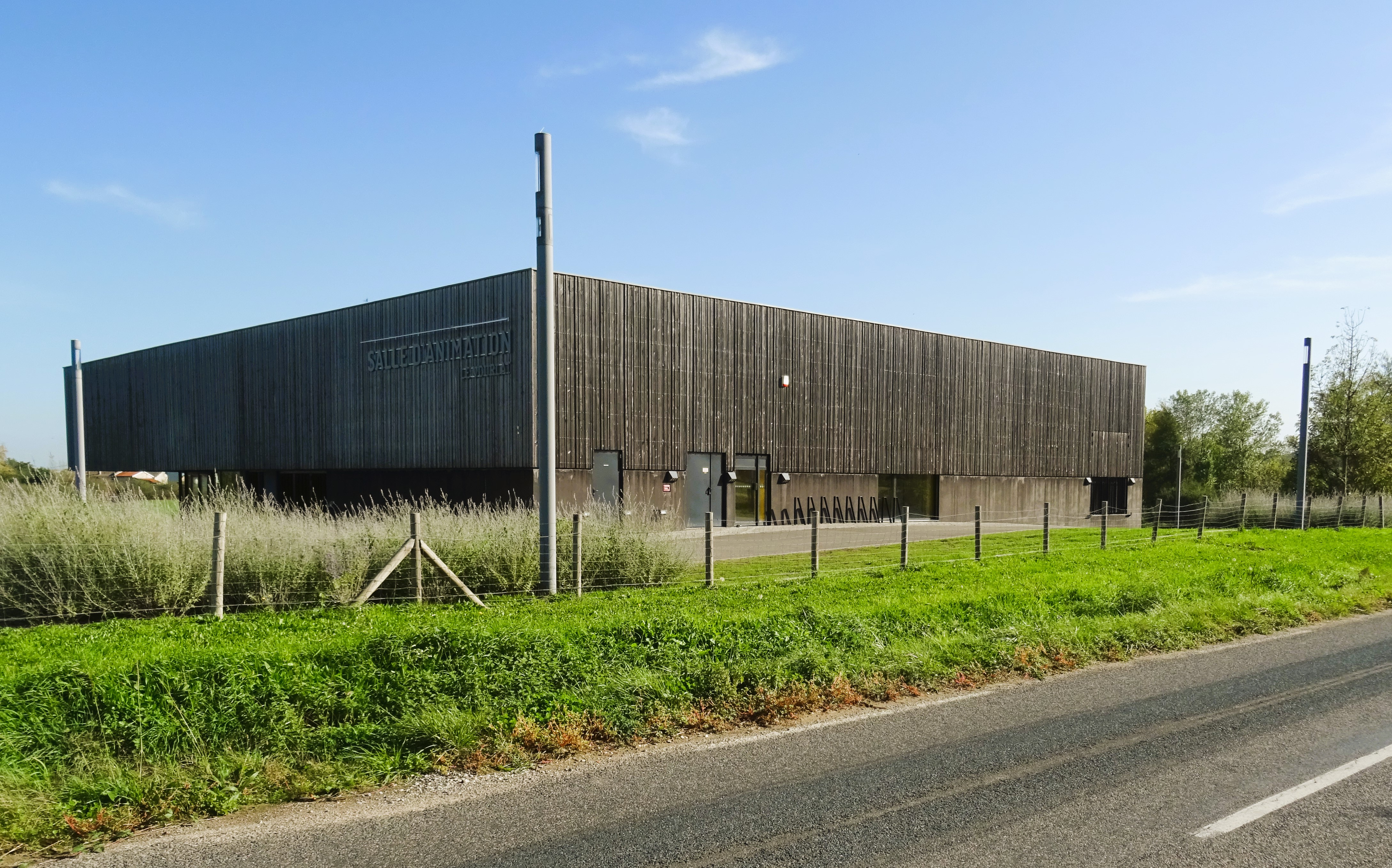
salle d'animation
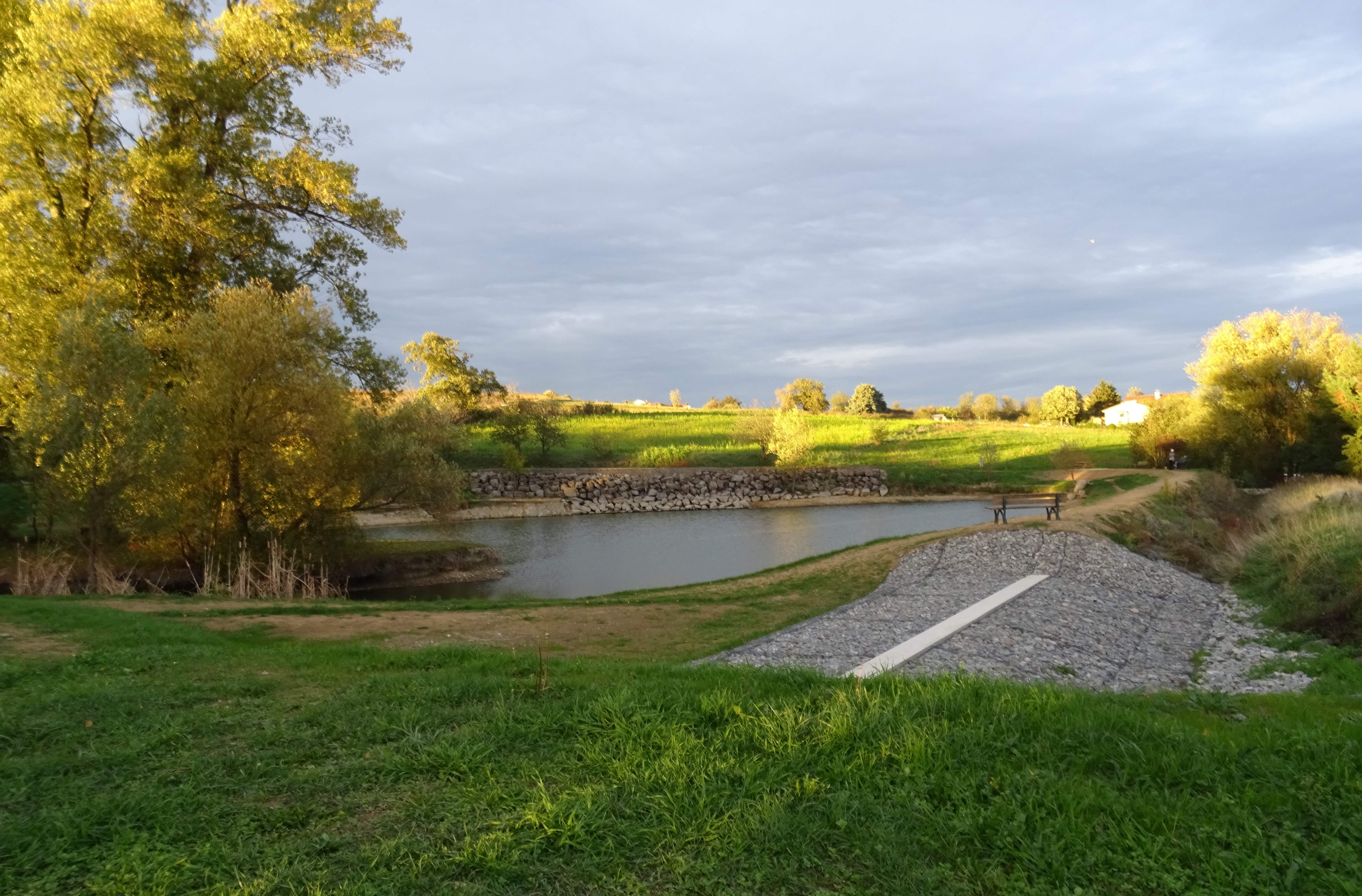
Étang de pêche du Buya (la digue)
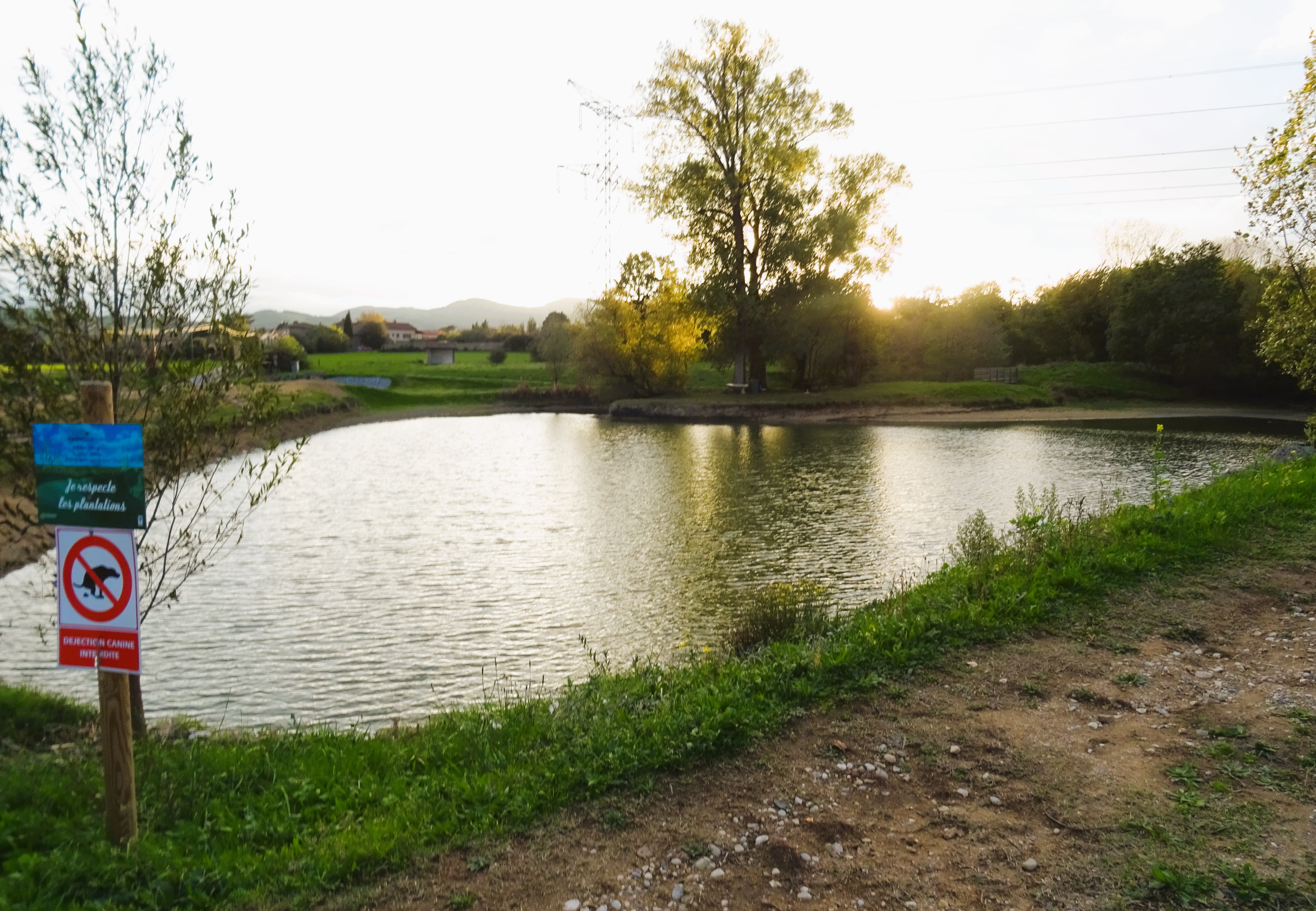
Étang d'En Buya.

### Liste des maires
| Période                                  | Période                       | Identité                    | Étiquette | Qualité                                                                                           |
| ---------------------------------------- | ----------------------------- | --------------------------- | --------- | ------------------------------------------------------------------------------------------------- |
| novembre 2017                            | En cours (au 26 janvier 2021) | Marie-Agnès Berger          | DVD       | Ingénieur en recherche médicale Réélue pour le mandat 2020-2026                                   |
| mars 2008                                | novembre 2017                 | Catherine Di Folco          | UMP-LR    | Sénatrice du Rhône (2014 → ) Démissionnaire afin de respecter la loi sur le non-cumul des mandats |
| juin 1995                                | mars 2008                     | Michel Simon                | DVD       | Ingénieur, maire honoraire                                                                        |
| mars 1983                                | juin 1995                     | Charles André, (1928-2019)  |           | Cadre bancaire retraité Président de l'Union des maires ruraux du Rhône (1987 → 1995)             |
| mars 1977                                | mars 1983                     | Marcel Geay (1926-2018)     |           | Tailleur de pierres                                                                               |
| mai 1945                                 | mars 1977                     | Joseph Thollet              |           |                                                                                                   |
| 1944                                     | mai 1945                      | Pierre Ville                |           |                                                                                                   |
| 1920                                     | 1944                          | Jean Parrel                 | Rad.      | Agriculteur Conseiller général de Vaugneray (1931 → 1940)                                         |
| 1919                                     | 1920                          | Étienne Brun                |           |                                                                                                   |
| 1912                                     | 1919                          | Nicolas Monvernay           |           |                                                                                                   |
| 1911                                     | 1912                          | Alexandre Boyrivent         |           |                                                                                                   |
| 1904                                     | 1911                          | Pierre Jean François Pitiot |           |                                                                                                   |
| 1896                                     | 1904                          | Pierre Chantre              |           |                                                                                                   |
| 1892                                     | 1896                          | Jacques Brun                |           |                                                                                                   |
| 1888                                     | 1892                          | Émile Wedrychowski          |           |                                                                                                   |
| 1882                                     | 1888                          | Pierre Chantre              |           |                                                                                                   |
| 1880                                     | 1882                          | Jacques Brun                |           |                                                                                                   |
| 1870                                     | 1880                          | Léon Wedrychowski           |           |                                                                                                   |
| 1867                                     | 1870                          | Pierre Chantre              |           |                                                                                                   |
| 1858                                     | 1867                          | Jean François Brun          |           |                                                                                                   |
| 1856                                     | 1858                          | Claude Chantre              |           |                                                                                                   |
| 1848                                     | 1856                          | Étienne Brun                |           |                                                                                                   |
| 1838                                     | 1848                          | Pierre Brossard             |           |                                                                                                   |
| 1831                                     | 1838                          | Jean François Chatard       |           |                                                                                                   |
| 1830                                     | 1831                          | François Brun               |           |                                                                                                   |
| 1827                                     | 1830                          | Hypolite Derozière          |           |                                                                                                   |
| Les données manquantes sont à compléter. |                               |                             |           |                                                                                                   |

## Démographie
L'évolution du nombre d'habitants est connue à travers les recensements de la population effectués dans la commune depuis 1793. Pour les communes de moins de 10 000 habitants, une enquête de recensement portant sur toute la population est réalisée tous les cinq ans, les populations de référence des années intermédiaires étant quant à elles estimées par interpolation ou extrapolation. Pour la commune, le premier recensement exhaustif entrant dans le cadre du nouveau dispositif a été réalisé en 2004.

En 2022, la commune comptait 3 565 habitants, en évolution de +5,75 % par rapport à 2016 (Rhône : +3,93 %, France hors Mayotte : +2,11 %).
| 1793 | 1800 | 1806 | 1821 | 1831  | 1836  | 1841  | 1846  | 1851  |
| ---- | ---- | ---- | ---- | ----- | ----- | ----- | ----- | ----- |
| 900  | 816  | 838  | 897  | 1 112 | 1 302 | 1 310 | 1 392 | 1 385 |

| 1856  | 1861  | 1866  | 1872  | 1876  | 1881  | 1886  | 1891  | 1896  |
| ----- | ----- | ----- | ----- | ----- | ----- | ----- | ----- | ----- |
| 1 403 | 1 448 | 1 420 | 1 363 | 1 406 | 1 306 | 1 347 | 1 305 | 1 242 |

| 1901  | 1906  | 1911  | 1921 | 1926 | 1931 | 1936 | 1946 | 1954  |
| ----- | ----- | ----- | ---- | ---- | ---- | ---- | ---- | ----- |
| 1 232 | 1 212 | 1 059 | 928  | 884  | 929  | 973  | 968  | 1 012 |

| 1962 | 1968  | 1975  | 1982  | 1990  | 1999  | 2004  | 2006  | 2009  |
| ---- | ----- | ----- | ----- | ----- | ----- | ----- | ----- | ----- |
| 957  | 1 154 | 1 384 | 1 605 | 2 017 | 2 696 | 2 995 | 3 128 | 3 265 |

| 2014  | 2019  | 2022  | - | - | - | - | - | - |
| ----- | ----- | ----- | - | - | - | - | - | - |
| 3 376 | 3 402 | 3 565 | - | - | - | - | - | - |

## Personnalités liées à la commune
- Florian Maurice (1974 - ), ancien footballeur international en l'honneur duquel est nommé le stade de la commune.
- Simone André, officier de la Légion d'honneur, vice-présidente d'honneur du conseil général du Rhône, présidente du forum international des associations Rhône-Alpes.
- Charles André, ancien maire, poète, chevalier de la Légion d'honneur.
- Michel Simon, Ancien maire, ingénieur, membre du Conseil économique et social régional de 2001 à 2007, chevalier de la Légion d'honneur.
- Florence Foresti (1973 - ), humoriste d'origine lyonnaise aujourd'hui nationalement reconnue a récemment habité la commune.
- Philippe Violeau (1970 - ), ancien footballeur de l'AJ Auxerre et de l'Olympique lyonnais a récemment habité la commune.